# Biserica de lemn din Groșii Noi

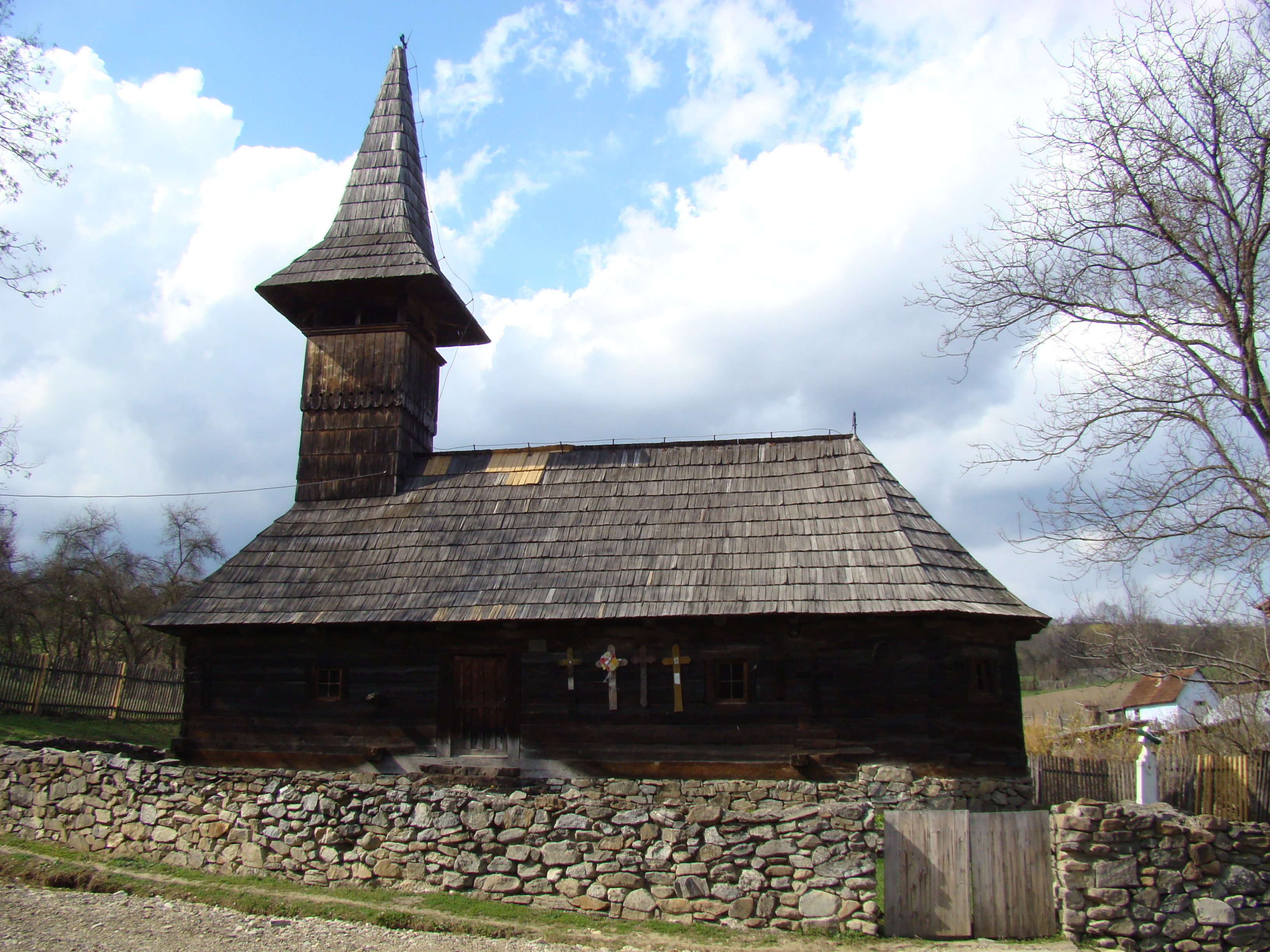
Biserica de lemn „Întâmpinarea Domnului” din Groșii Noi, comuna Bârzava, județul Arad, foto: aprilie 2012.

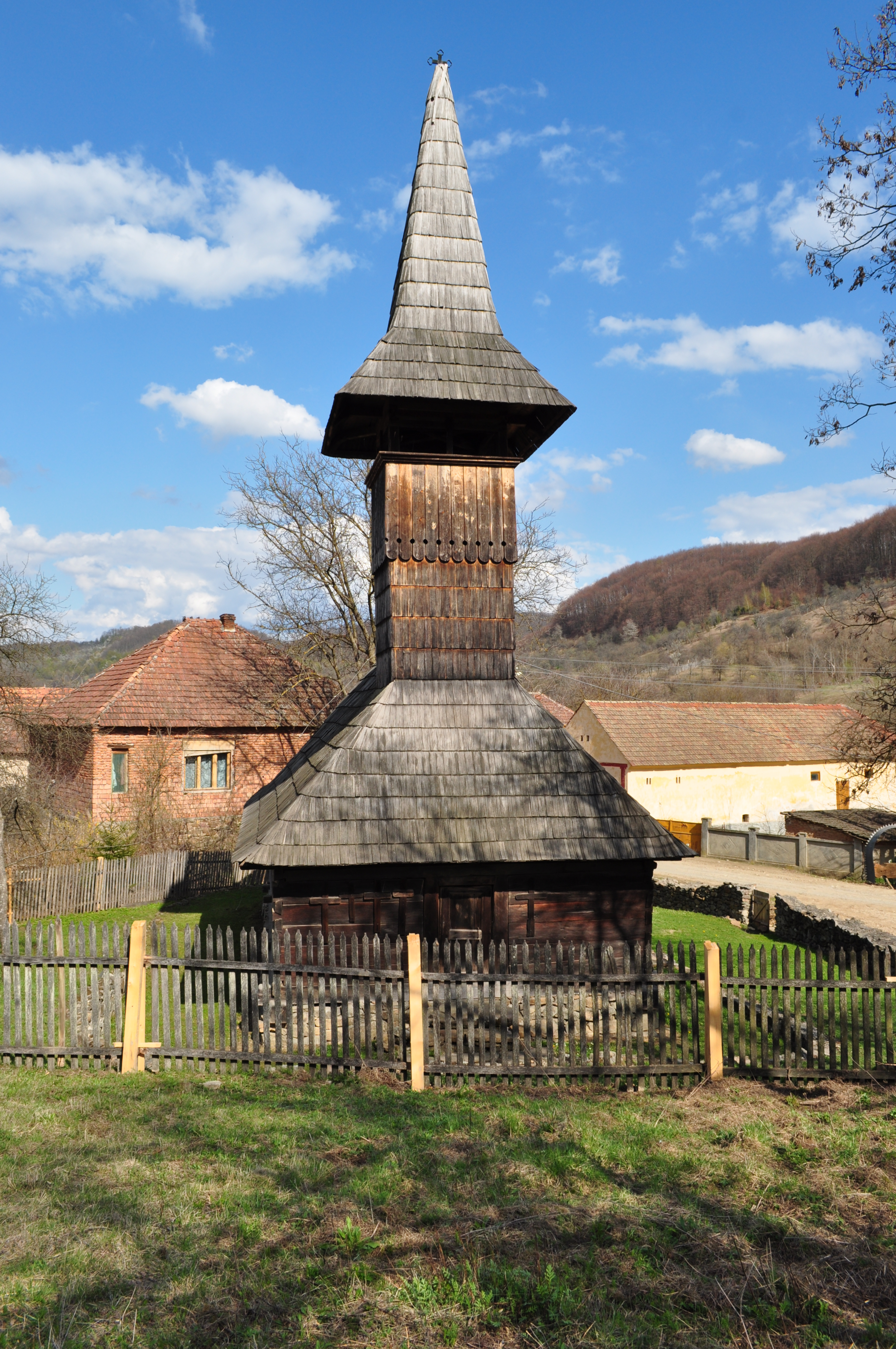
Biserica de lemn „Întâmpinarea Domnului” din Groșii Noi, comuna Bârzava, județul Arad, foto: aprilie 2012.

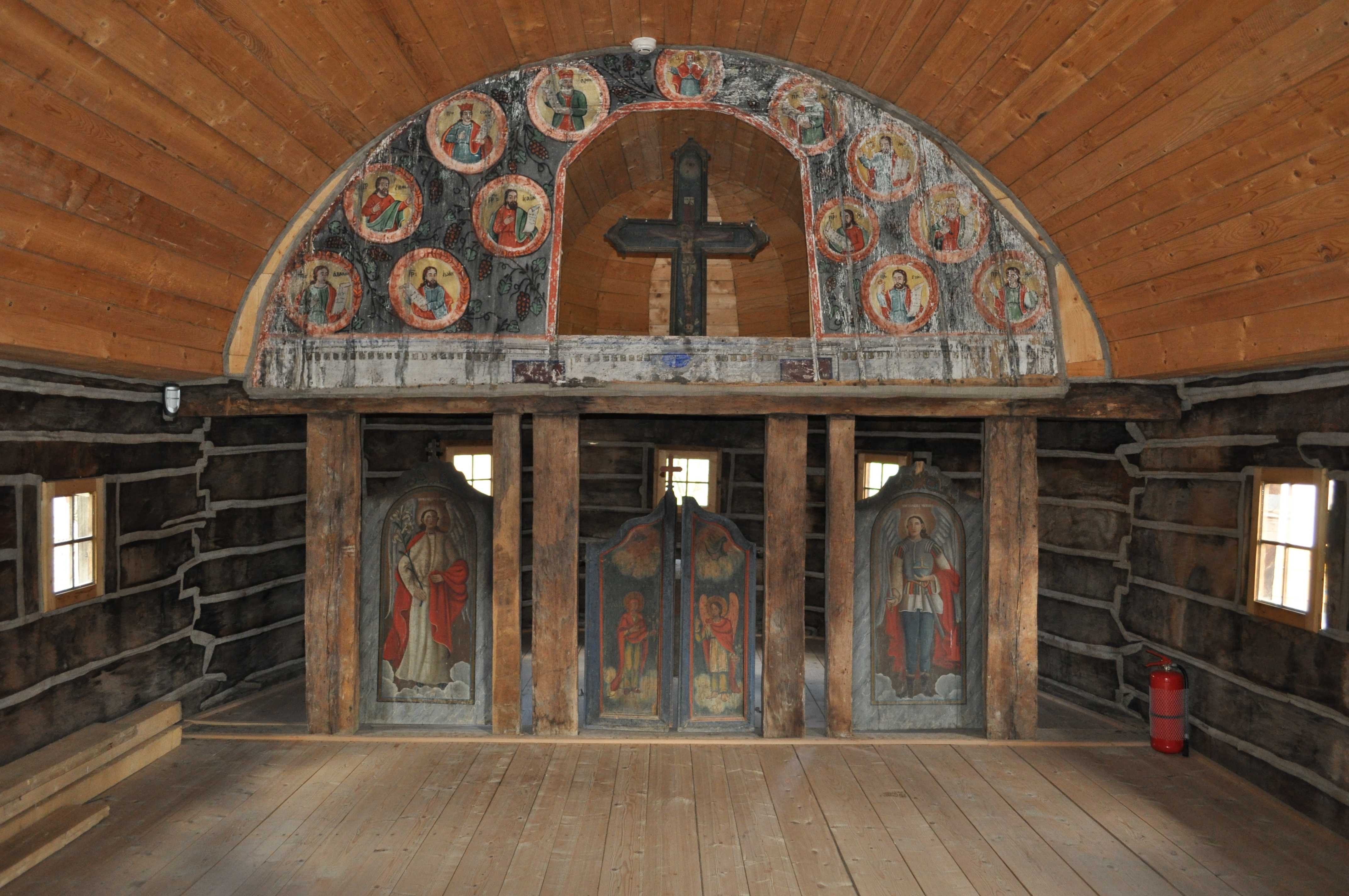
Nava spre iconostas

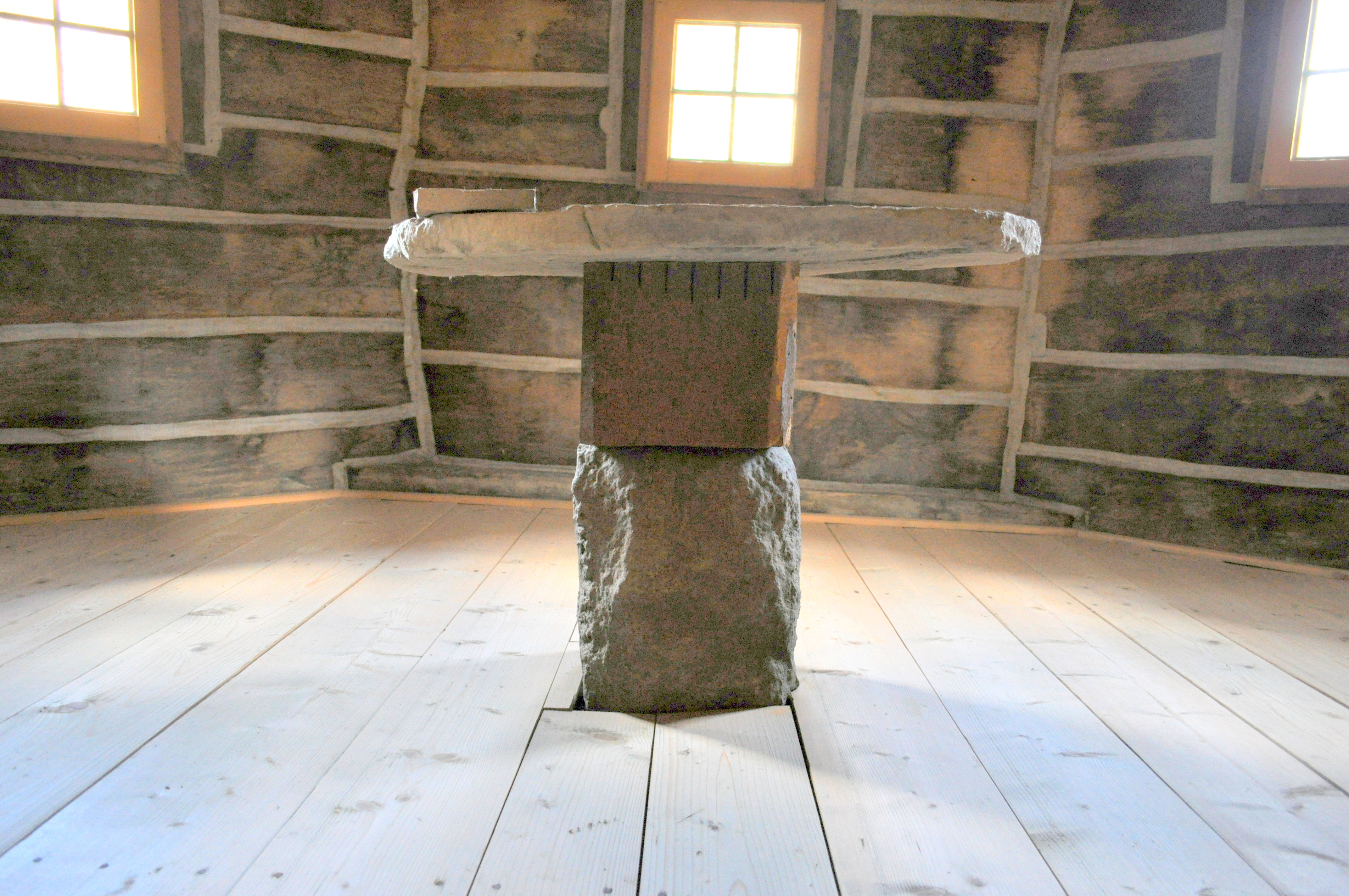
Masa altarului

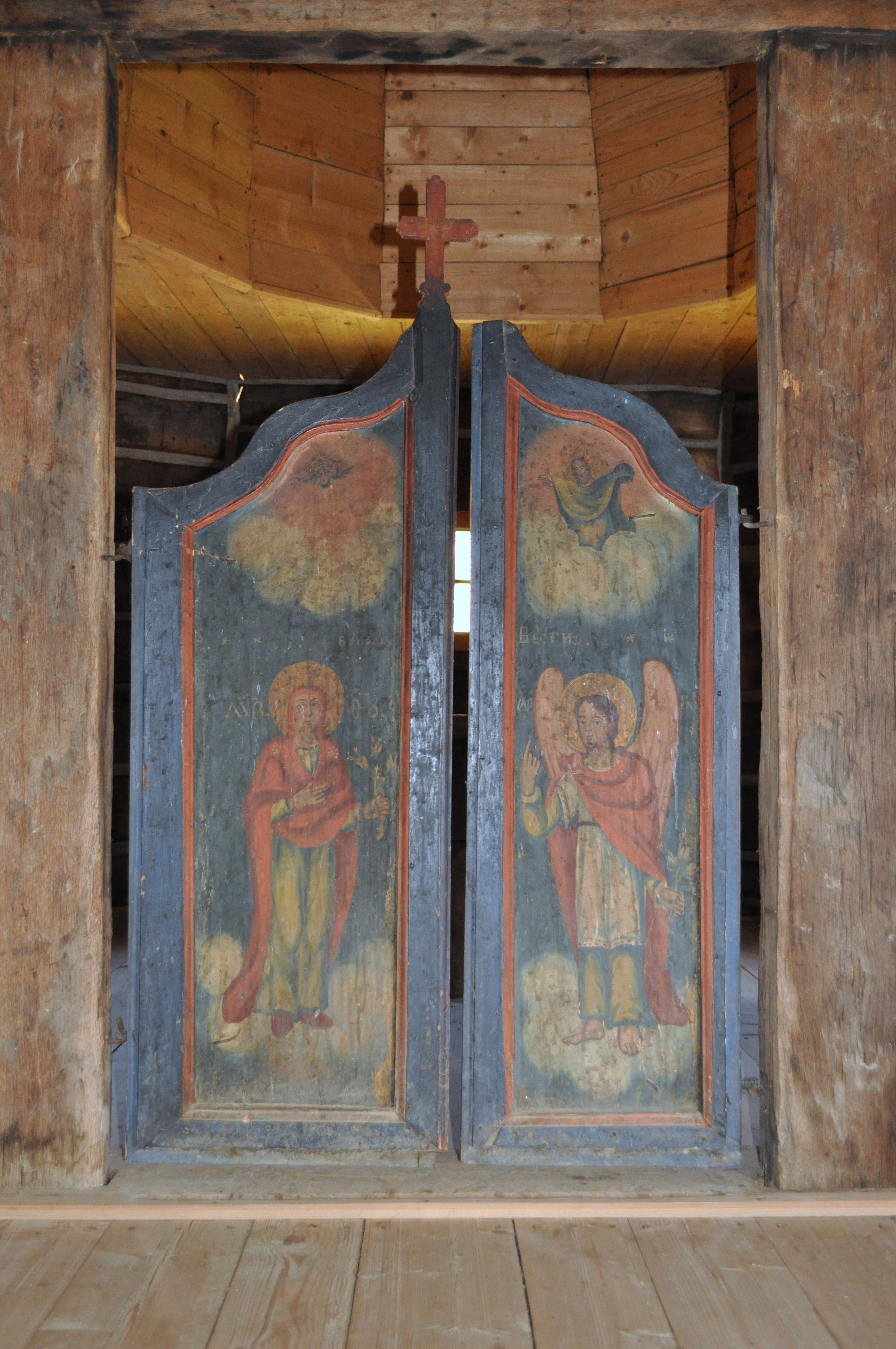
Ușile împărătești: Buna Vestire

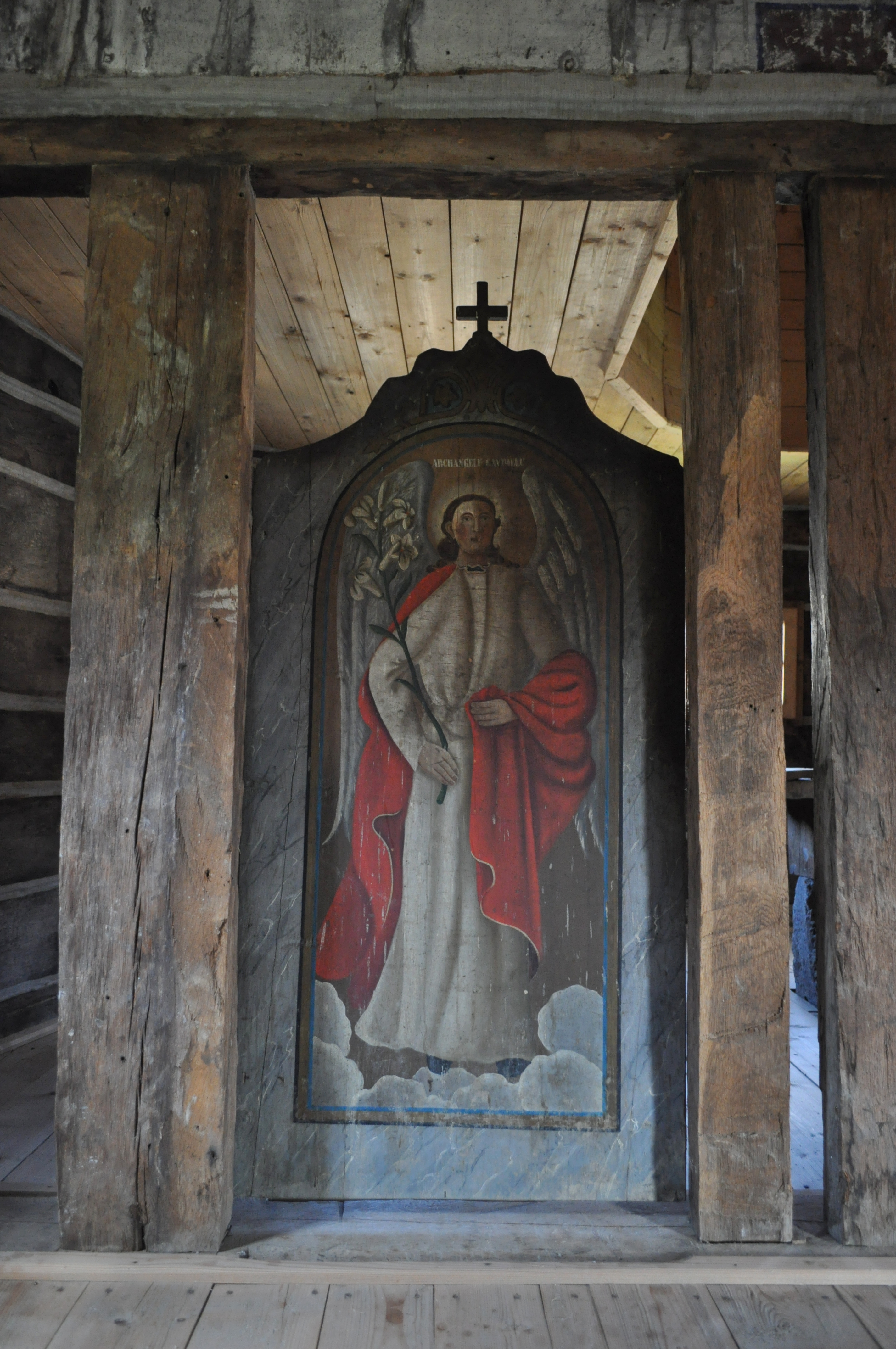
Ușă diaconească

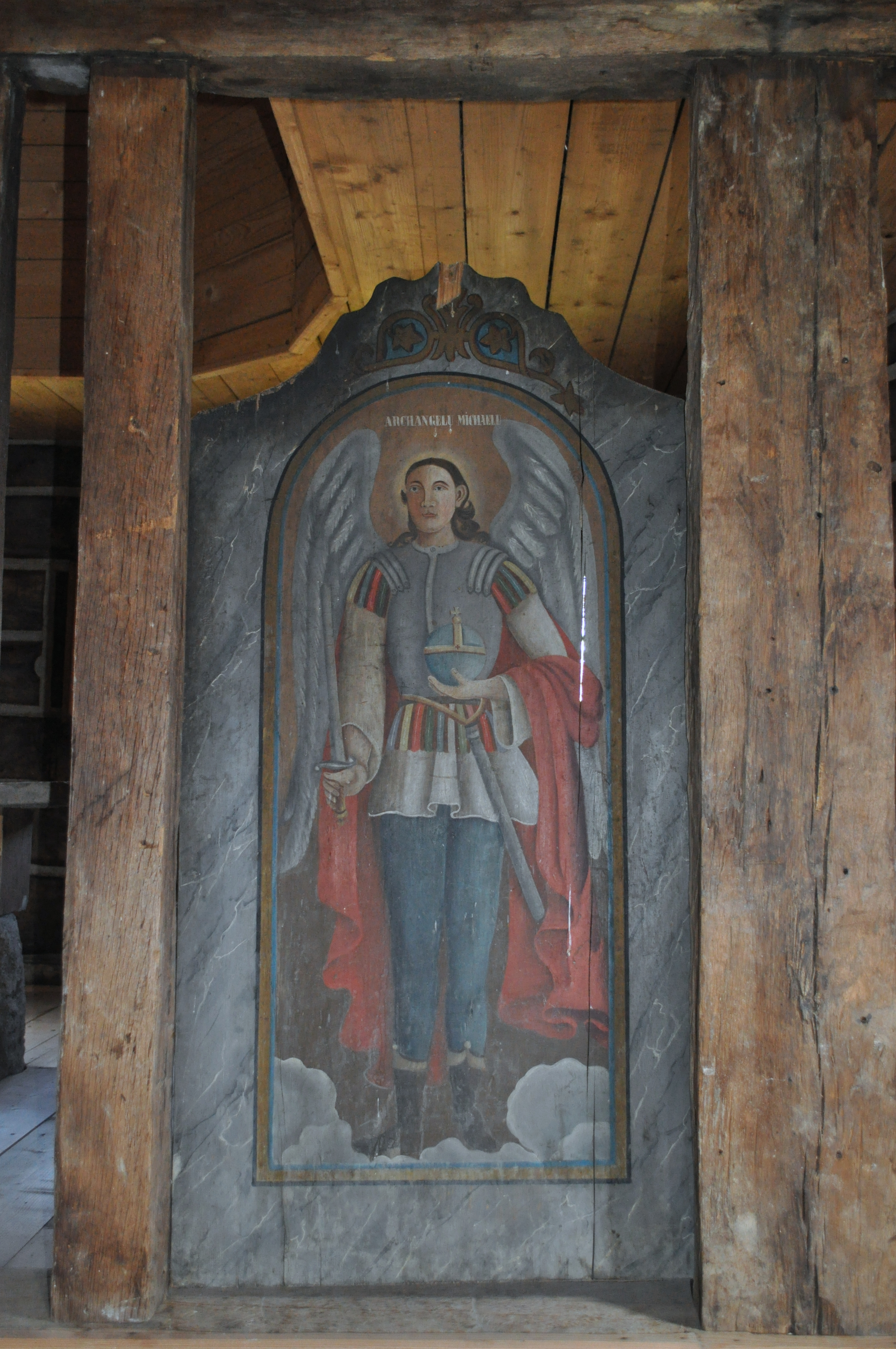
Ușă diaconească

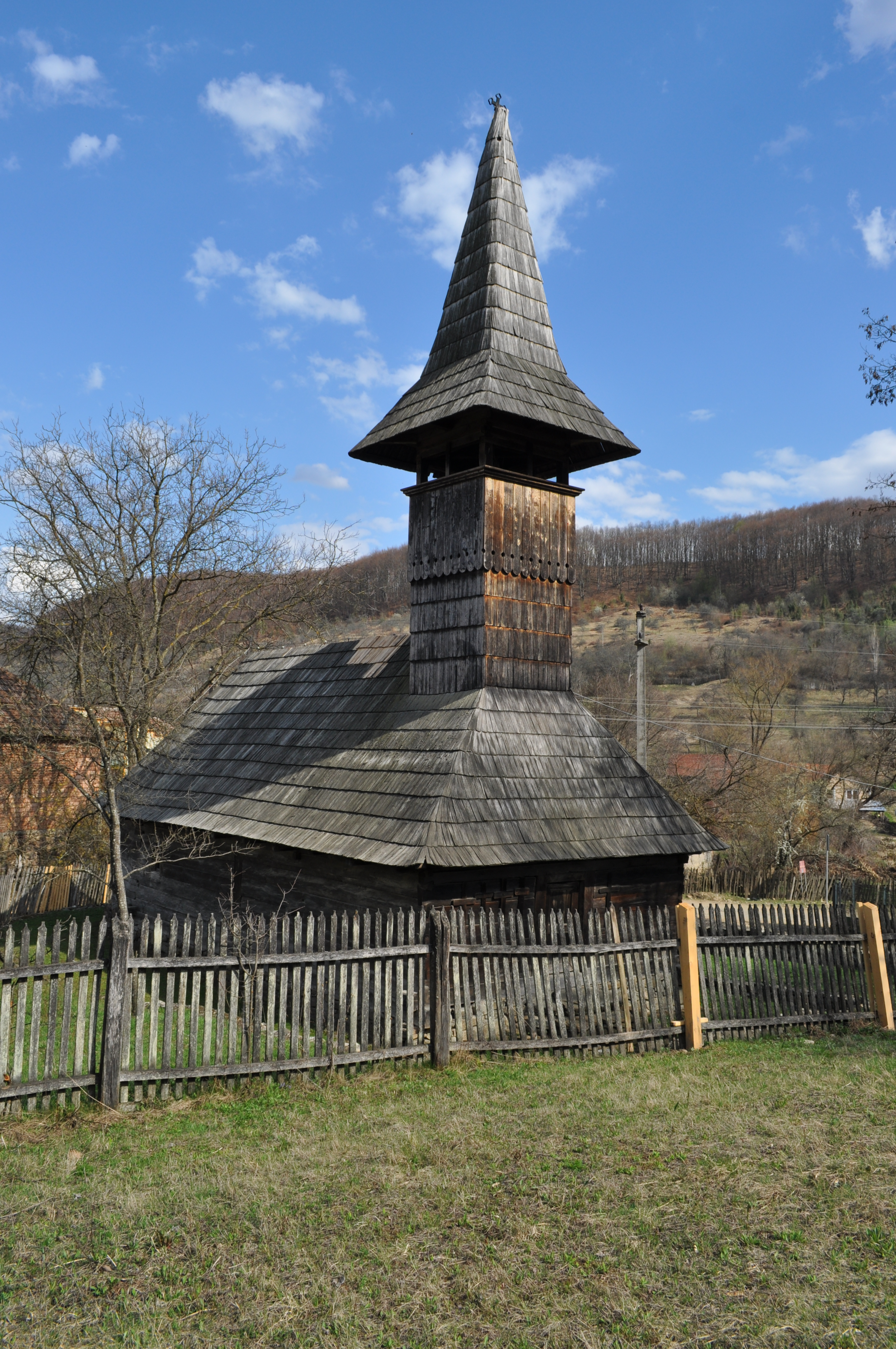
Biserica (nord-vest)

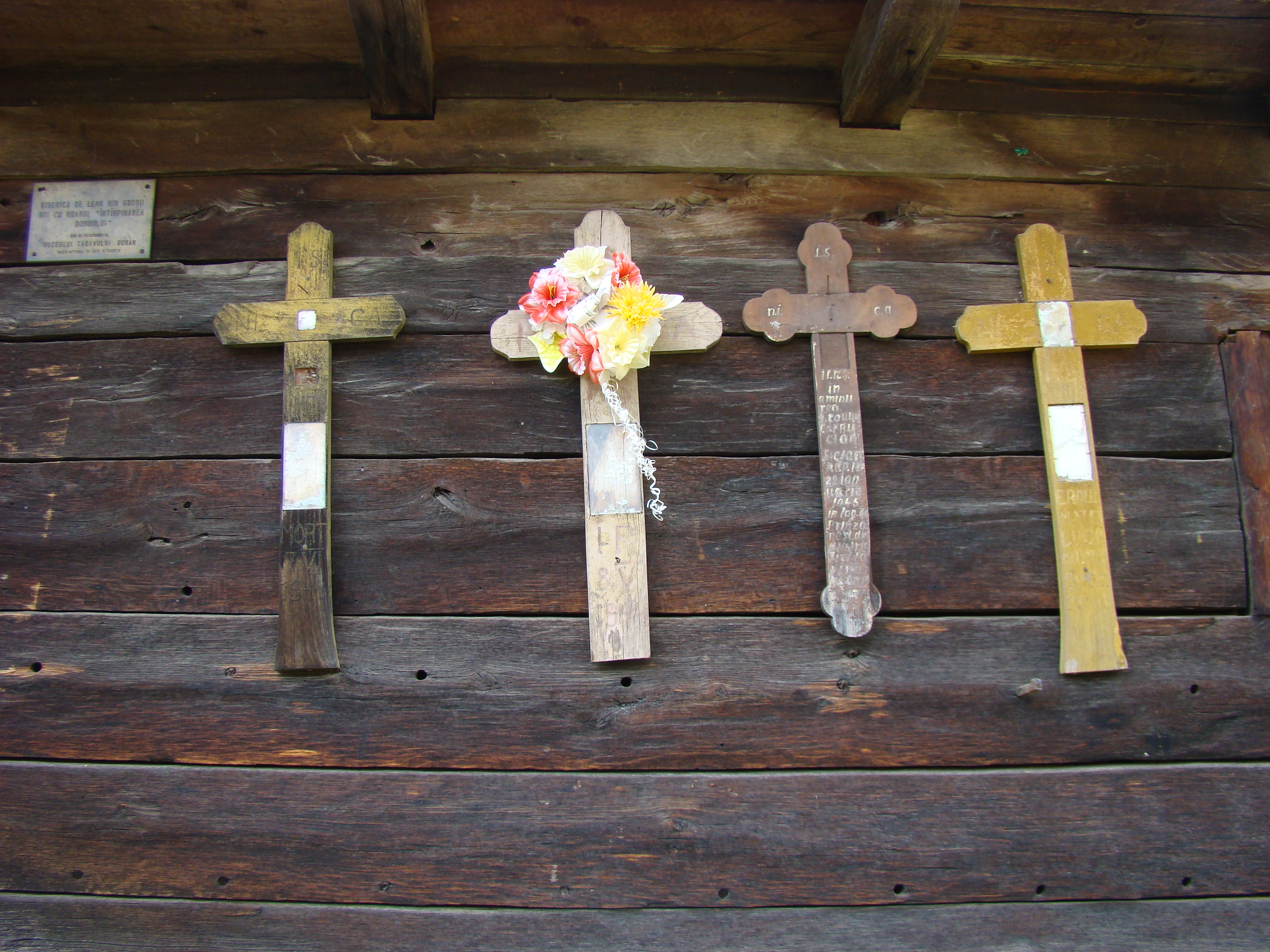
Cruci de eroi

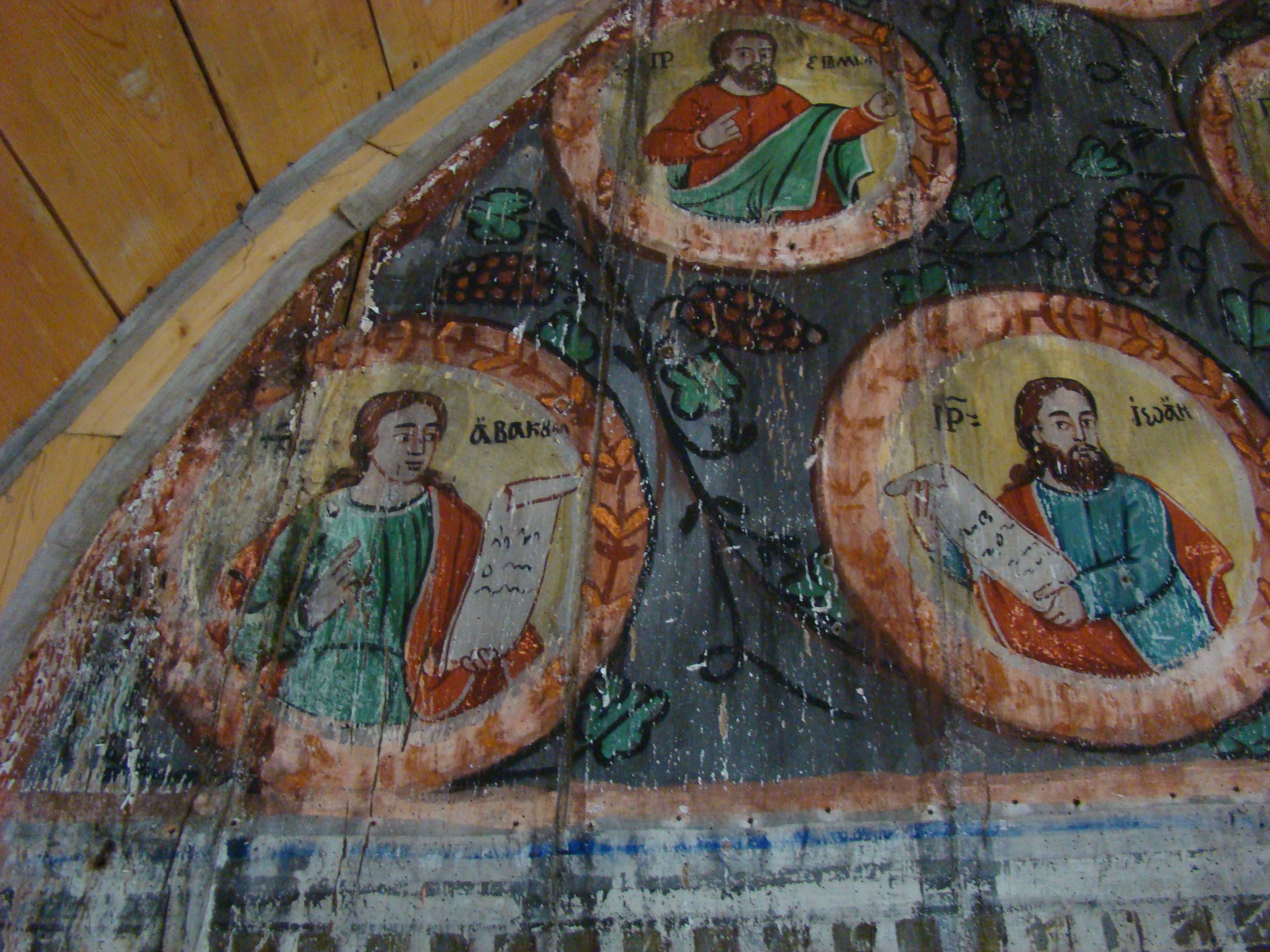
Pictura iconostasului (detaliu): Prooroci

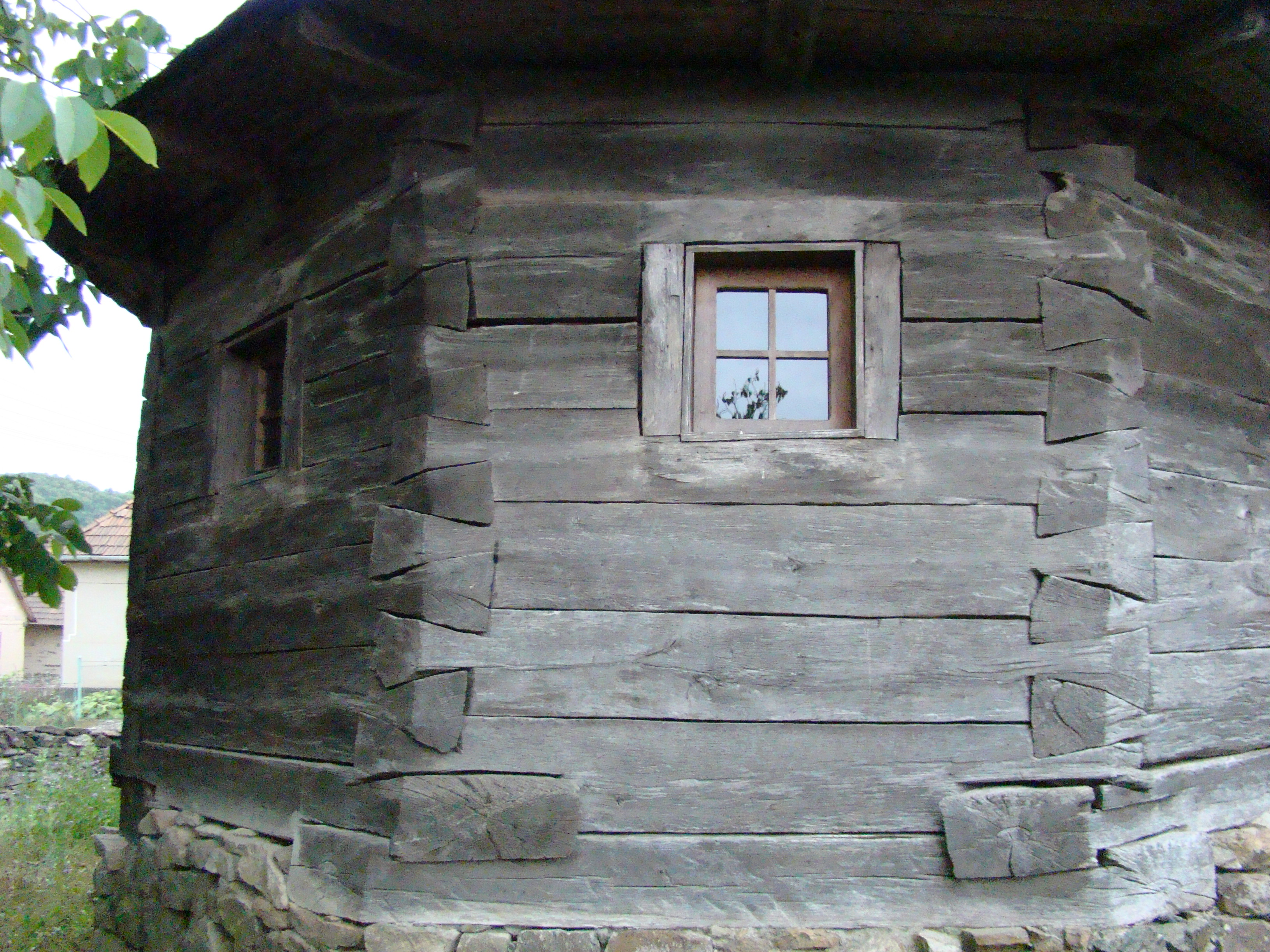
Absida altarului

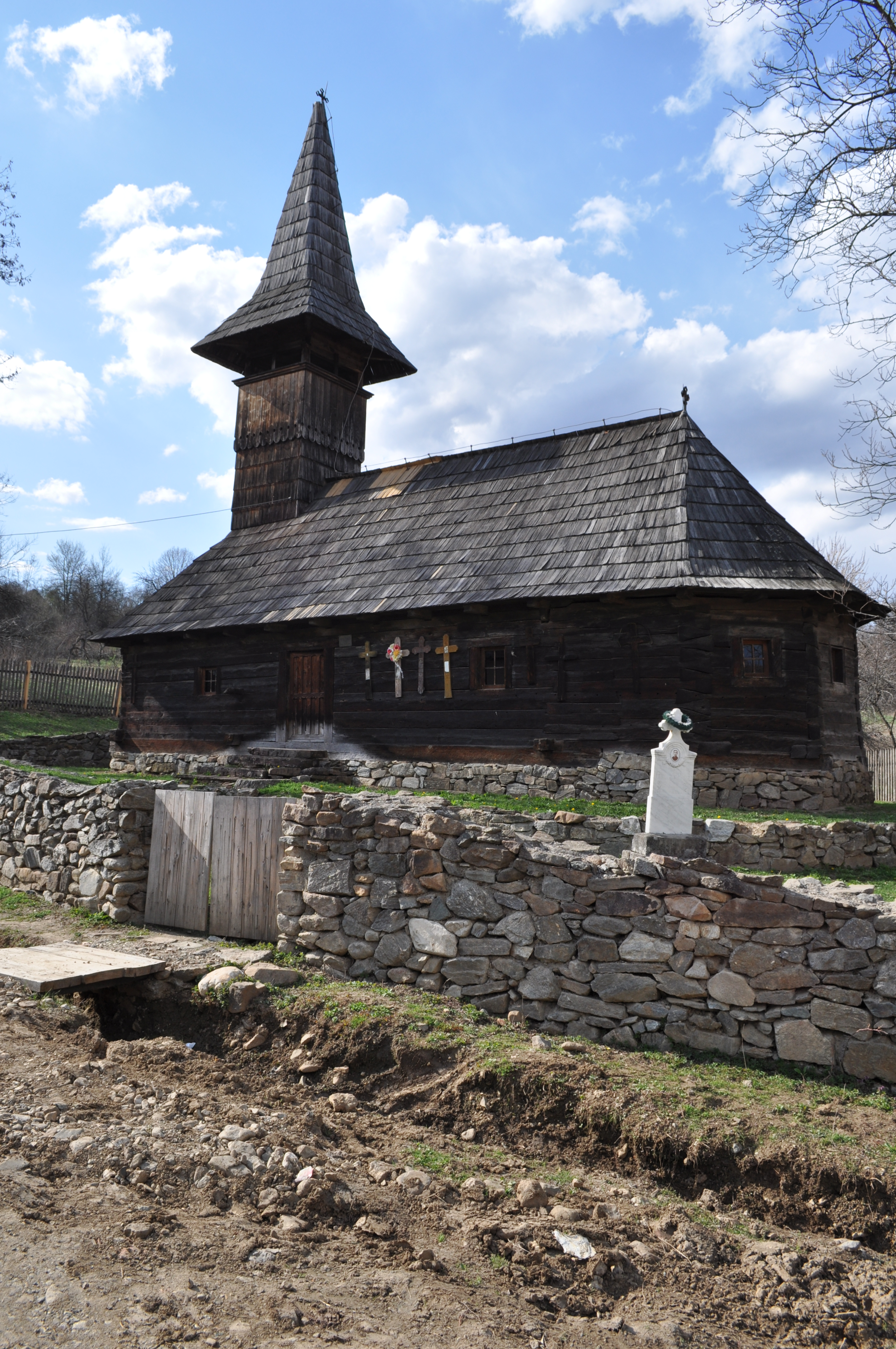
Biserica (sud-est)

Biserica de lemn din Groșii Noi din comuna Bârzava, județul Arad, datează din anul 1807. Are hramul „Întâmpinarea Domnului”. Biserica se află pe noua listă a monumentelor istorice sub codul LMI cod LMI AR-II-m-A-00607.

## Istoric
Groșii Noi se află la o depărtare de 10 km spre nord de șoseaua Arad-Deva, pe un drum ce pornește din Căpruța și ajunge, în final, prin Mădrigești, în Valea Crișului Alb, la Gurahonț. Satul se întinde de-a lungul unei văi înguste, strânse între două șiruri de dealuri împădurite. Satul este foarte vechi. Tradiția locala susține că el a fost întemeiat în jurul anului 1400, dar prima mențiune documentară este din 1508, când aparținea domeniului Abrahamffy. Inițial a fost așezat pe Valea Pleschii, spre pădure, la circa 5 km de locul unde se afla azi. Încă în acel timp îndepărtat, locuitorii au avut biserică mică de lemn, situată pe Dâmbul Plischii, denumit și astăzi „Bisericuța”. Biserica de lemn actuală, cu hramul „Întâmpinarea Domnului”, situată în centrul satului, tot pe un dâmb, a fost construită în anul 1807.
Această biserică a fost precedată de alta, având hramul Înălțarea Sfintei Cruci, pe care episcopul Sinesie Jivanovici al Aradului, în urma vizitației sale canonice din anul 1755, a înregistrat-o cu mențiunea că era „nouă și negătată”. Fiind recentă nu putem să o confundăm cu cea de pe dâmbul Plischii, mai degrabă o punem în legătură cu mutarea și ordonarea satelor, de la mijlocul secolului al XVIII-lea, conform unei dispoziții de ordin general a împărătesei Maria Terezia (1740-1780). De la această biserică se păstrează două icoane pe lemn, Sfânta Cuvioasă Paraschiva și Sf. Arhanghel Mihail, datată 1776, și semnată de zugravul Constantin. Sfântul Arhanghel Mihail (dim. 49x37,5 cm) este în mod sigur o icoană din registrul I al iconostasului, ceea ce ne determină să presupunem că zugravul Constantin a pictat și celelalte icoane împărătești, chiar dacă nu întregul iconostas. Mai mult, aceste icoane au fost și în iconostasul noii biserici din anul 1807, deoarece icoana Sf. Arhanghel Mihail este menționată de protopopul Ioan Cefan al Vărădiei și preotul Eftimie Popescu, administrator parohial, într-un inventar al anului 1855: ” Tâmpla de scânduri de tei (este) zugrăvită cu închipuirile cele de căpetenie ale lui XS și Maicii Prea Curate și de o parte Sf. Nicolae și de alta Sf. Arh. Mihail. În mijloc, ușile împărătești cu Bunavestire și Arh. Gavril, iar în loc de ușile cele mici (diaconești, n.n.) pânză de carton (bumbac, n.n.)”. 
O descriere a noii biserici aflăm tot în inventarul din 1855, întocmit de protopopul Ioan Cefan și preotul Eftimie Popescu: „Biserica zidită de lemn, fondamentul de piatră, dinăuntru vatra altarului și dinaintea ușilor împărătești până la amvon (soleea, n.n.) podită cu scânduri, iar vatra sub bărbați (naosul, n.n.) și tinda umplută cu pământ, acoperită cu șindrilă de goron nehorjită, deasupra altarului stă o cruce de plev (tinichea, n.n.), lungimea bisericii 7 stânjeni (cca. 5,75 m), iar înălțimea în pereți ½ stânjeni (cca. 2,80 m), s-au zidit la anul 1807”.

## Trăsături
Biserica este ridicată pe un plan dreptunghiular cu o absidă nedecroșată, în formă de trapez. Pereții sunt alcătuiți din bârne de gorun, cioplite cu barda, dispuse orizontal și încheiate în obișnuitul sistem ”coadă de rândunică”. Sub streașină, capetele bârnelor ies treptat din masa pereților și formează un sistem de console cu rol de susținere a acoperișului și cu efect decorativ. Corpul masiv al edificiului era dominat de un turn care imita fidel turnurile baroce ale bisericilor de zid din zonă, din a doua jumătate a secolului al XVIII-lea, prin exactitatea realizării ”bulbului” și ritmica ascensională a tuturor elementelor componente ale coifului. O furtună devastatoare a spulberat edificiul în preajma celui de-al doilea Război mondial și nu a mai fost readus la aspectul inițial. S-a recurs la o improvizație inestetică, în formă de piramidă, care a dăinuit până în anul 1992 când, sub patronajul Muzeului Țăranului Român (care a luat în custodie ecest monument în anul 1990), s-a procedat le o ”restaurare”. În urma acestei lucrări, turnul a primit o nouă înfățișare cu totul nepotrivită locului (El nu este nici din Maramureș, nici din Țara Zărandului și cu atât mai puțin din Valea Mureșului de Jos.) Biserica are două uși, una de intrare în naos, la sud și alta în pronaos, la vest. Până la răsturnarea din 1992, biserica a avut o clopotniță înaltă, construită pe patru stâlpi, situată la câțiva metri depărtare de ușa de intrare în pronaos.

## Pictura bisericii
Programul iconografic este cel al lui Nicolae de la Lupșa Mare, dar acest fapt nu constituie un argument peremptoriu pentru stabilirea autorului. În fond, acest program este comun mai multor pictori din Munții Apuseni. Pe de altă parte, calitatea artistică mai scăzută a ansambluilui pictural de la Groșii Noi, în comparație cu prestația zugravului de la Lupșa Mare, din lucrările semnate și datate, ne face să credem că aici s-a străduit un autor cu mână mai stângace.
Spre deosebire de bisericile pictate de zugravul Nicolae de la Lupșa Mare, programul iconagrafic de la Groșii Noi este foarte sărac. El acoperă doar bolta naosului și altarului, cu un număr redus de scene. Acestea se înșiruie astfel: (pe latura de sud, de la est la vest) 1. Cina cea de taină; 2. Când a-au rugat în grădină; 3. Când l-a sărutat Iuda; 4. Când l-au dus pe HS la arhereu; 5. Când l-au dus la Caiafa; 6. La Pilat. Pe latura de nord, de la vest la est: 7. Iisus căzând sub cruce; 8. Simion Kirineul luând crucea de la Iisus; 9. Când l-au pironit; 10. Răstignirea lui Iisus (de fapt, împungerea coastei lui Iisus cu sulița); 11. Punerea în mormânt; 12. Învierea lui Iisus (în versiunea apuseană, cu Iisus în mantie roșie, deasupra mormântului, un soldat în picioare și altul șezând). În zona mediană a bolții, în fața iconostasului sunt reprezentați Cei Patru Evangheliști cu simbolurile lor. În continuare, Iisus în picioare binecuvântând cu ambele mâini, Duhul Sfânt (porumbel) și Sf. Ioan Botezătorul. În altar descoperim obișnuitul program iconografic din bisericile din valea Mureșului: șirul Sfinților Ierarhi, Sfânta Treime, Soborul arhanghelilor, Maica Domnului cu Iisus pe tron. În pronaos nu există urme de pictură.
Iconostasul pune câteva semne de întrebare. El pare că a fost pictat în etape și de mâini diferite. Într-un ”Istoric al parohiei Groșii Noi”, întocmit la 1 septembrie 1967, în rândul I al iconostasului sunt prezentate următoarele icoane, în ordine de la stânga la dreapta: Sf. Arhanghel Mihail (dim. 12x90 cm), Maica Domnului cu Pruncul (dim. 120x90 cm), Iisus Hristos (dim. 50x40 cm) și Sf. Arhanghel Gavril (dim. 120x90 cm). Icoana Iisus Hristos ne dă de gândit. Dimensiunile sale sunt aceleași cu cele ale icoanei Sf. Arhanghel Mihail, pictată de zugravul Constantin în anul 1776 și aflată, din anul 1936, în colecția Episcopiei din Arad. Un ansamblu insolit îl constituie crucea Răstignirii și moleniile. La picioarele crucii sunt reprezentați doi îngeri care țin în mâini cămașa lui Hristos. Nicăieri în Valea Mureșului nu mai întâlnim această scenă.

## Imagini din exterior

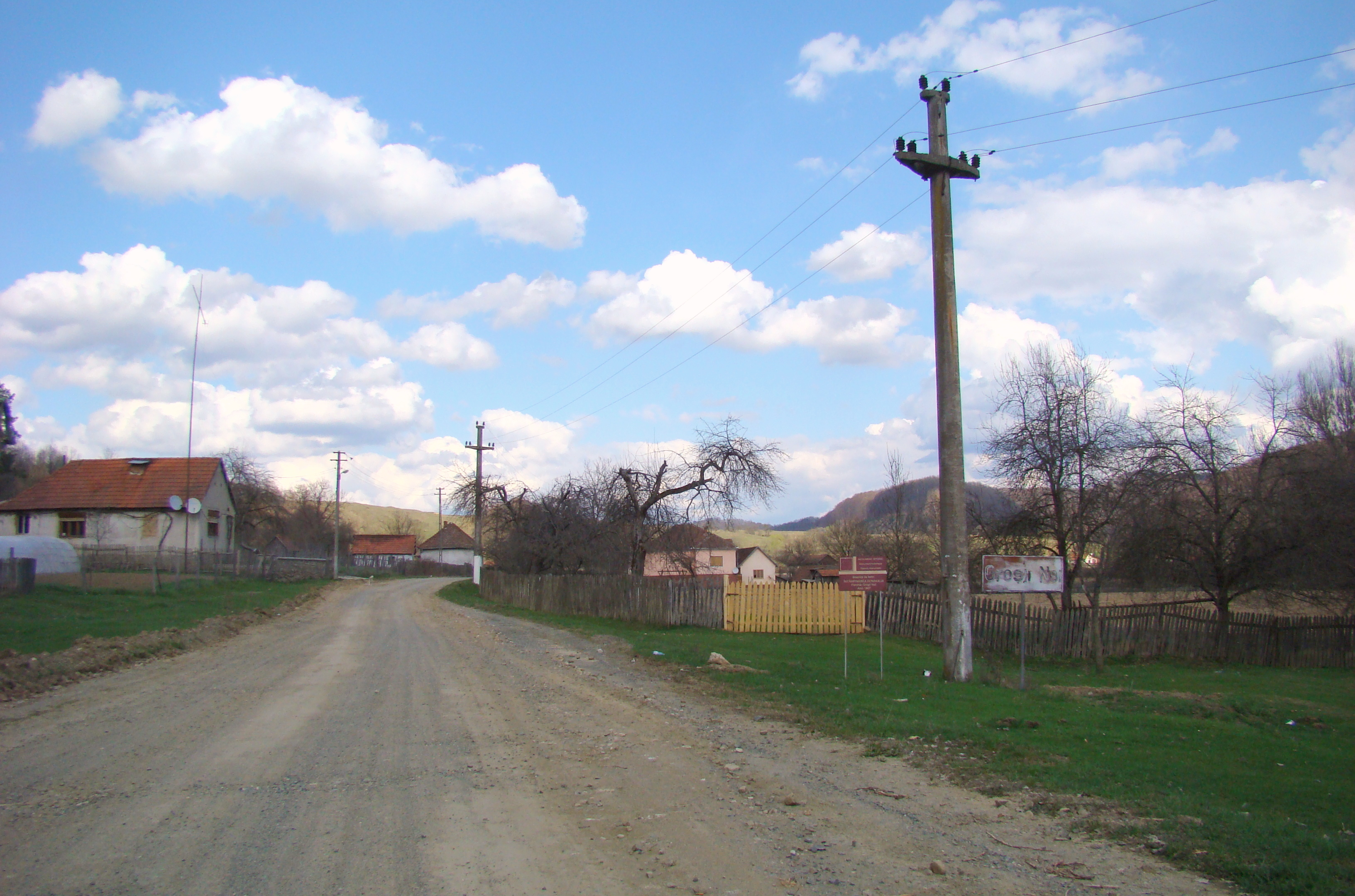
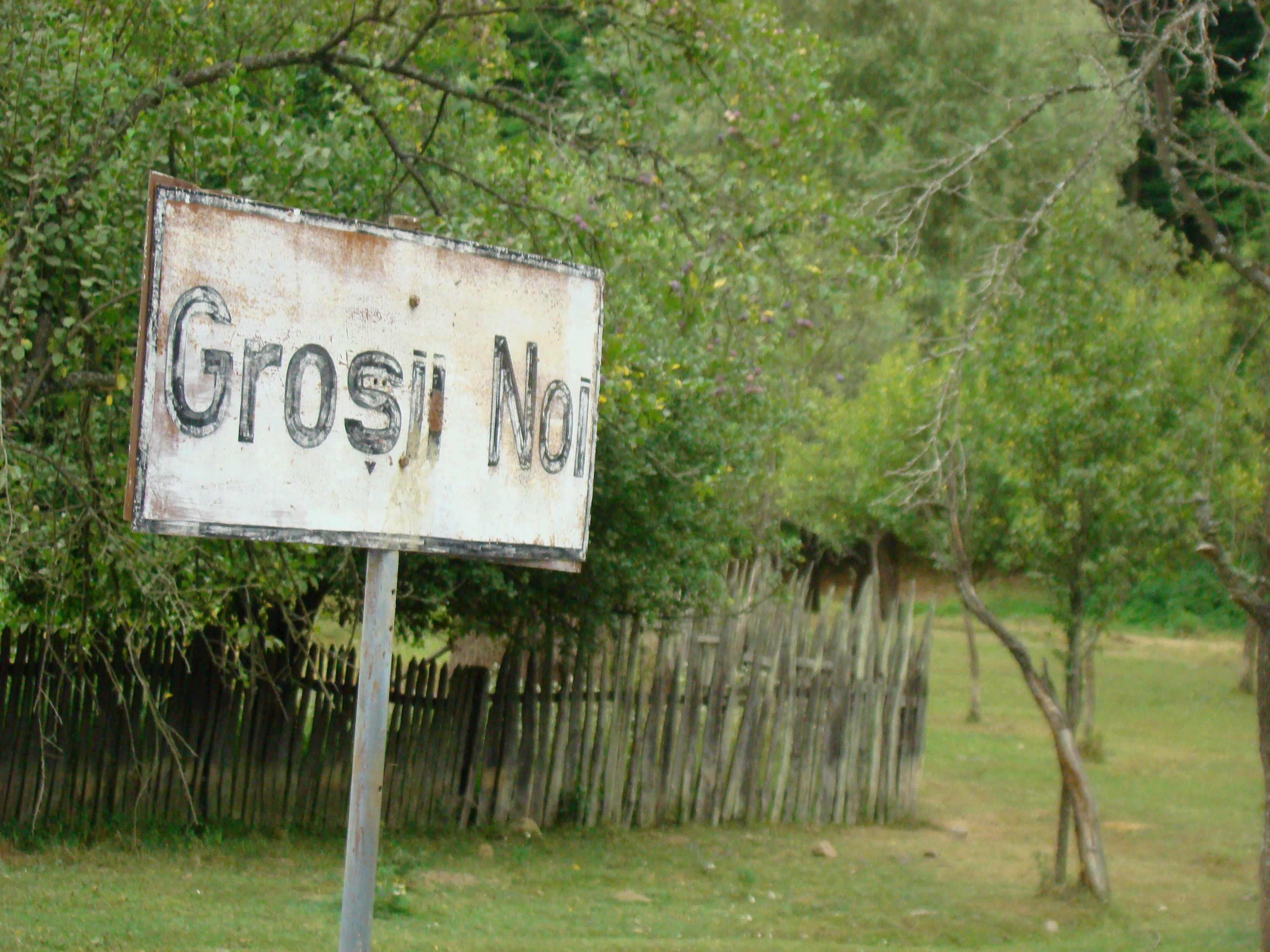
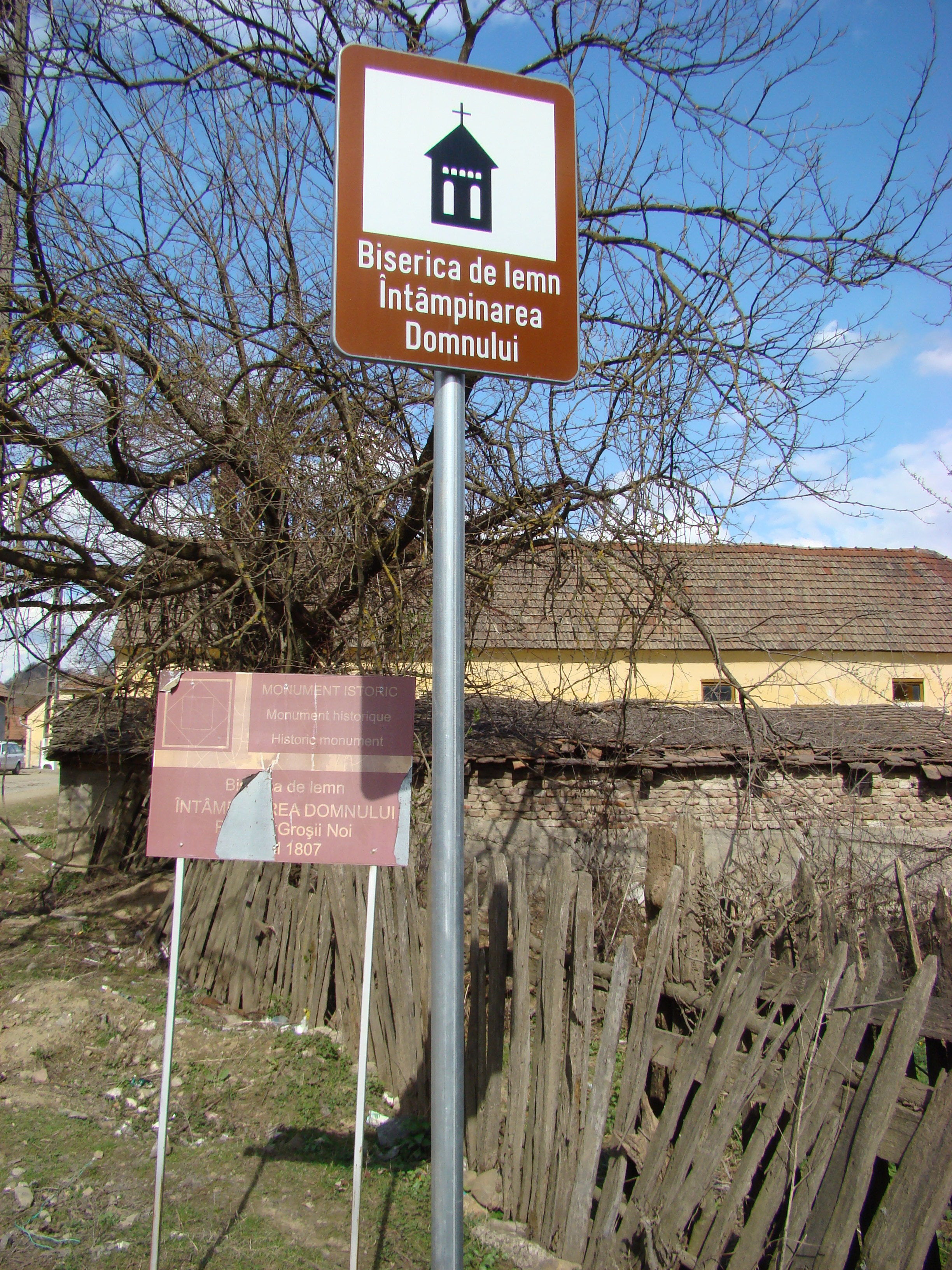
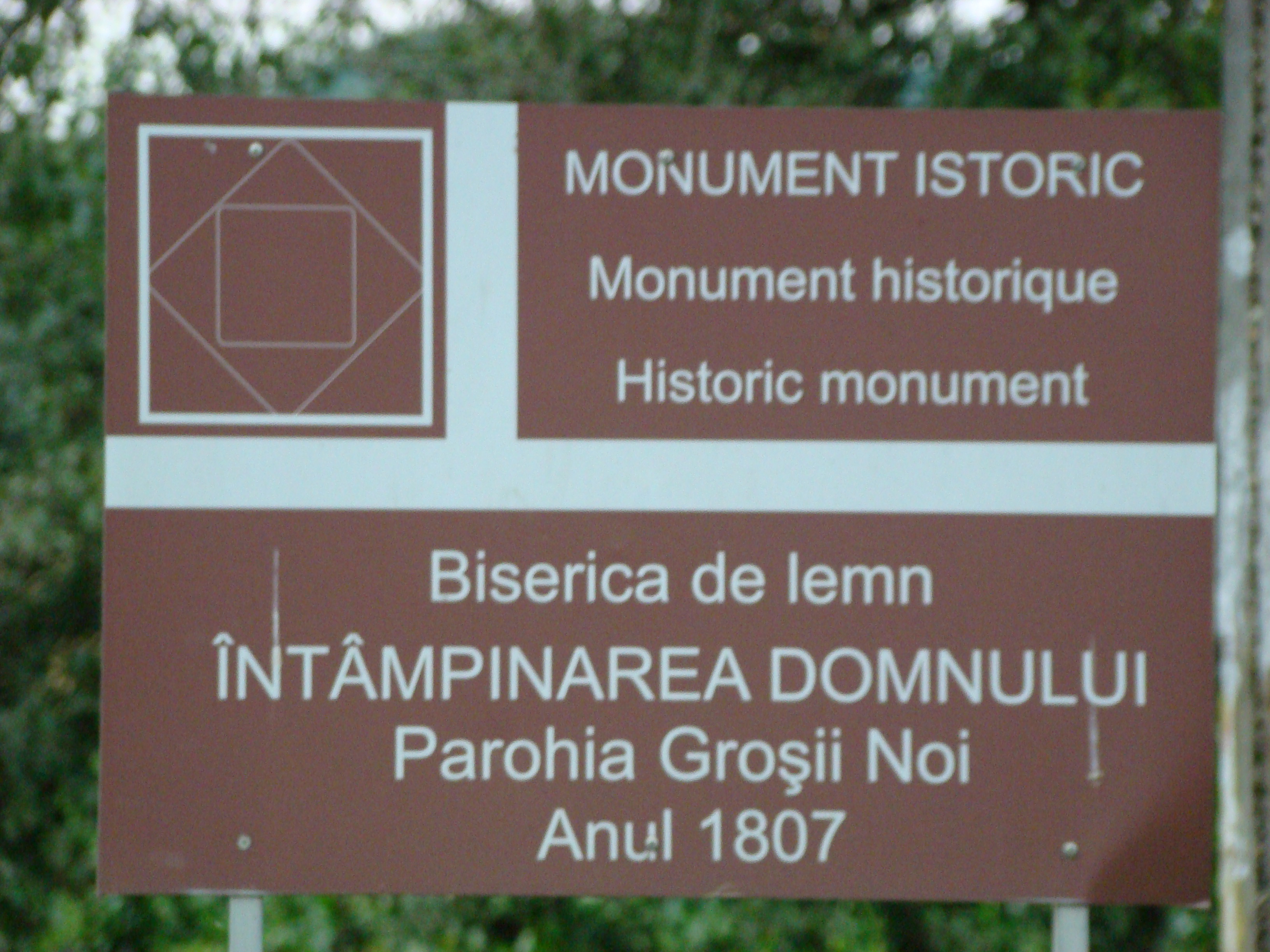
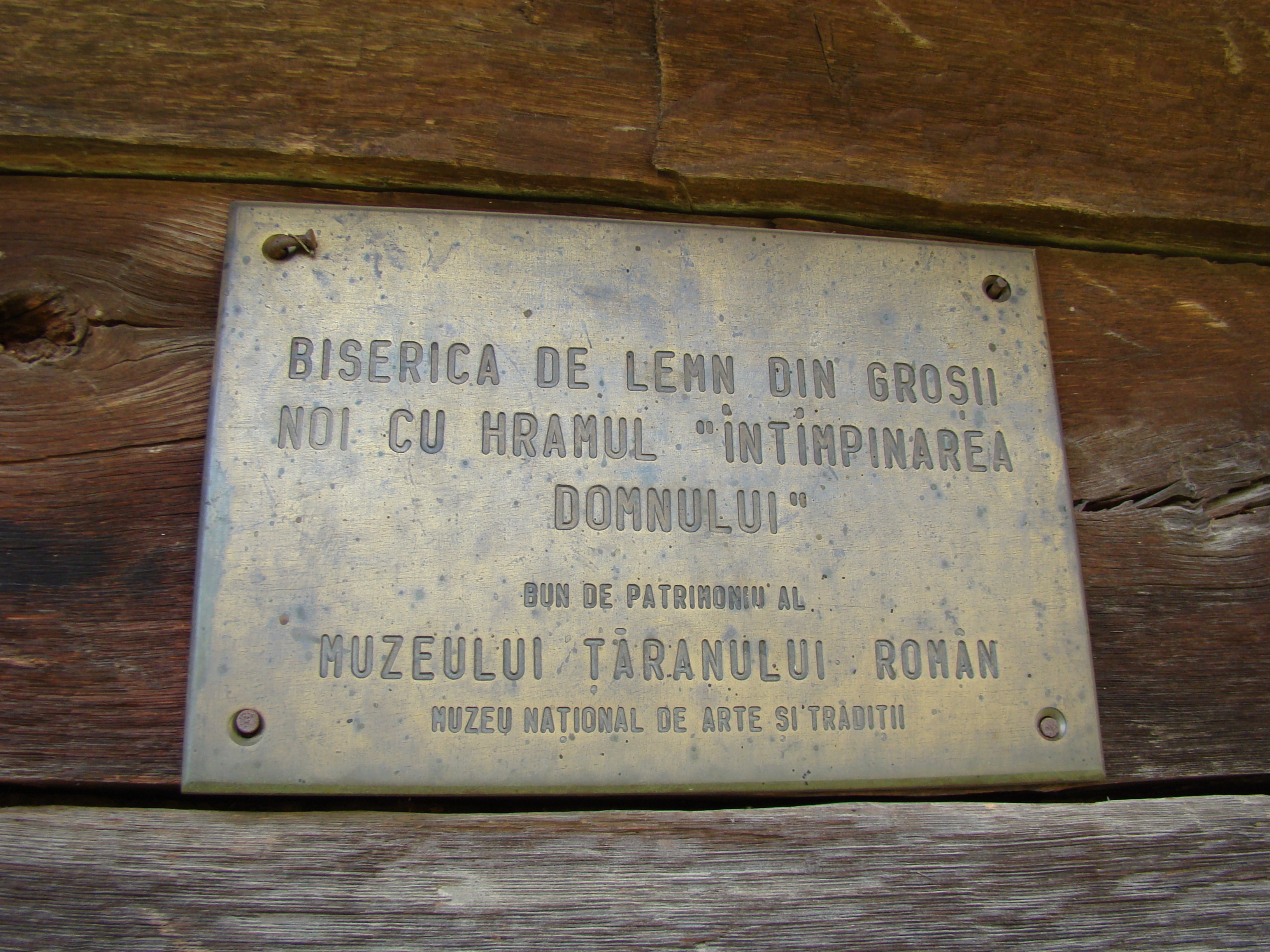
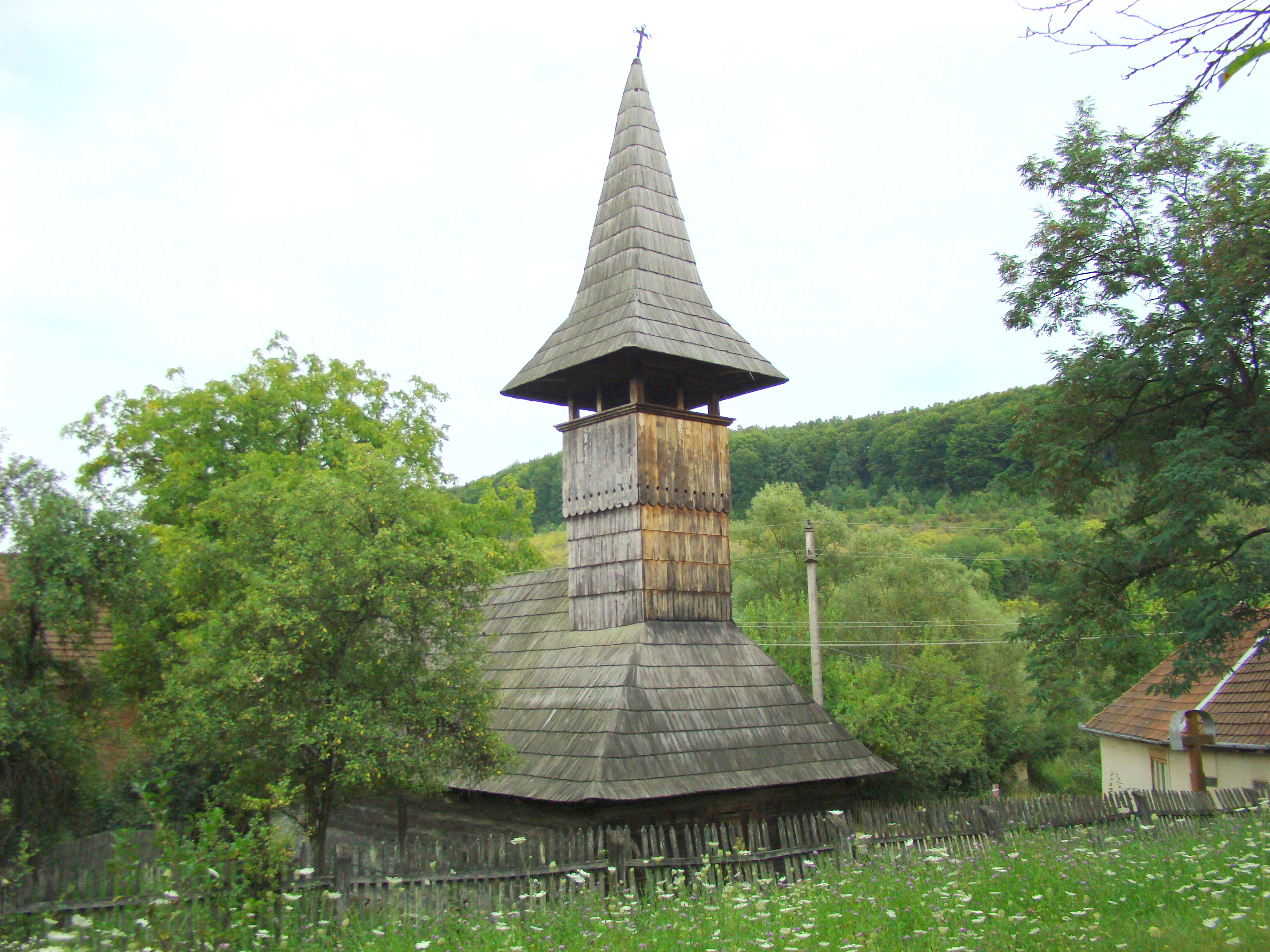
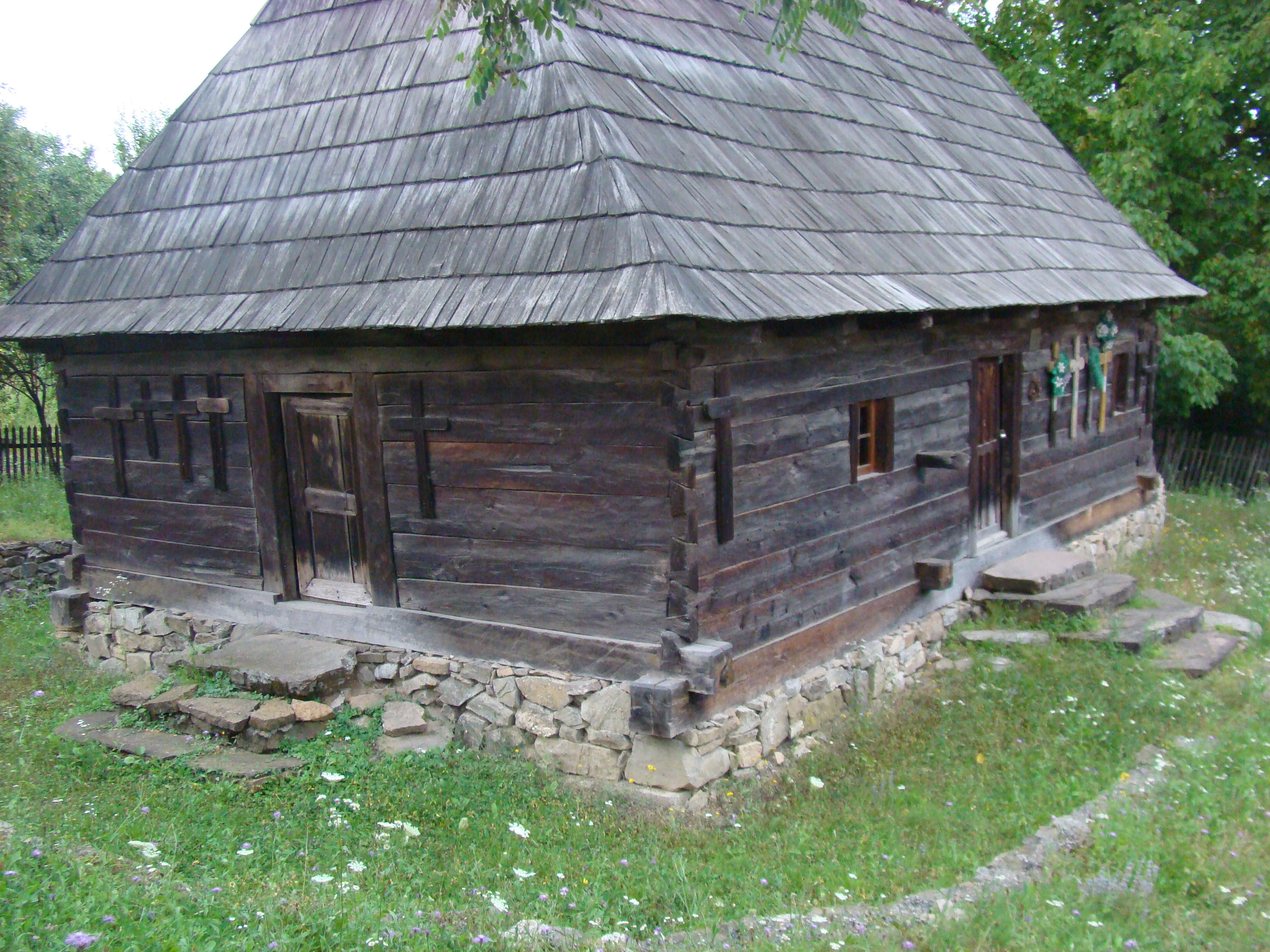
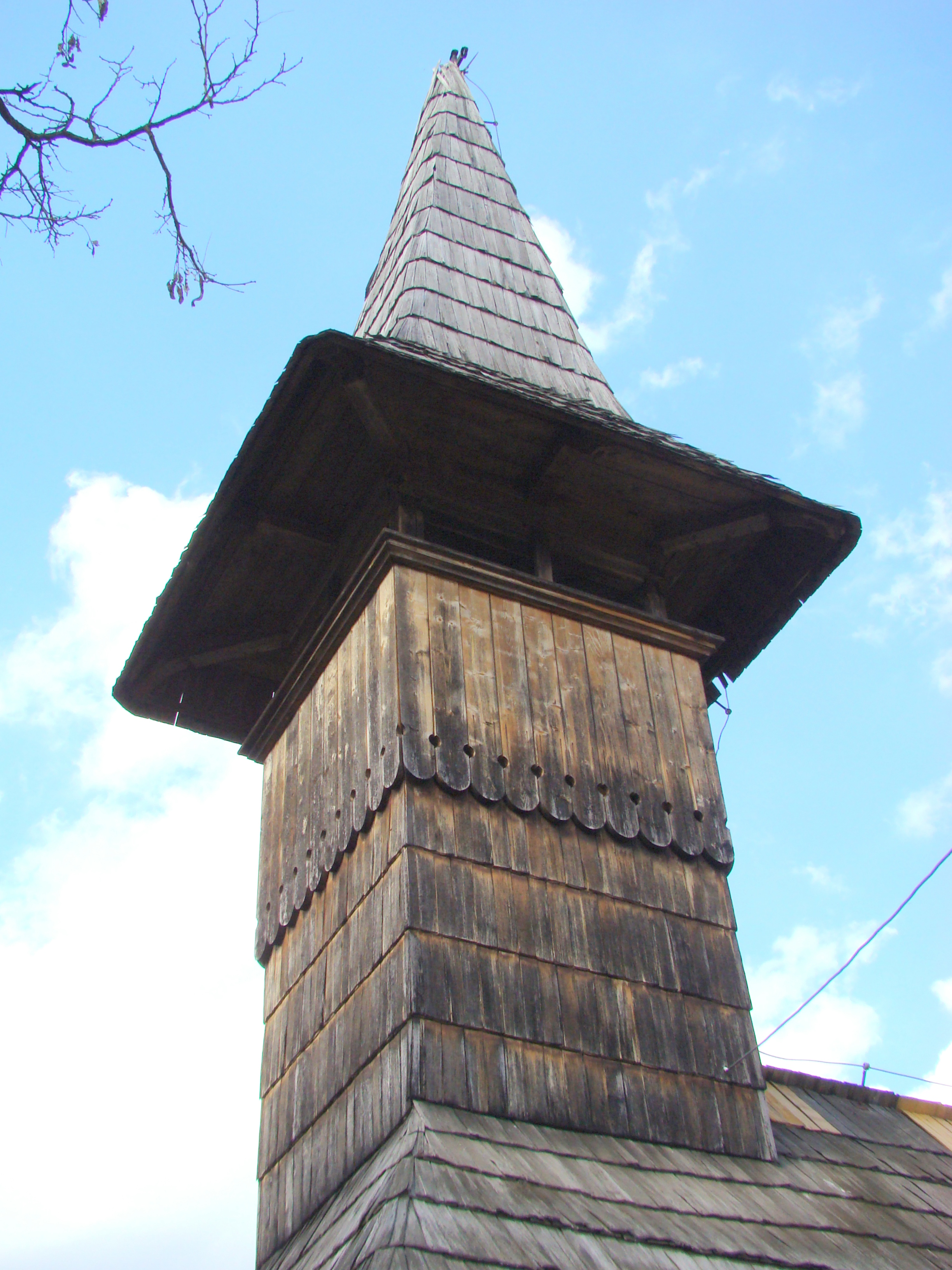
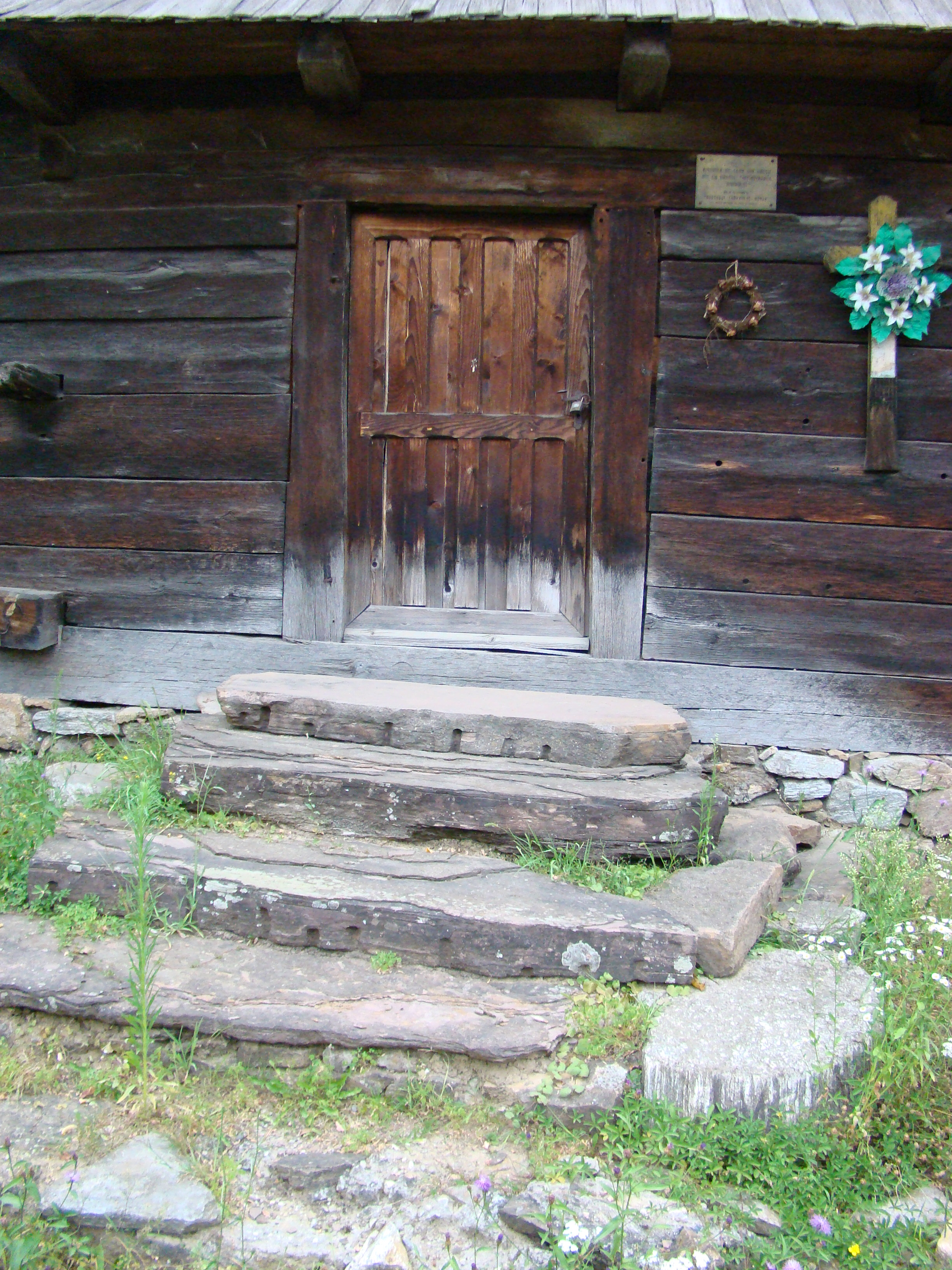
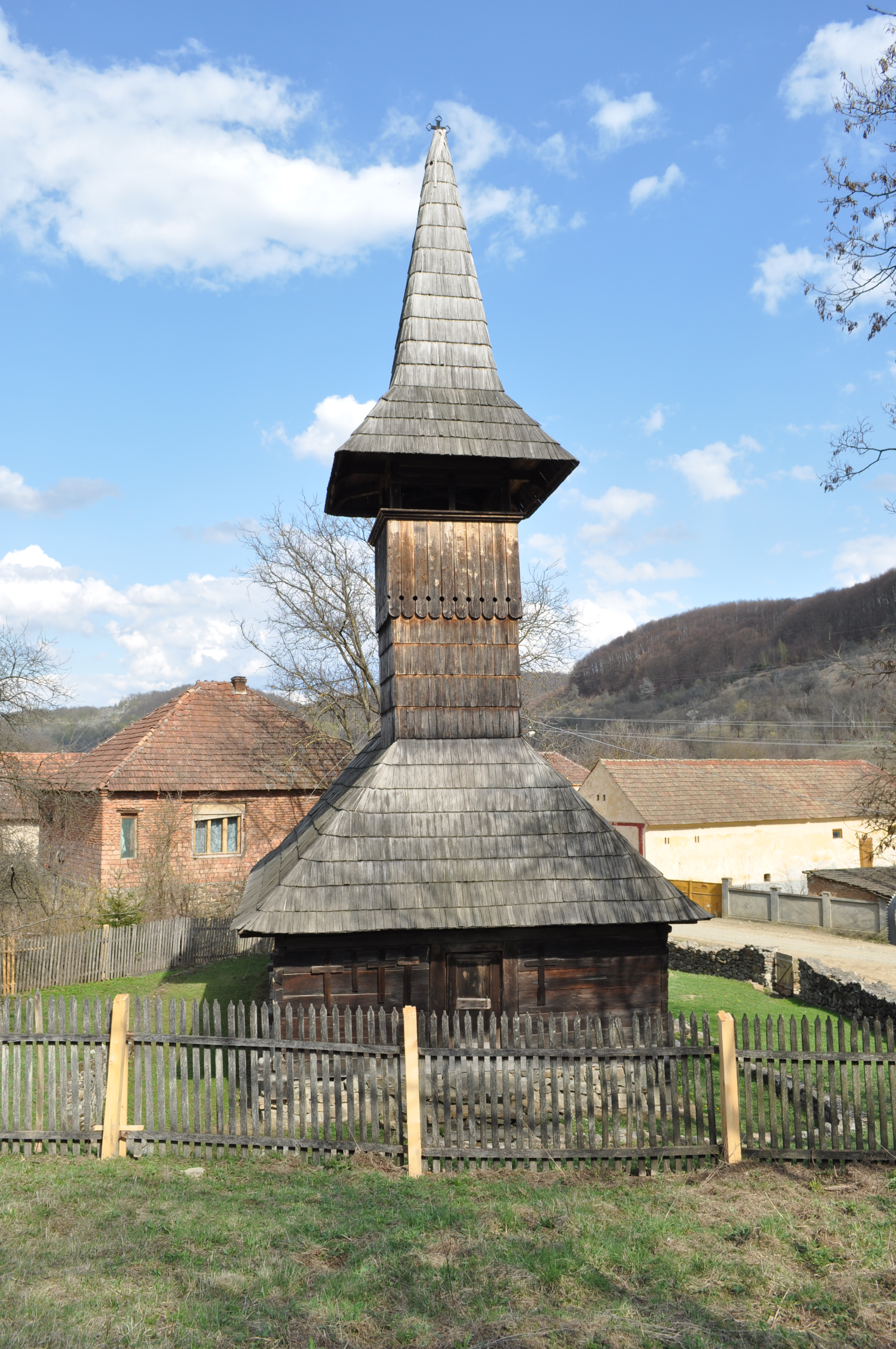
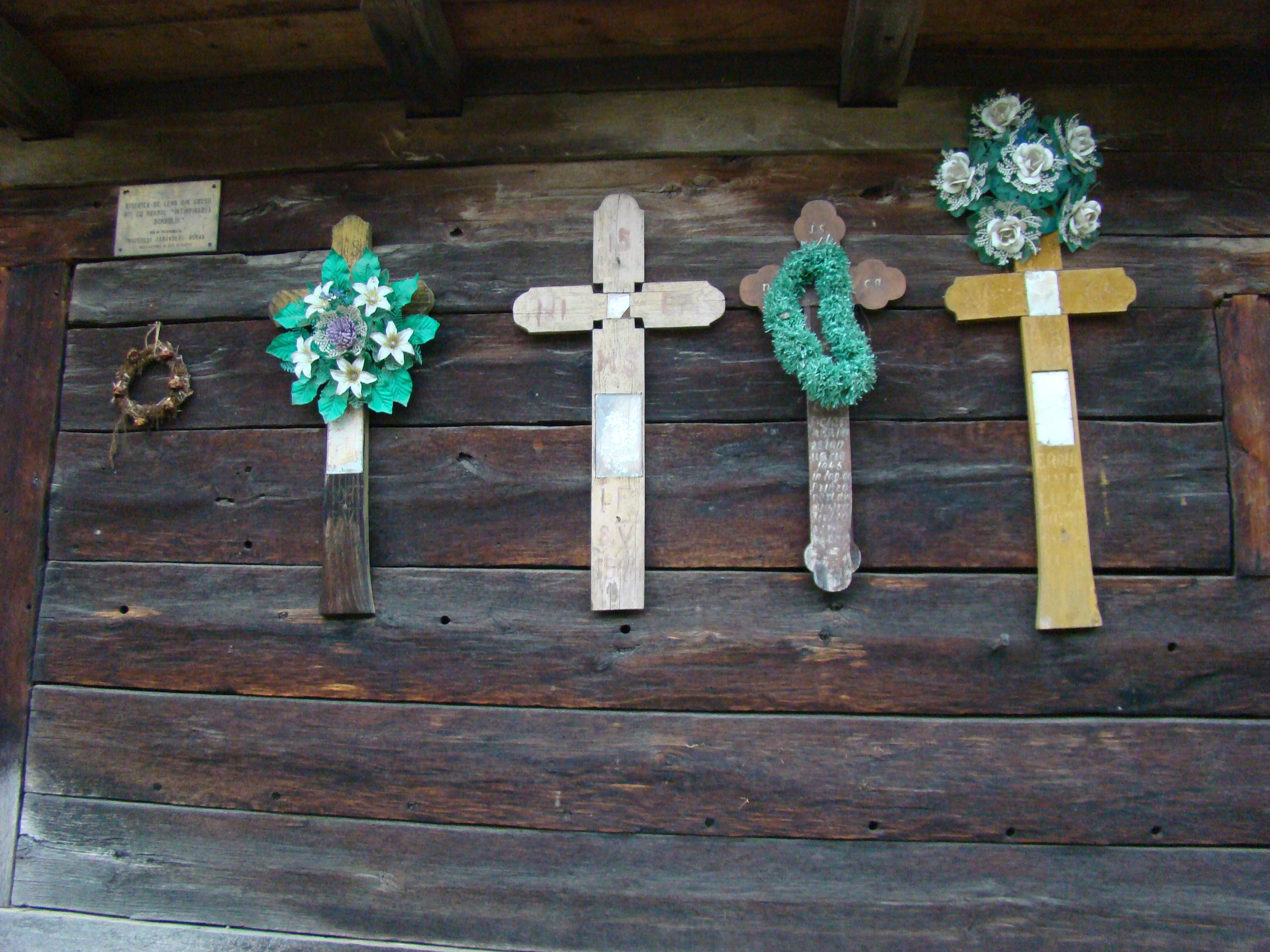
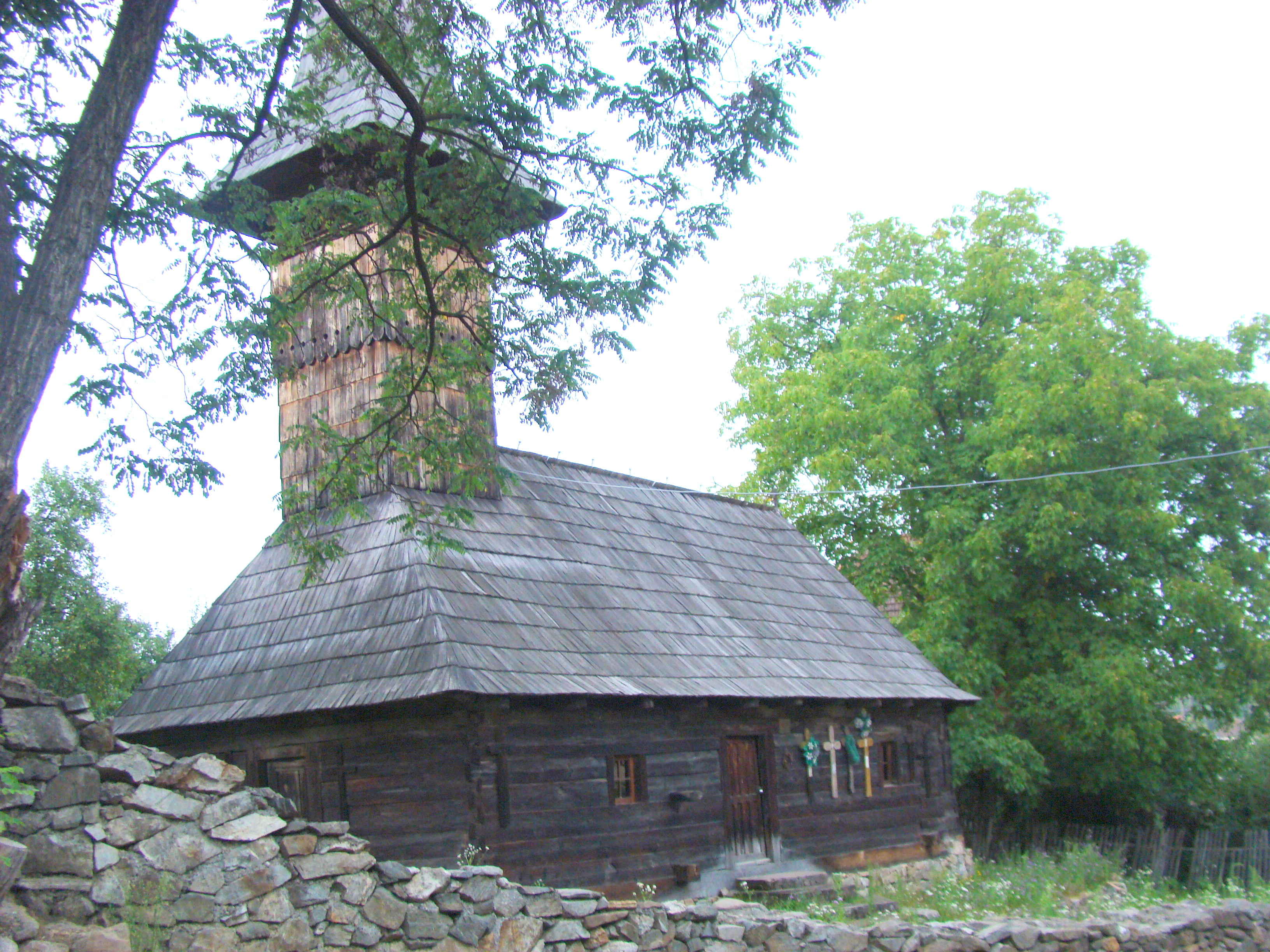
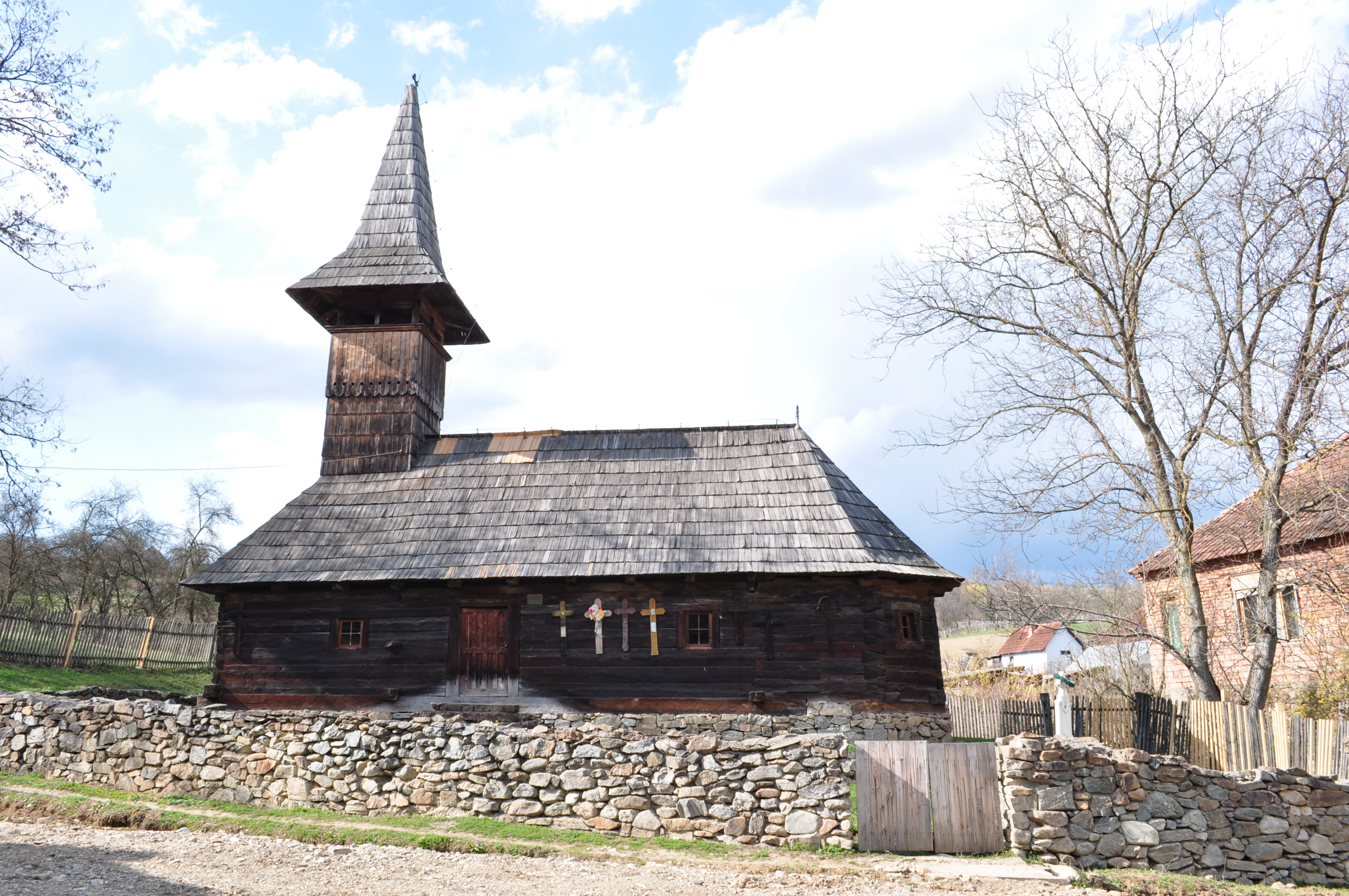
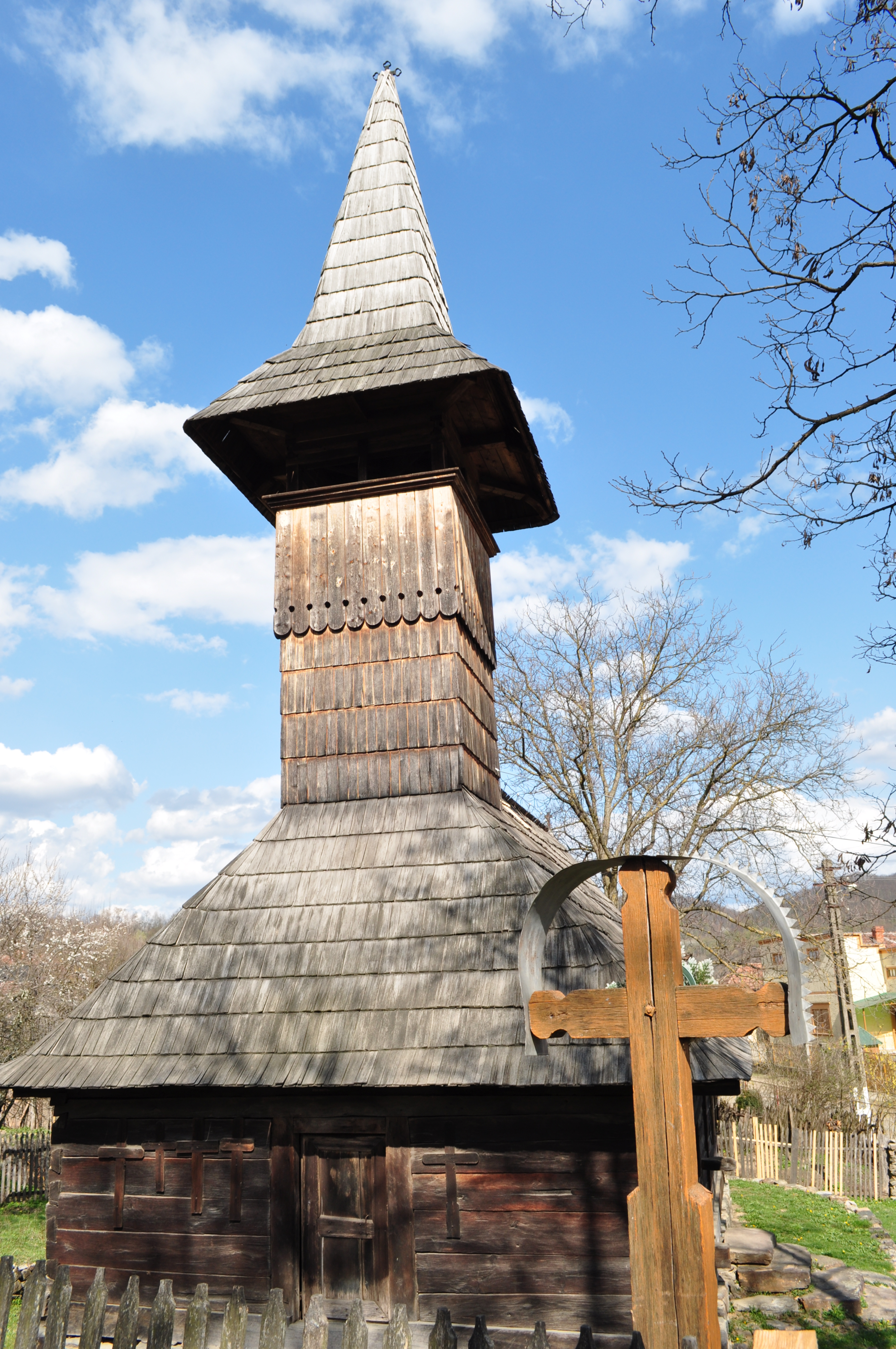
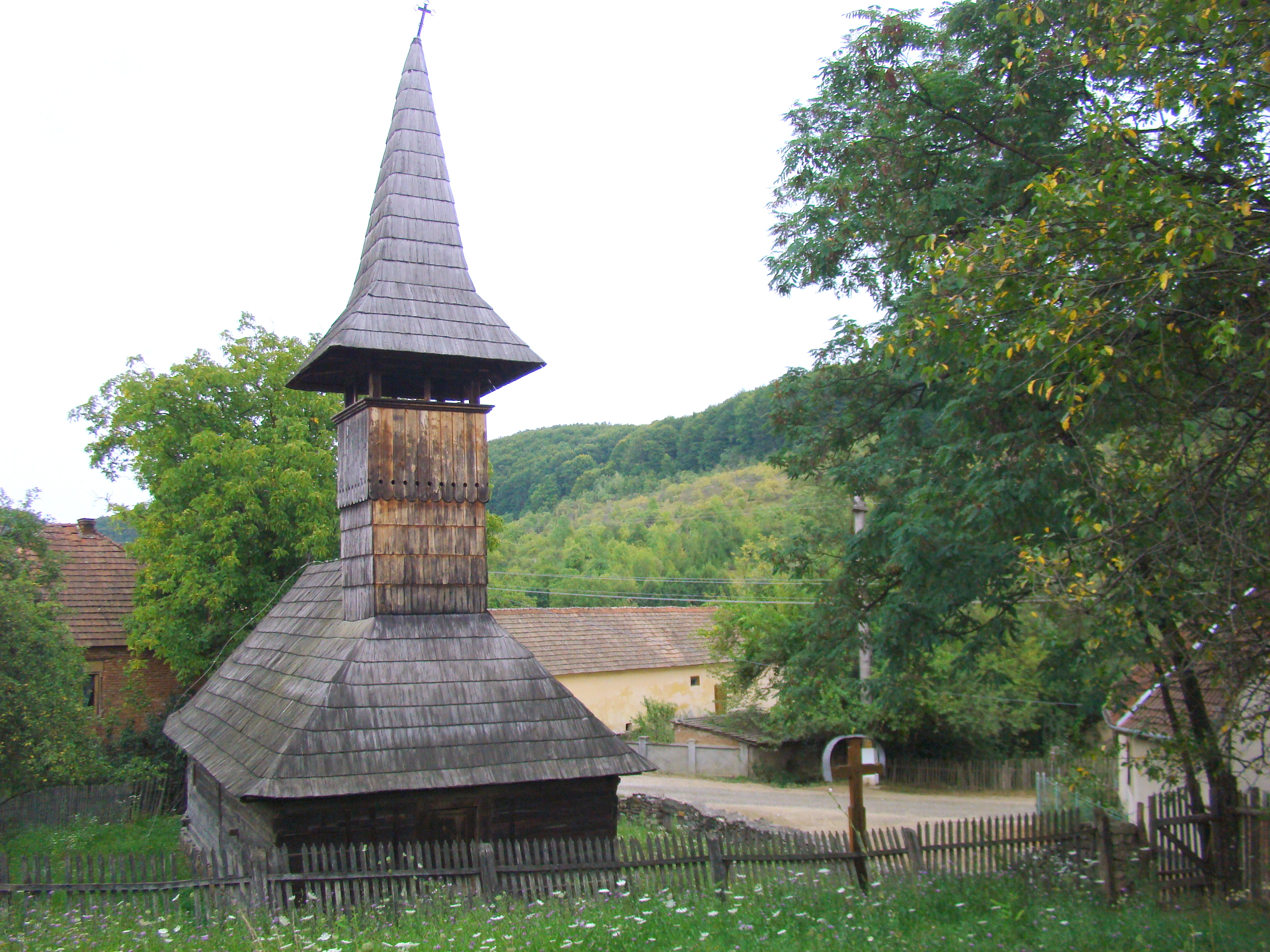
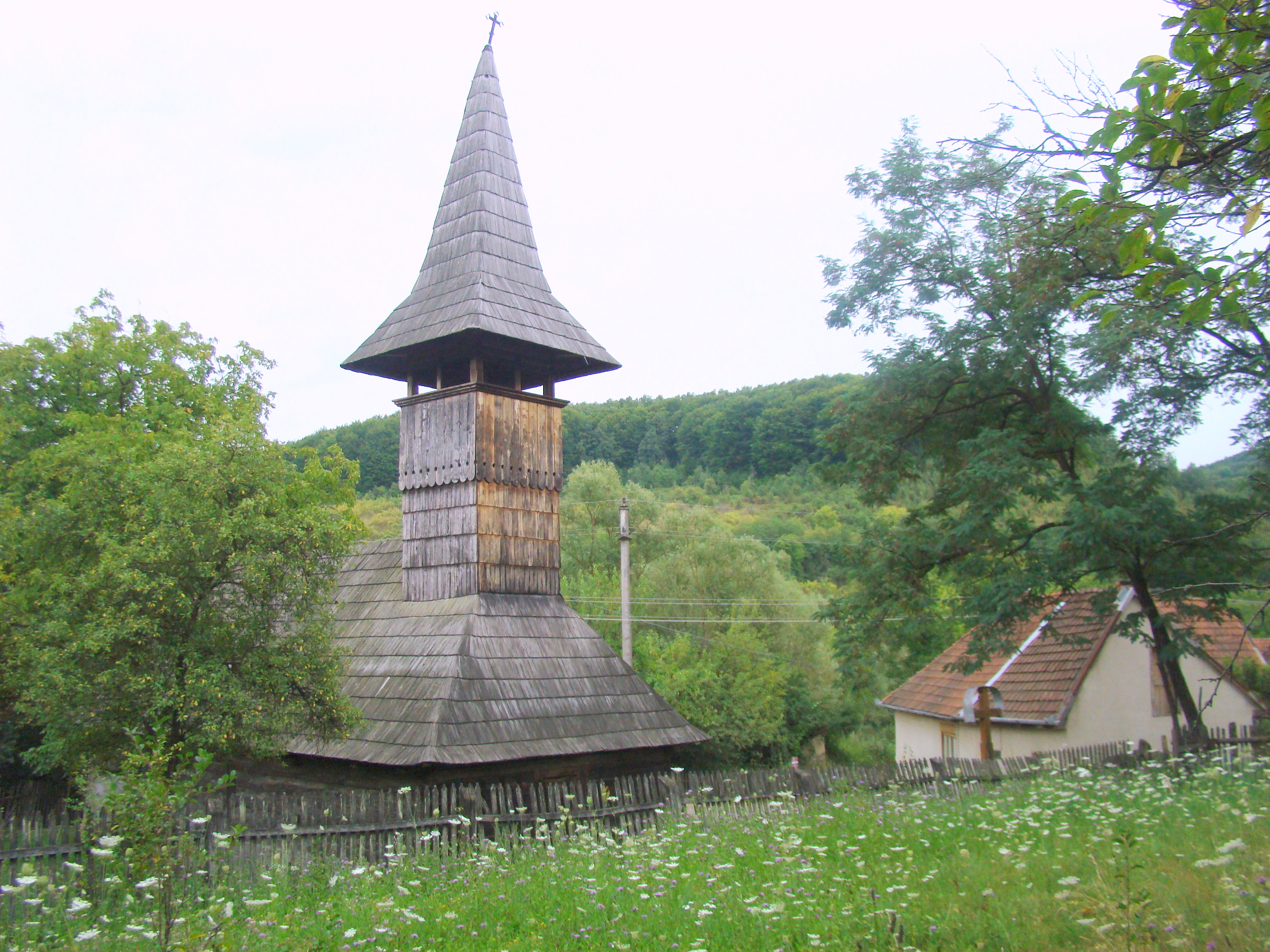
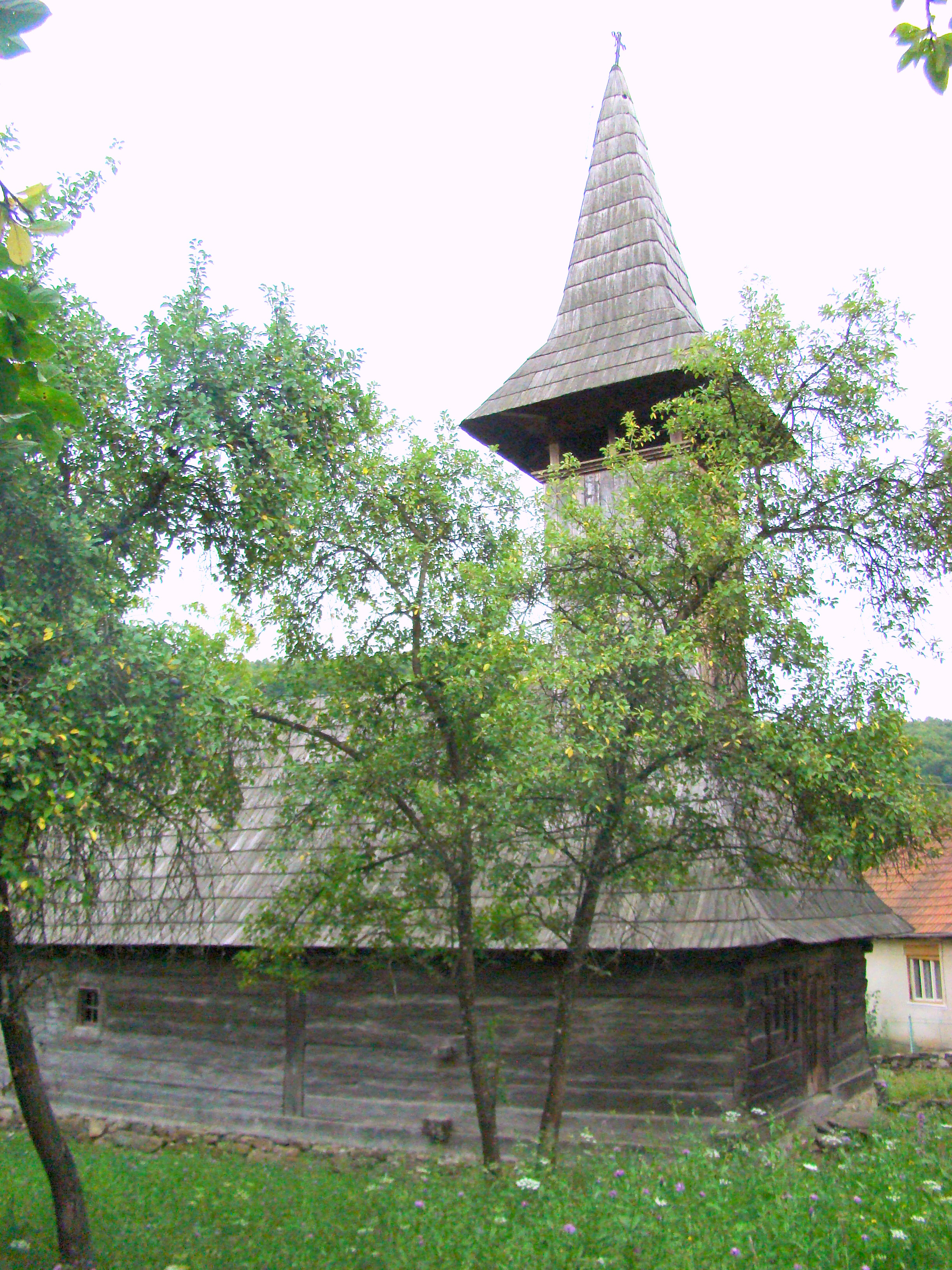
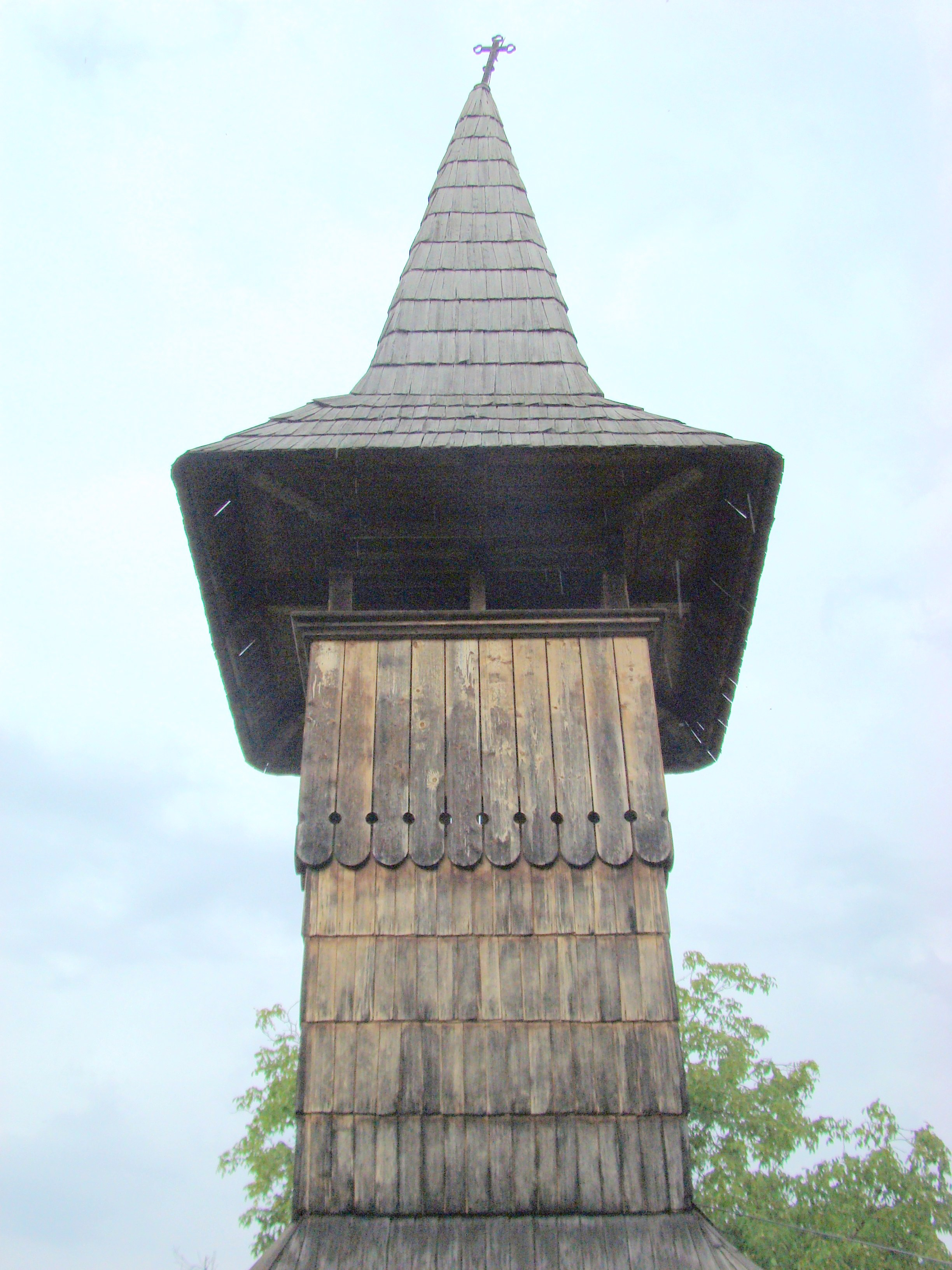
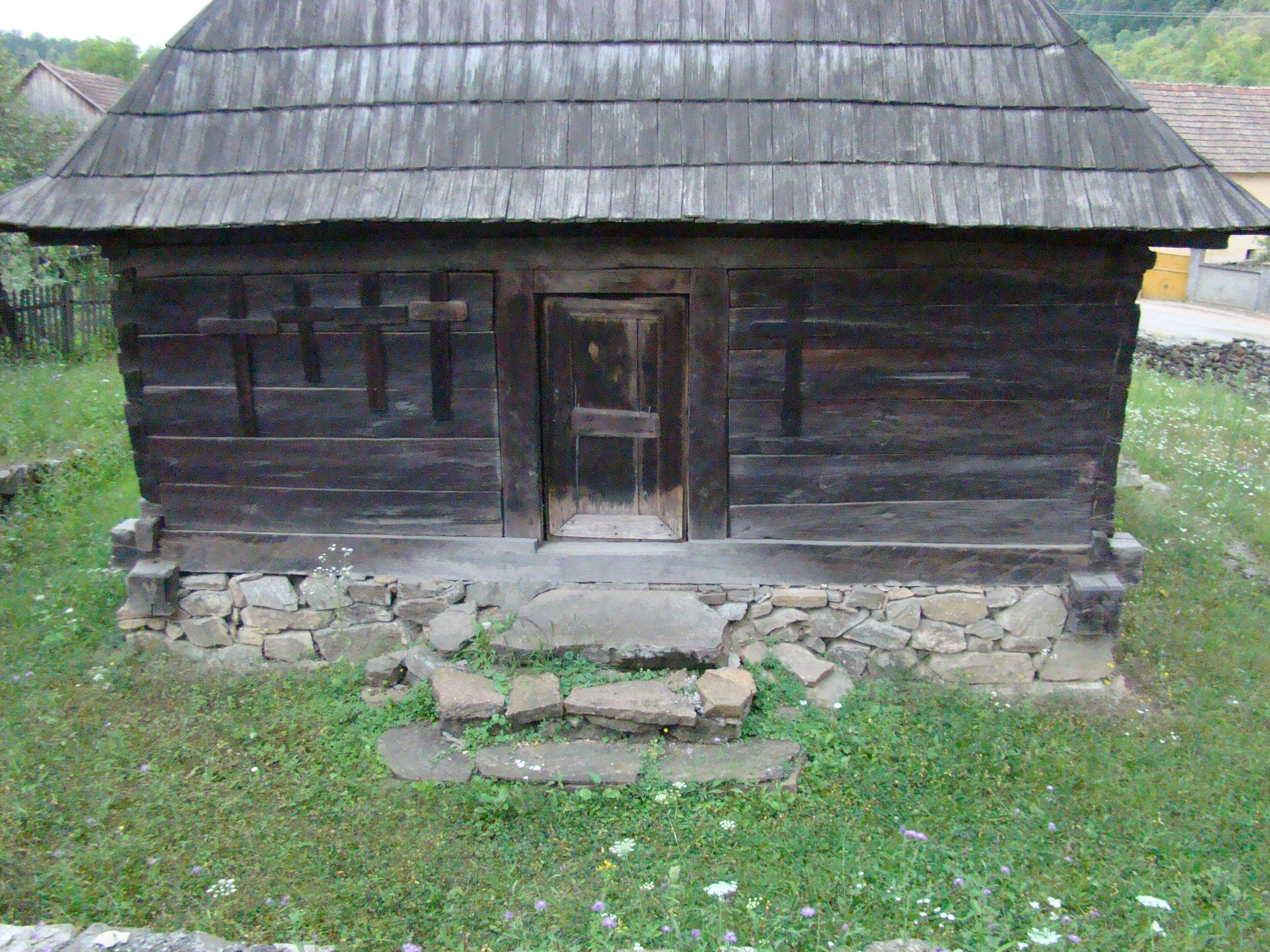
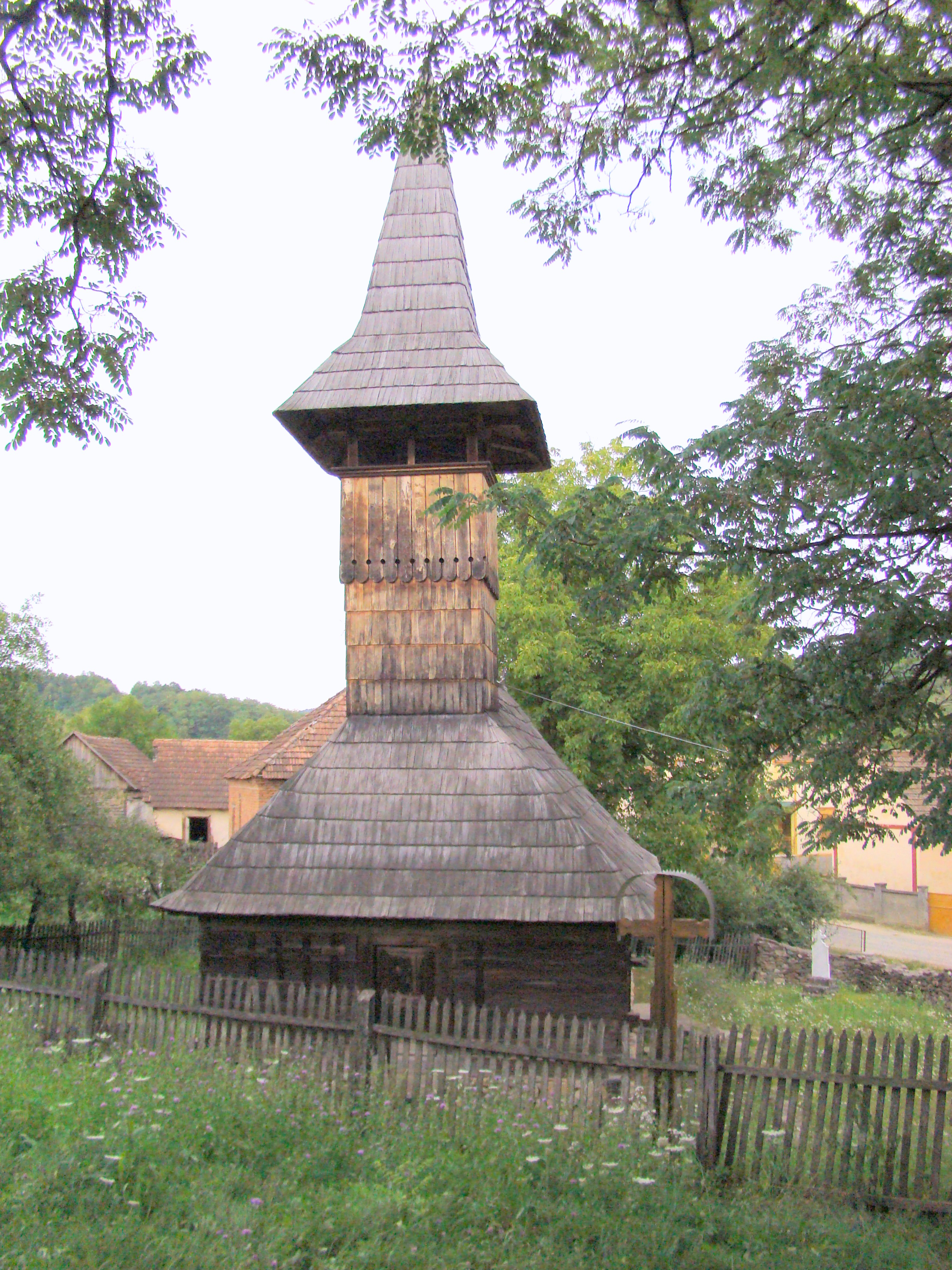
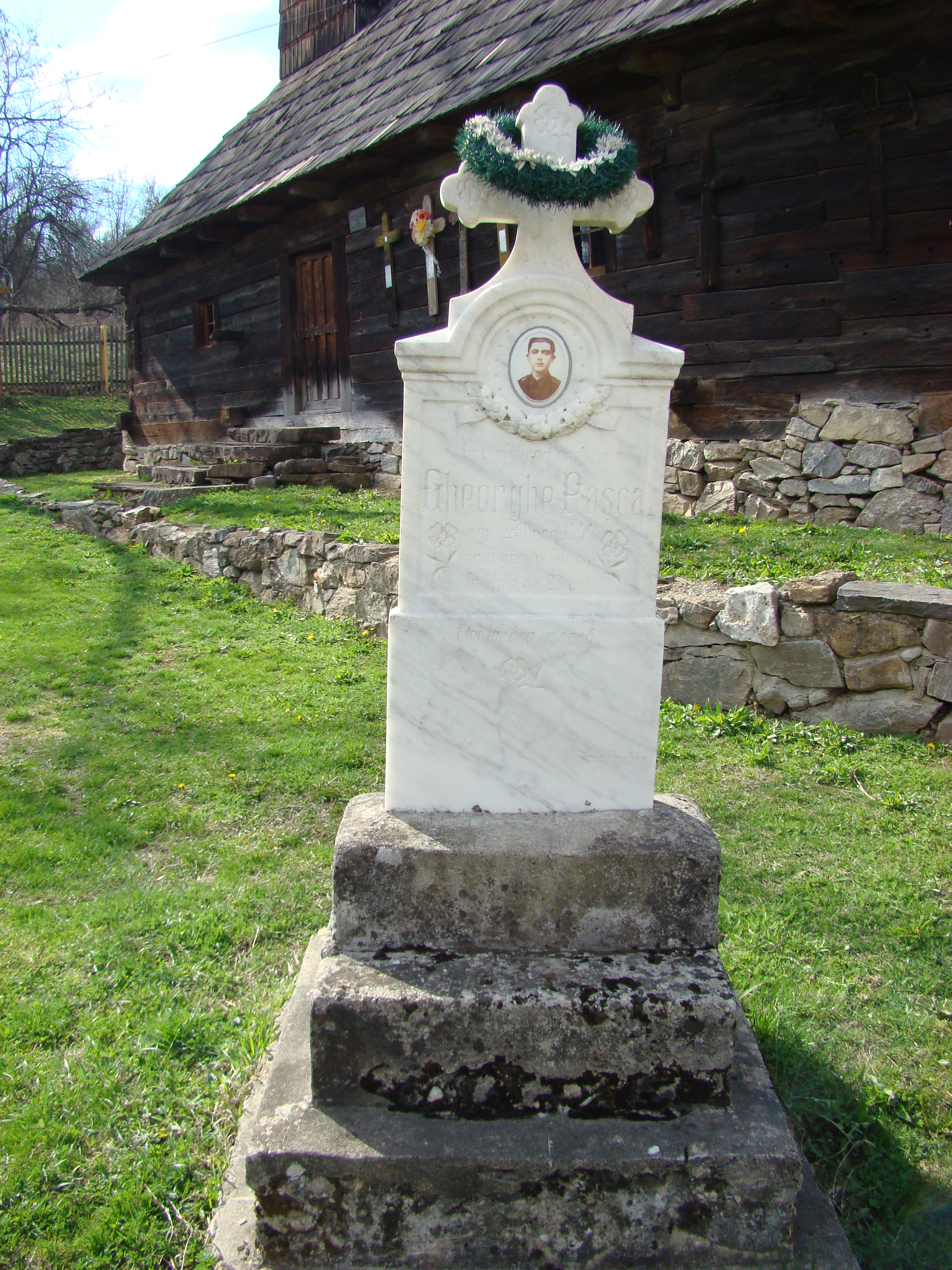
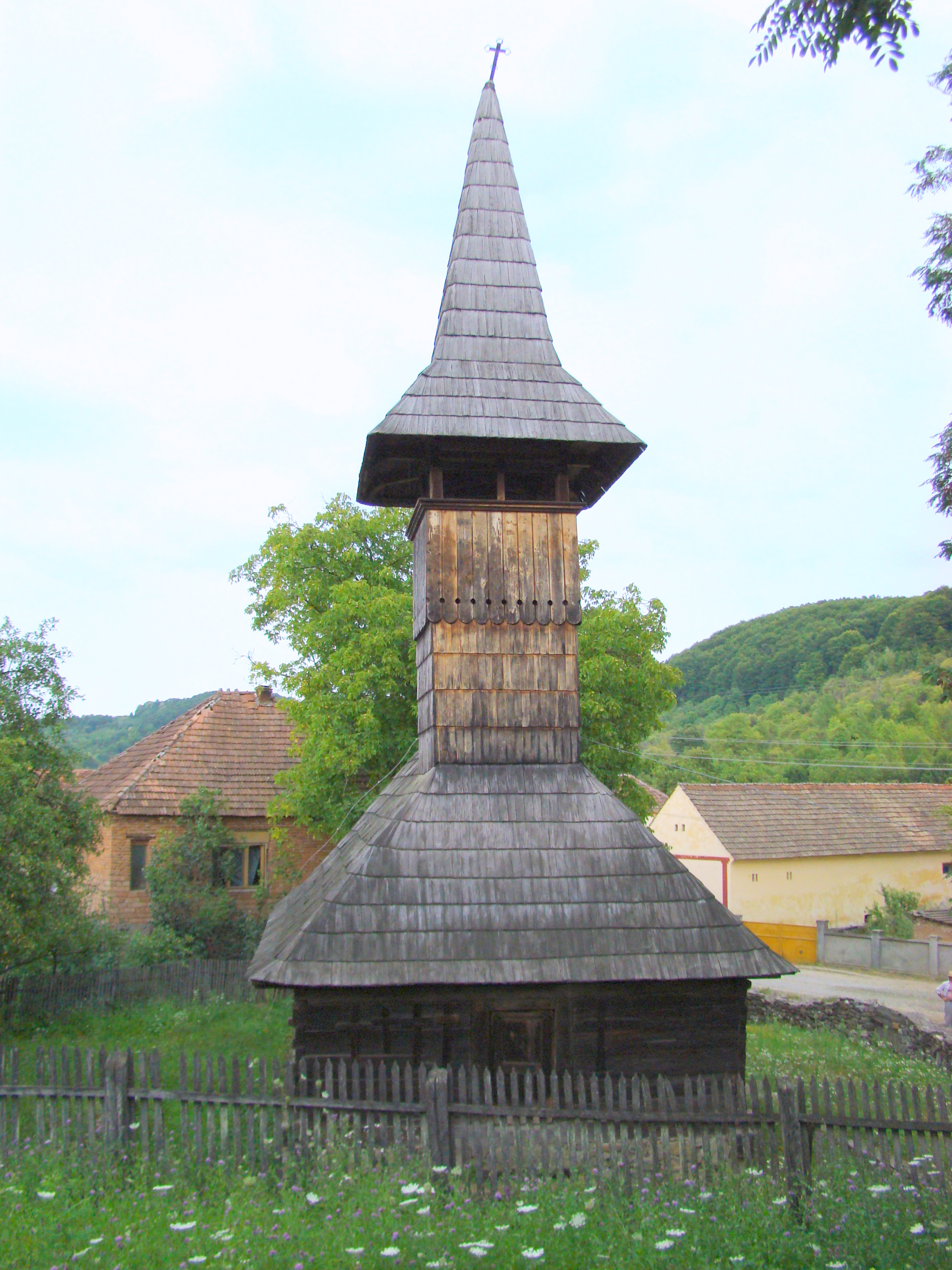
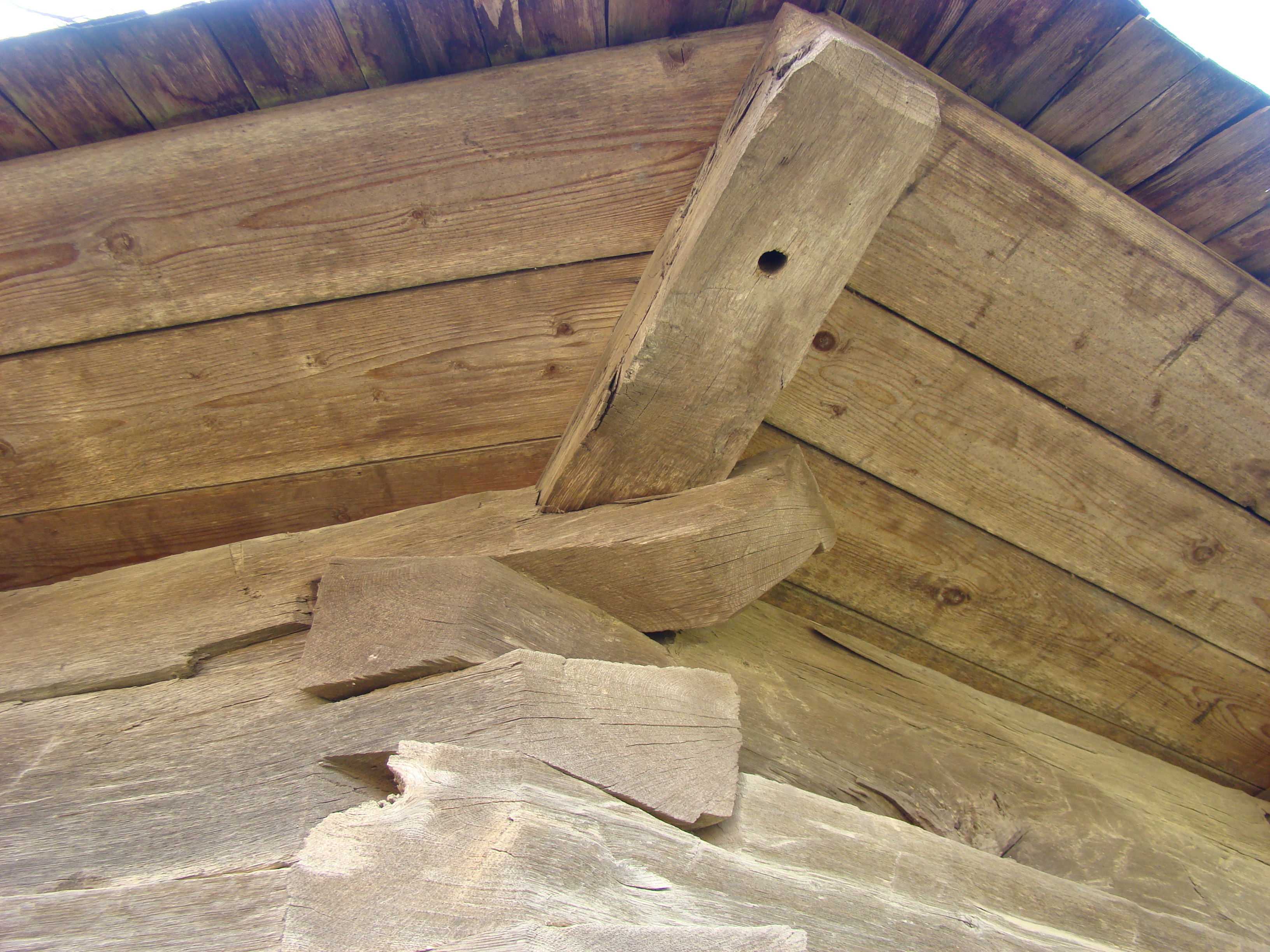
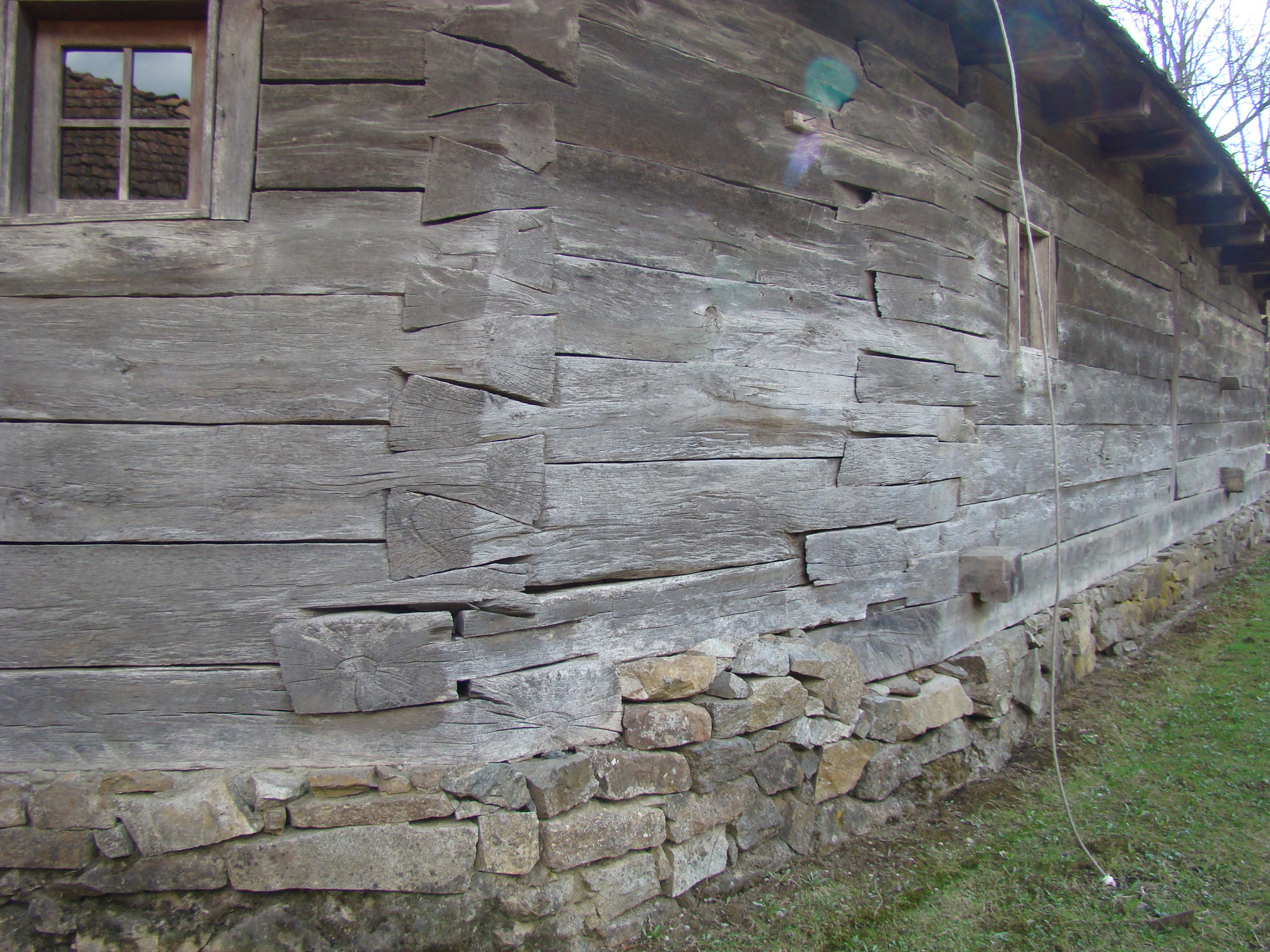
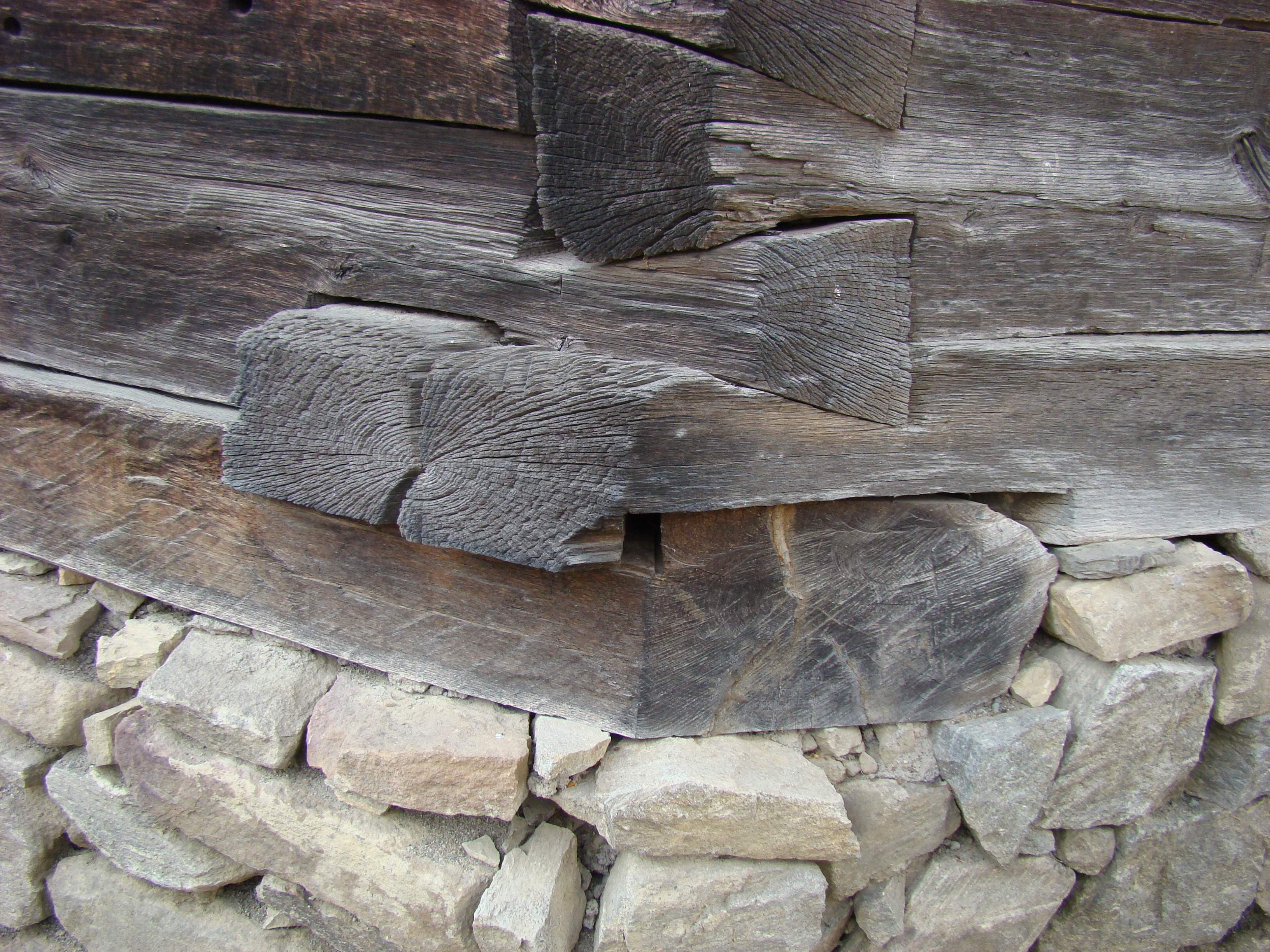
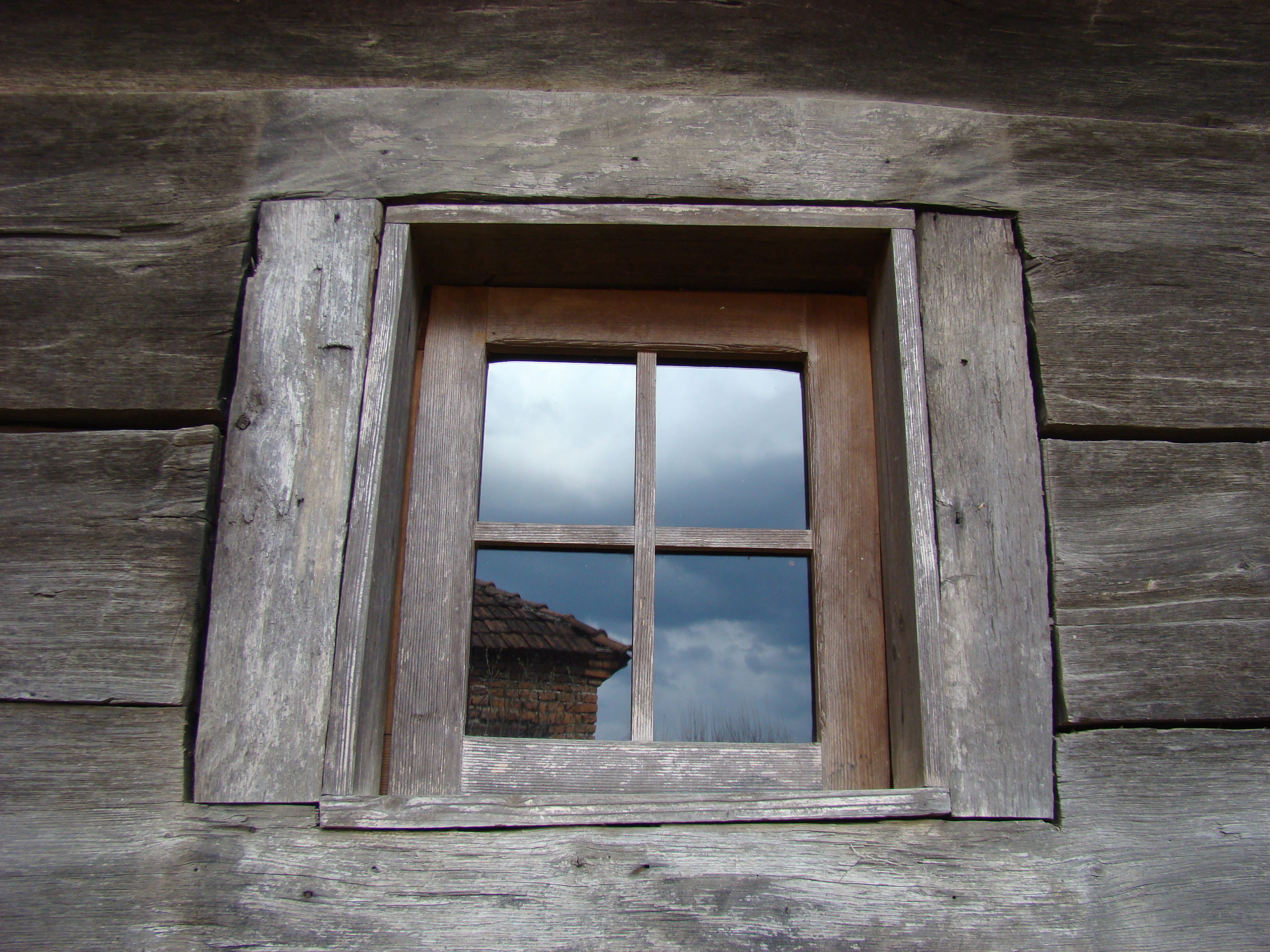
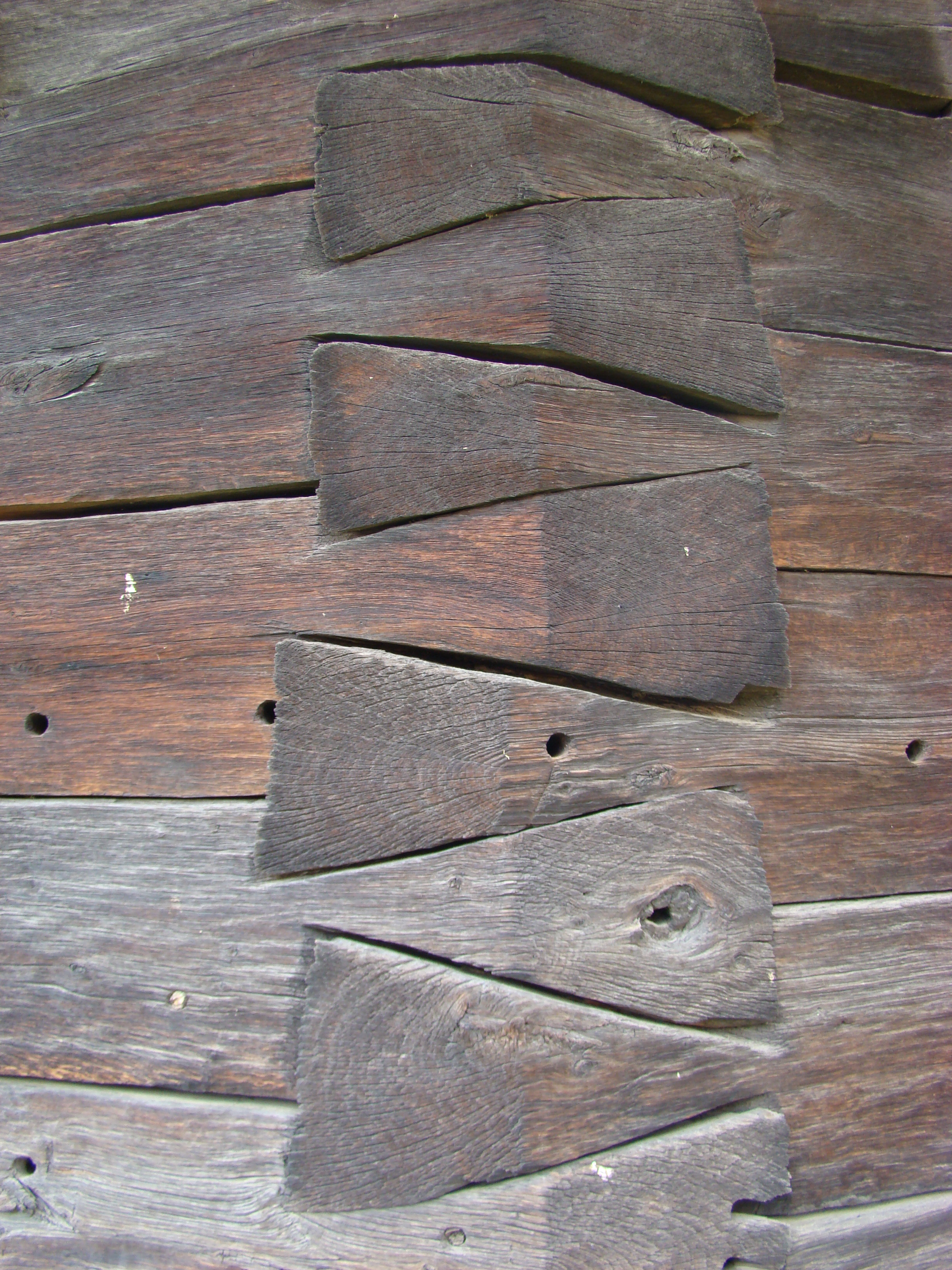
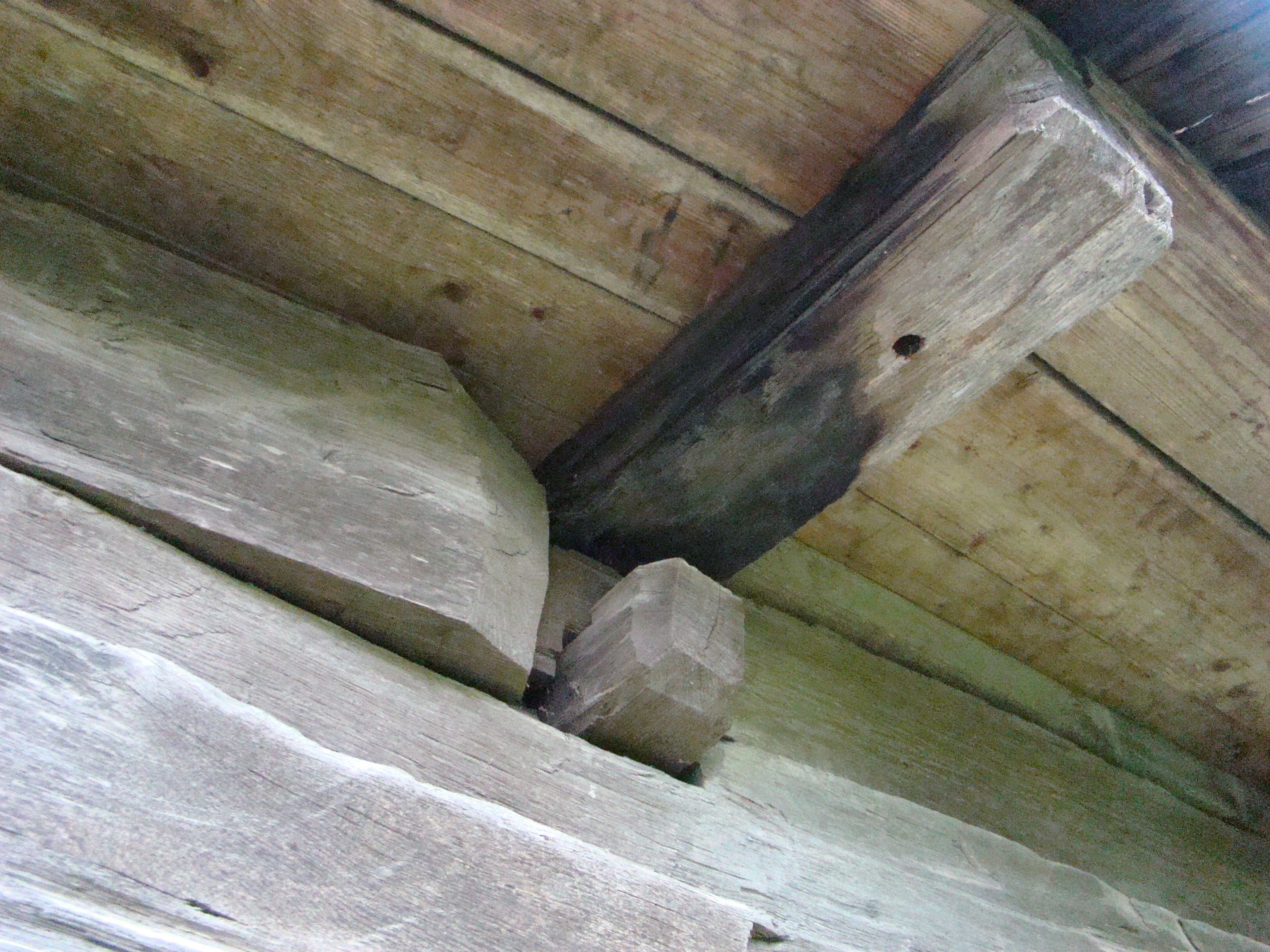
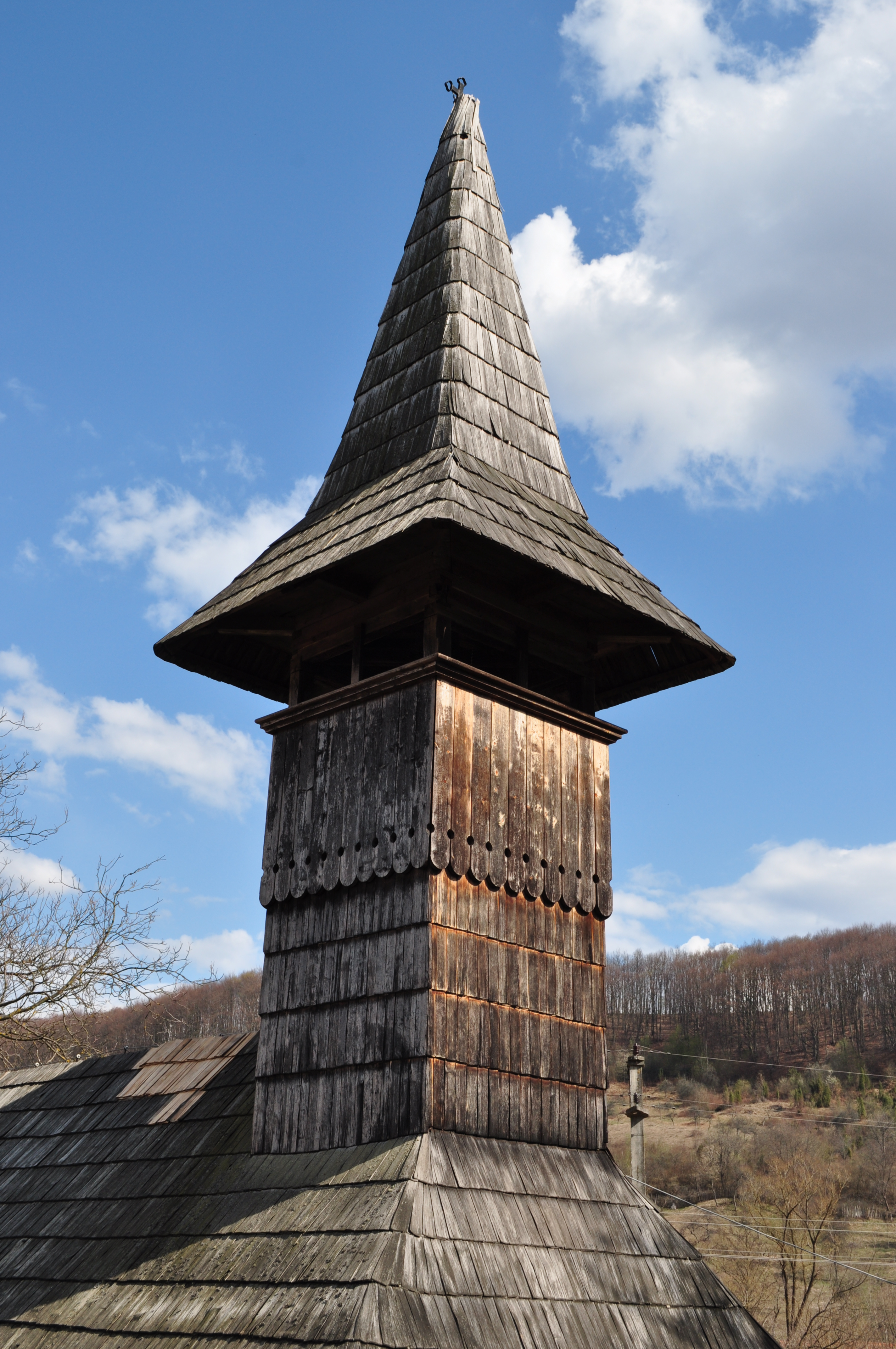
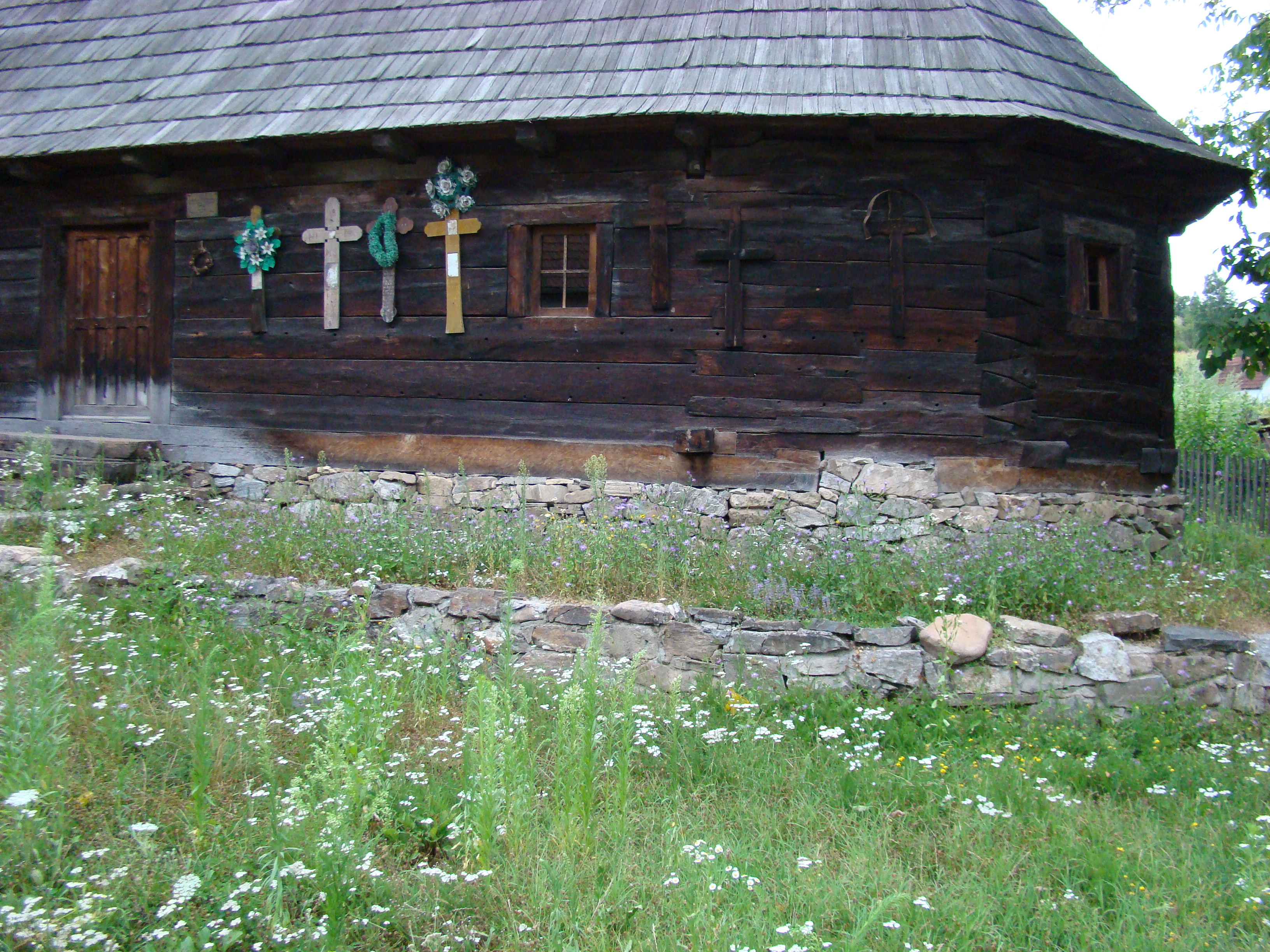
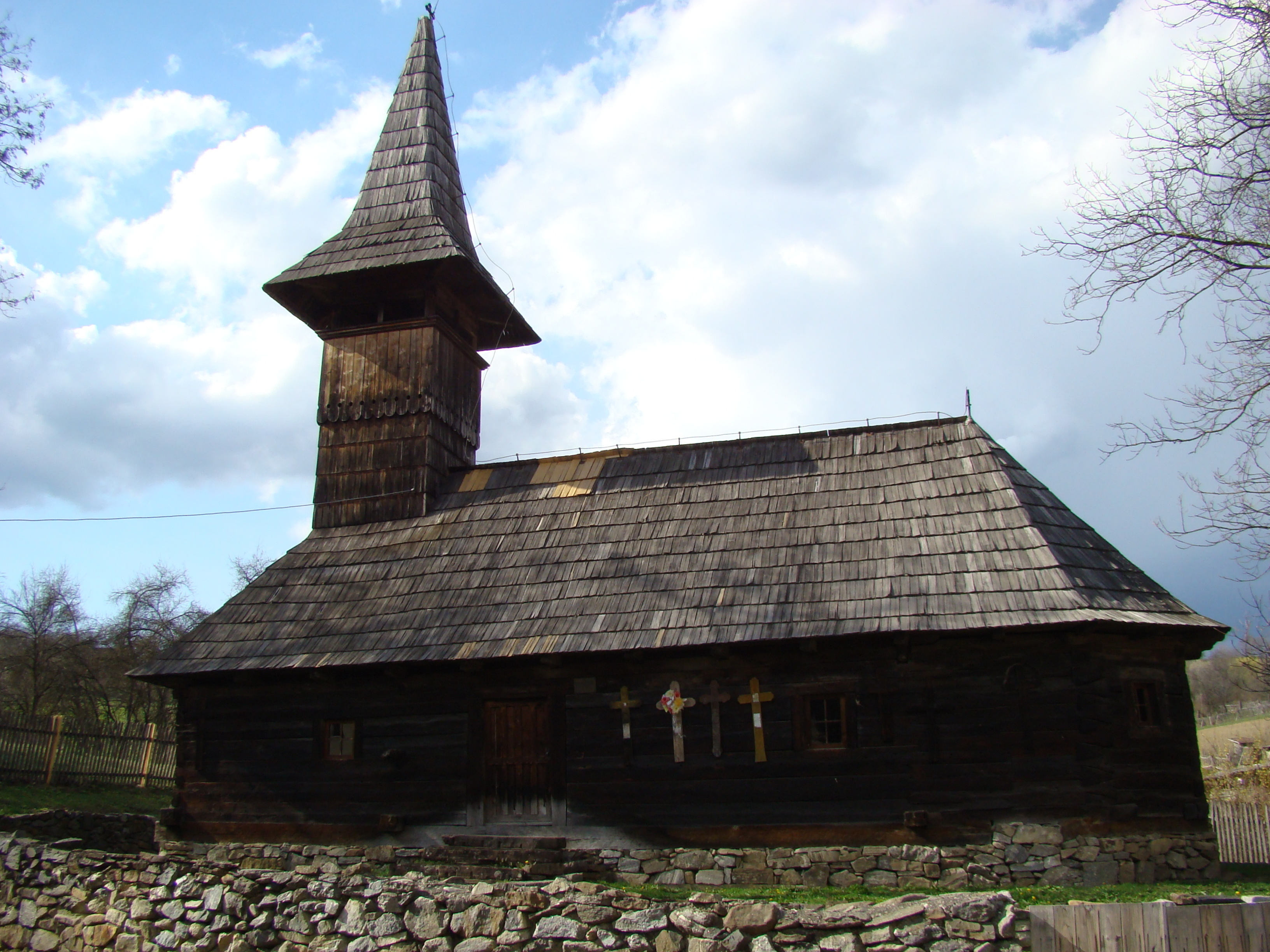

## Imagini din interior

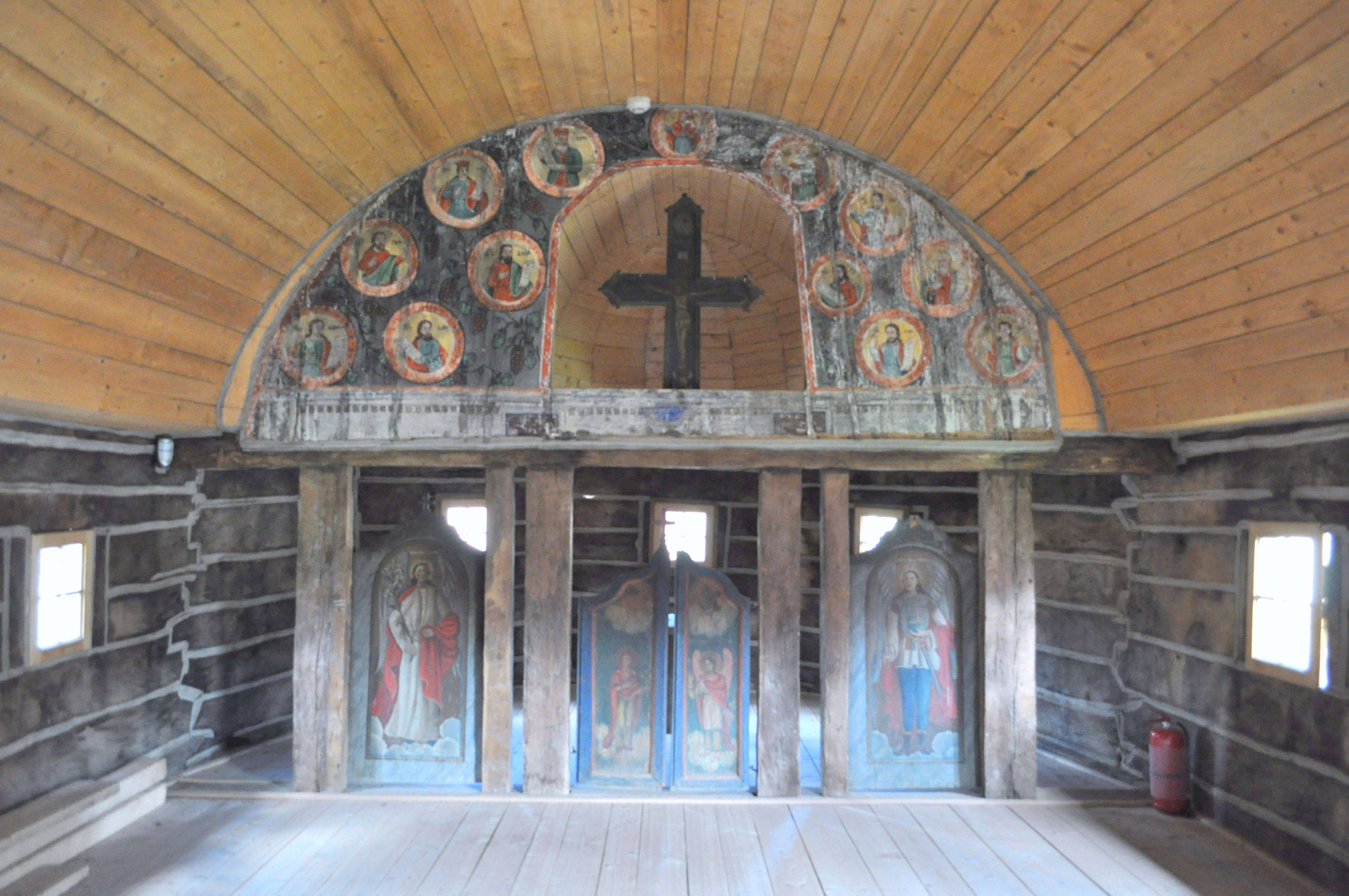
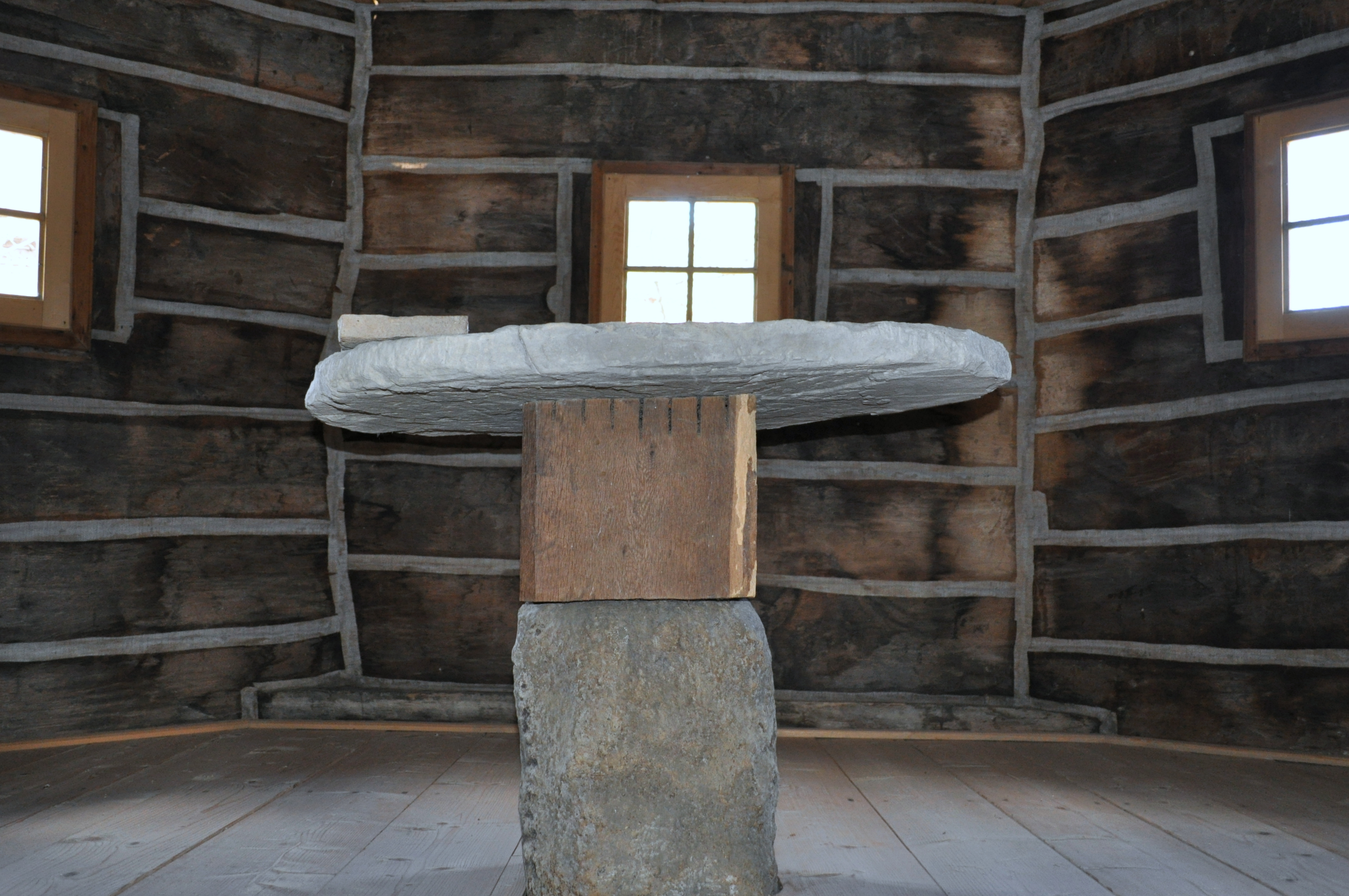
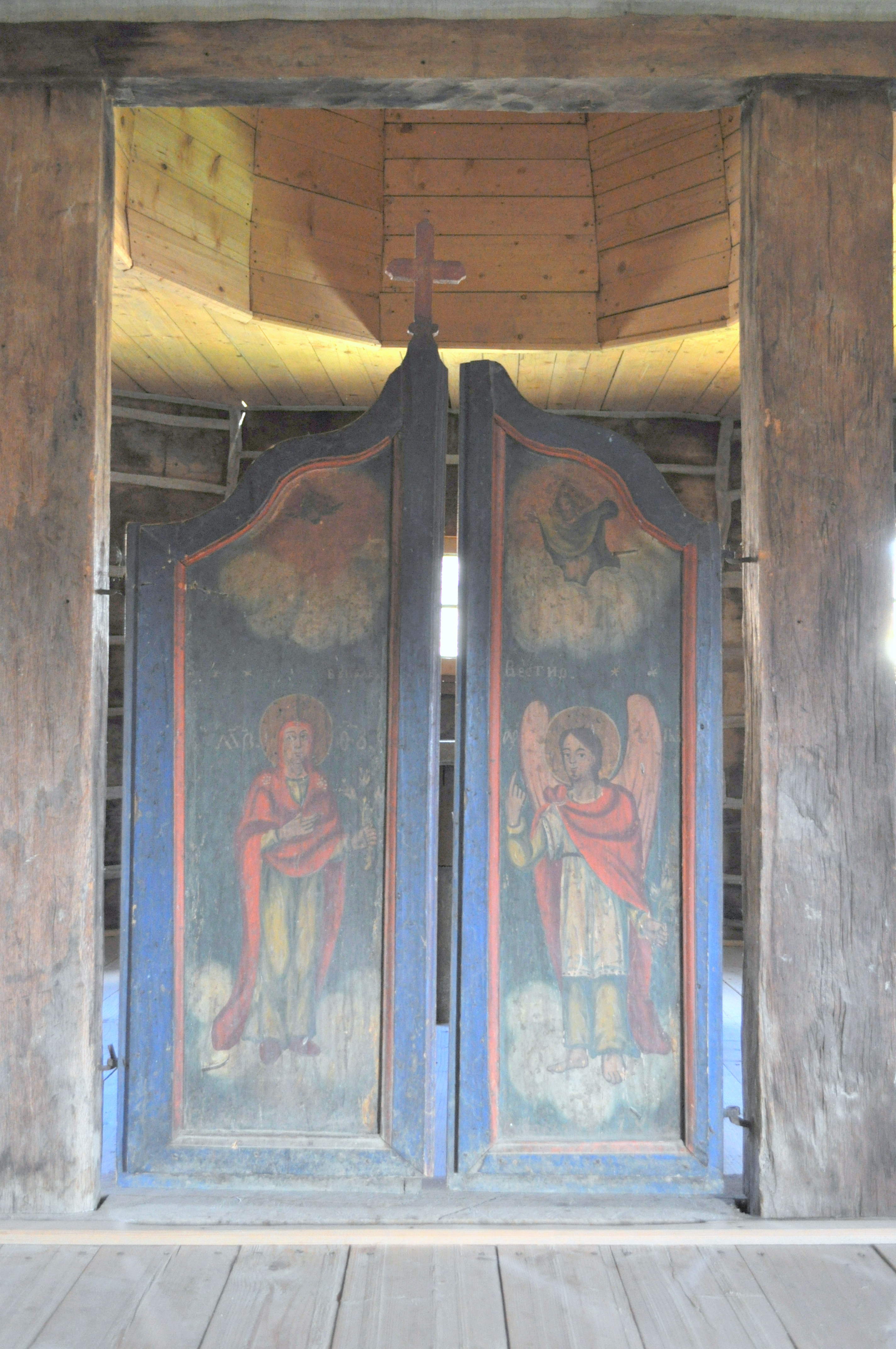
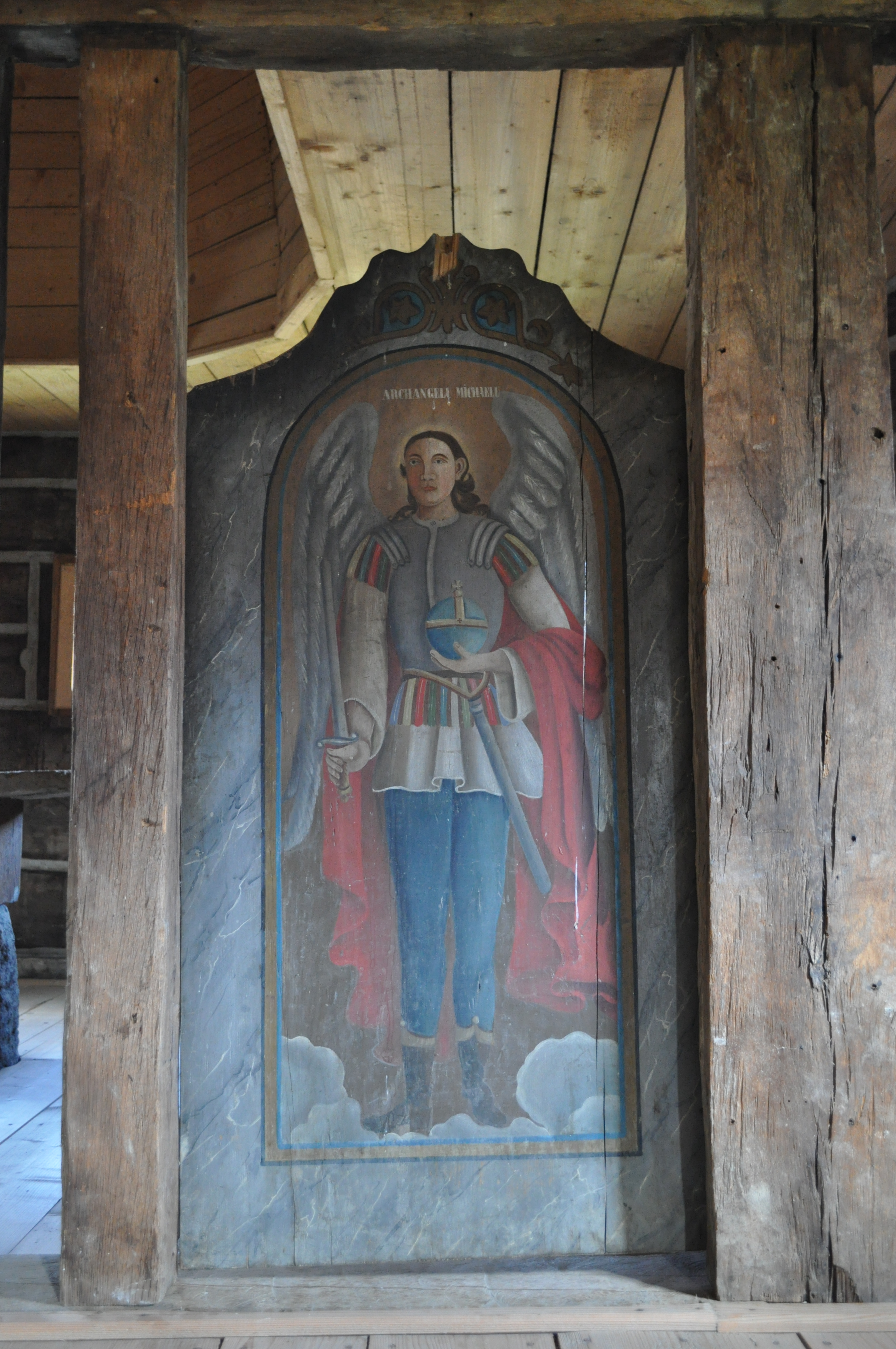
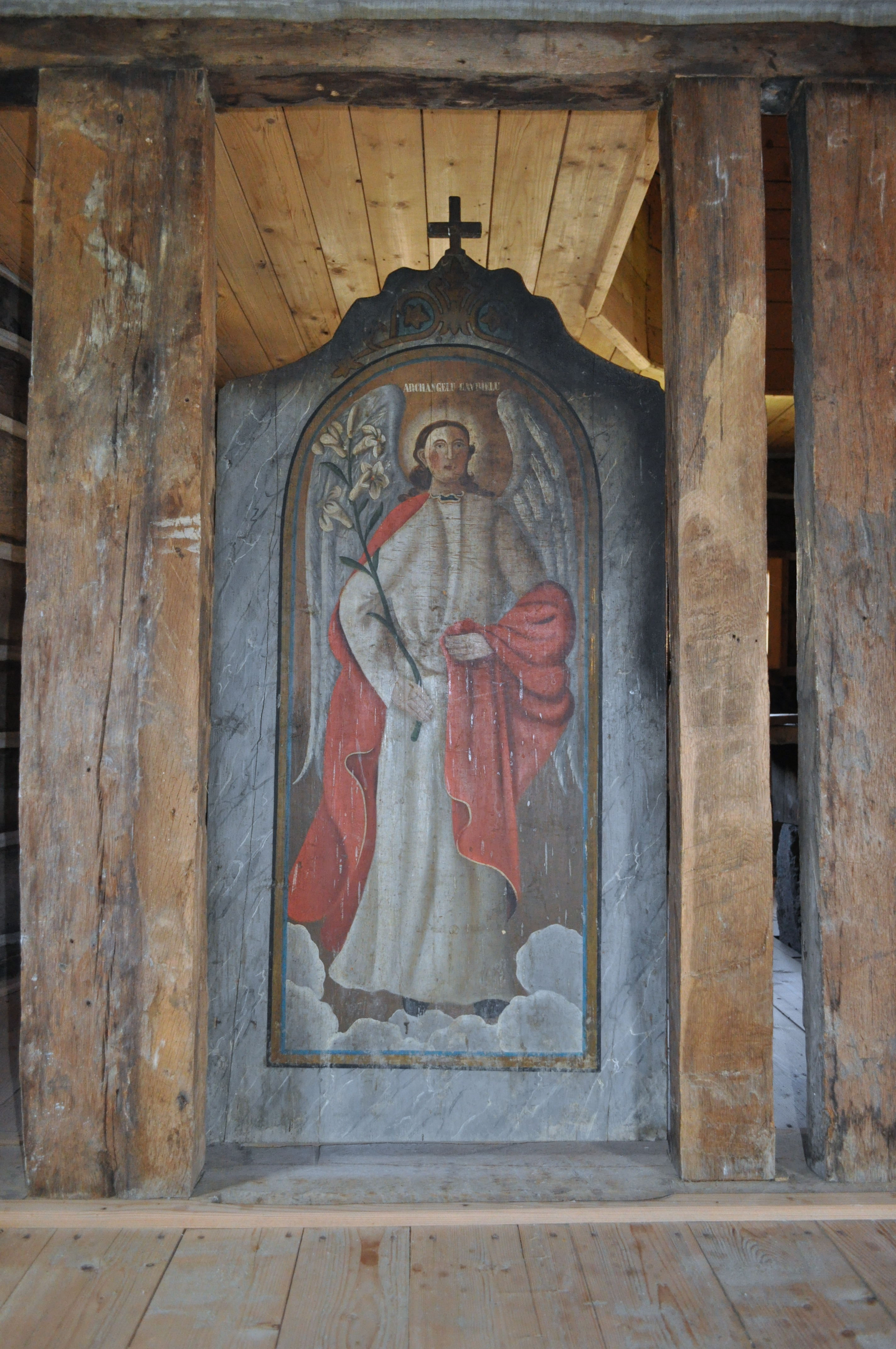
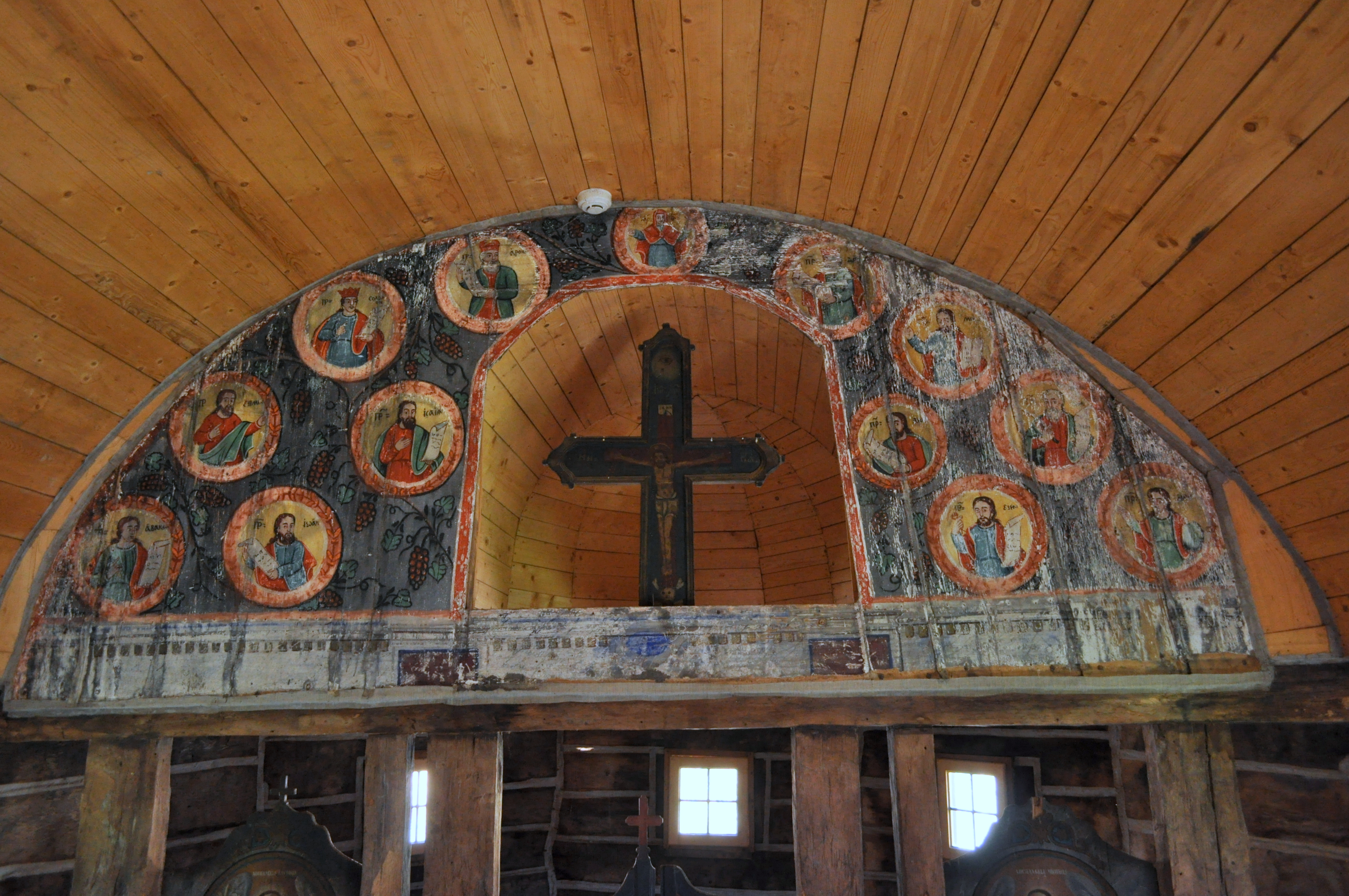
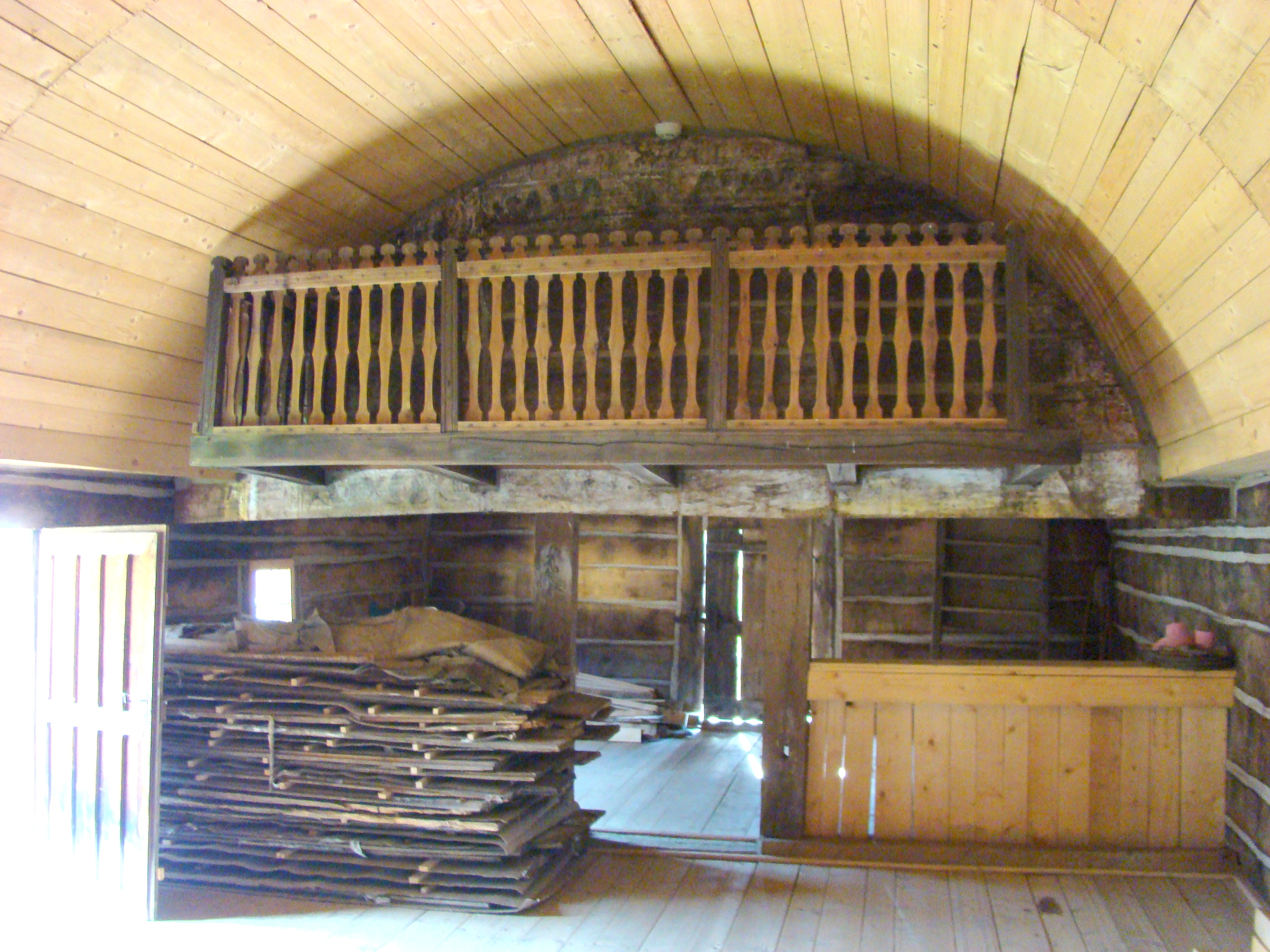
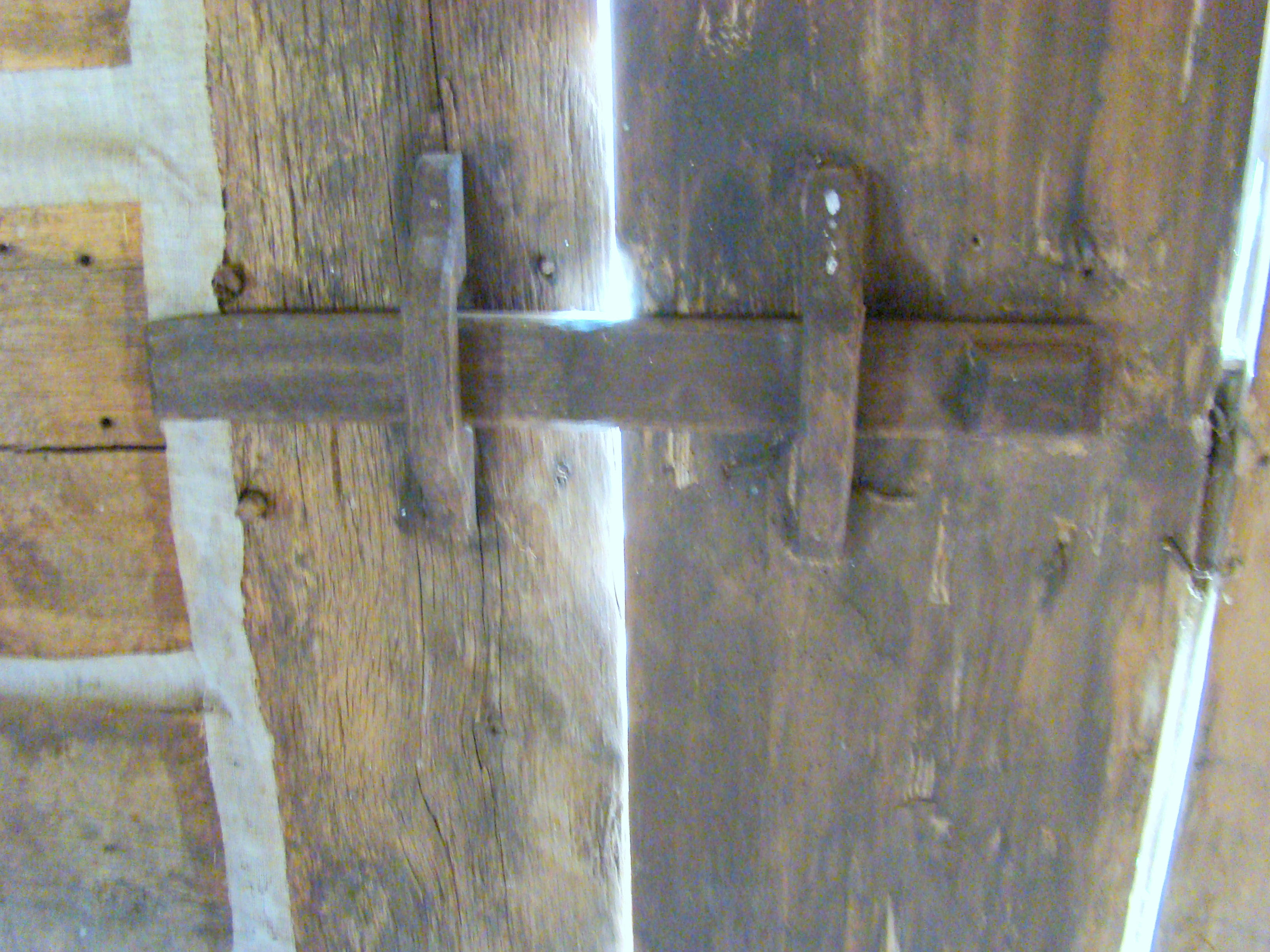
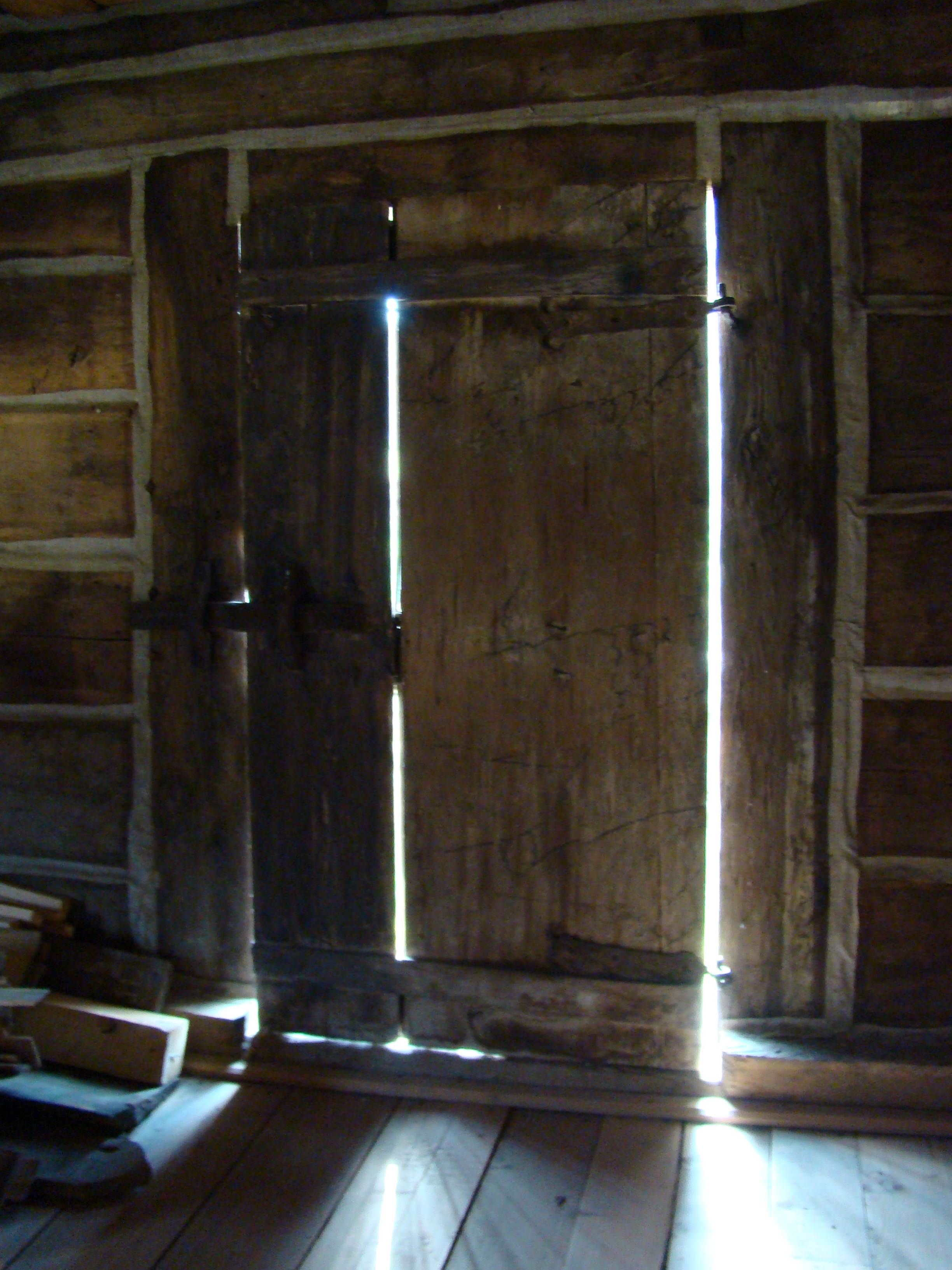
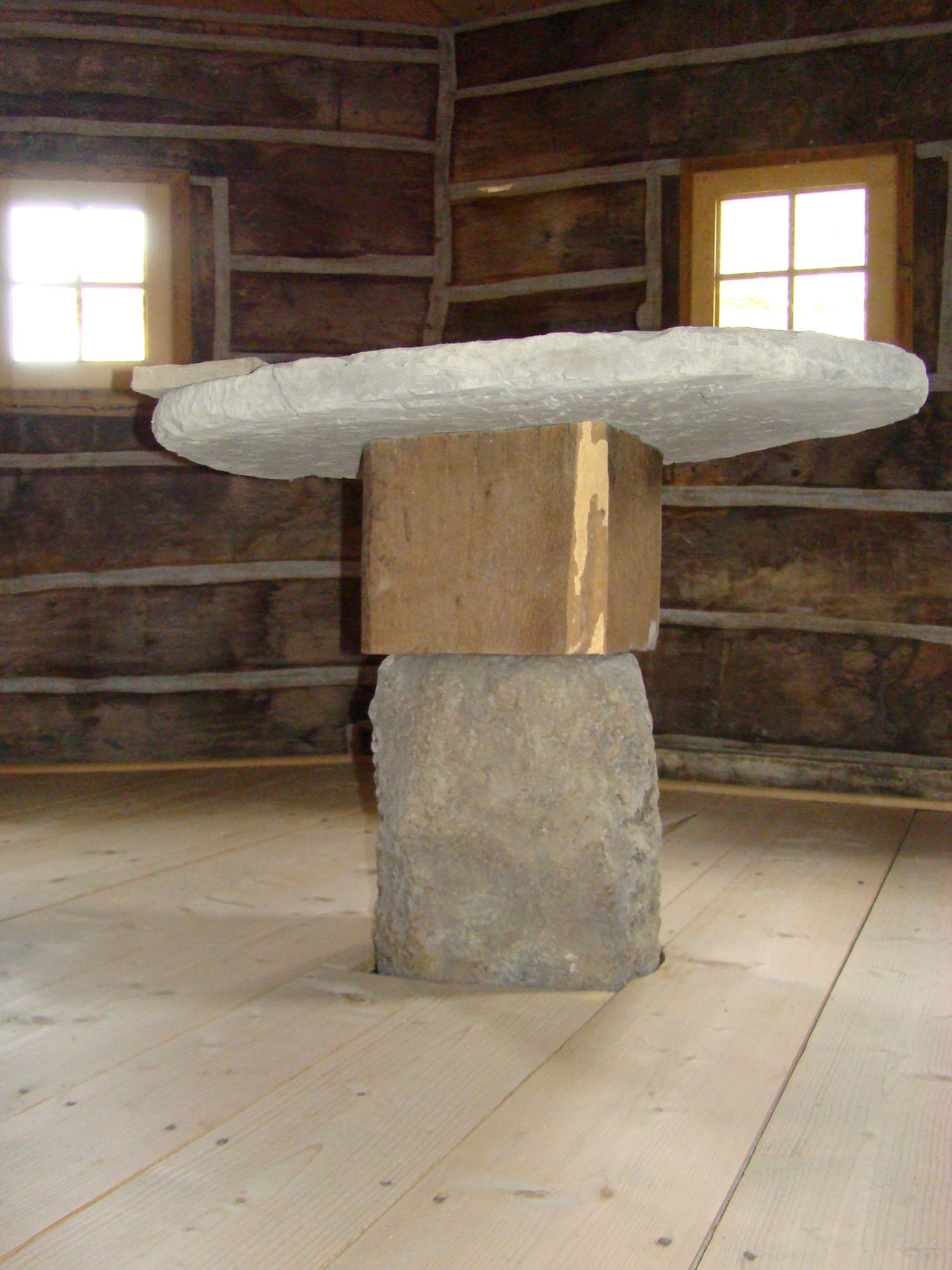
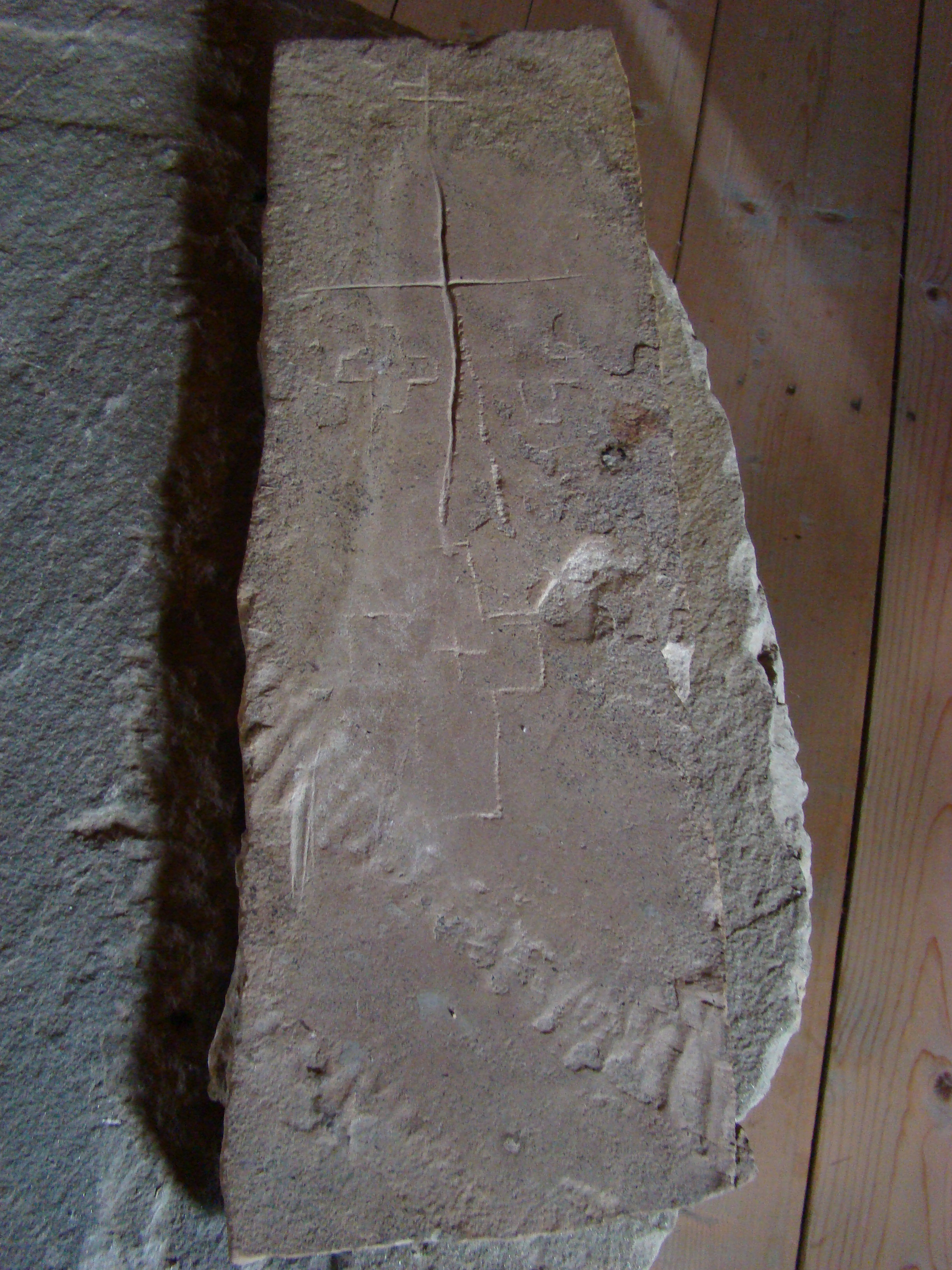
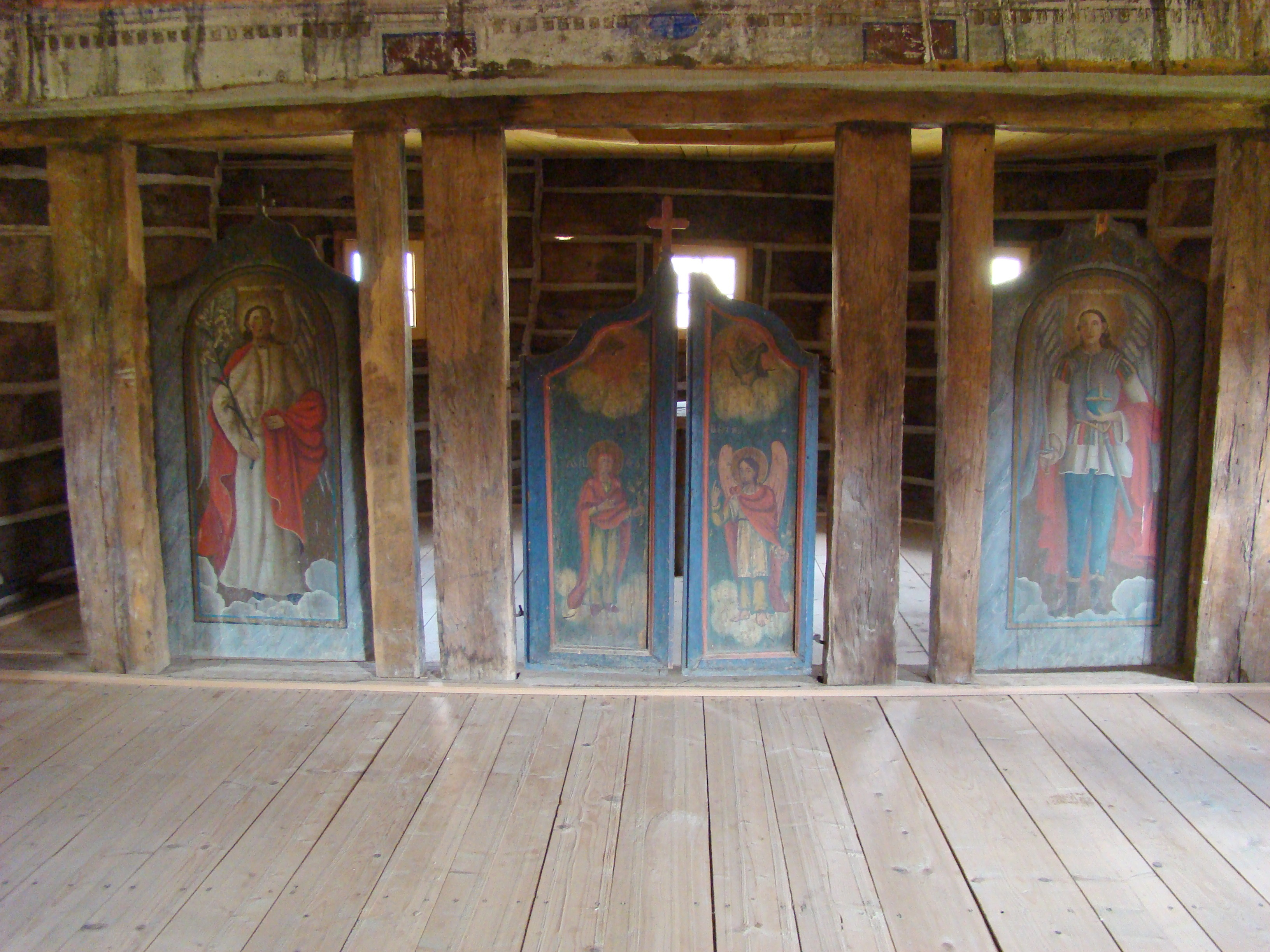
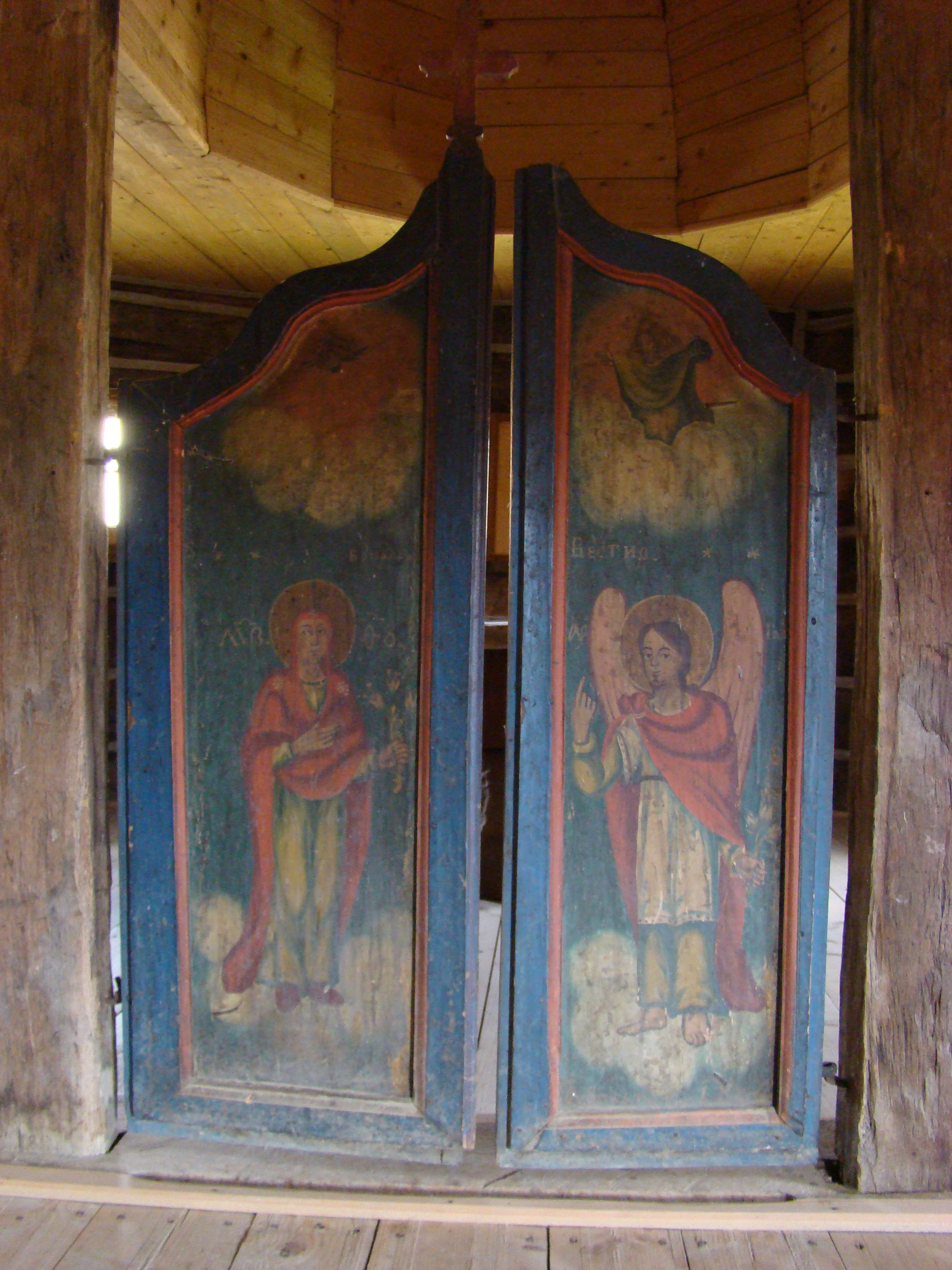
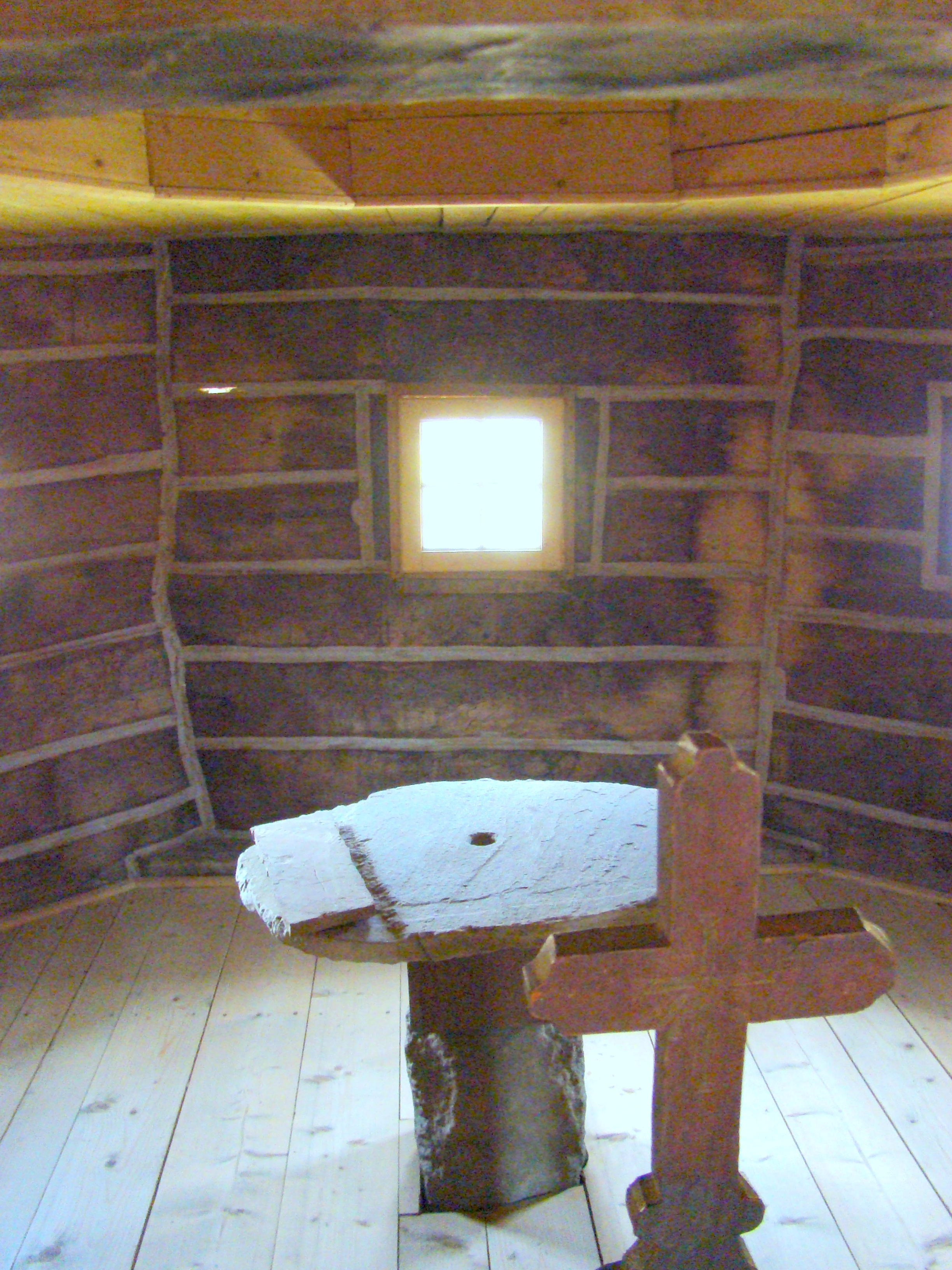
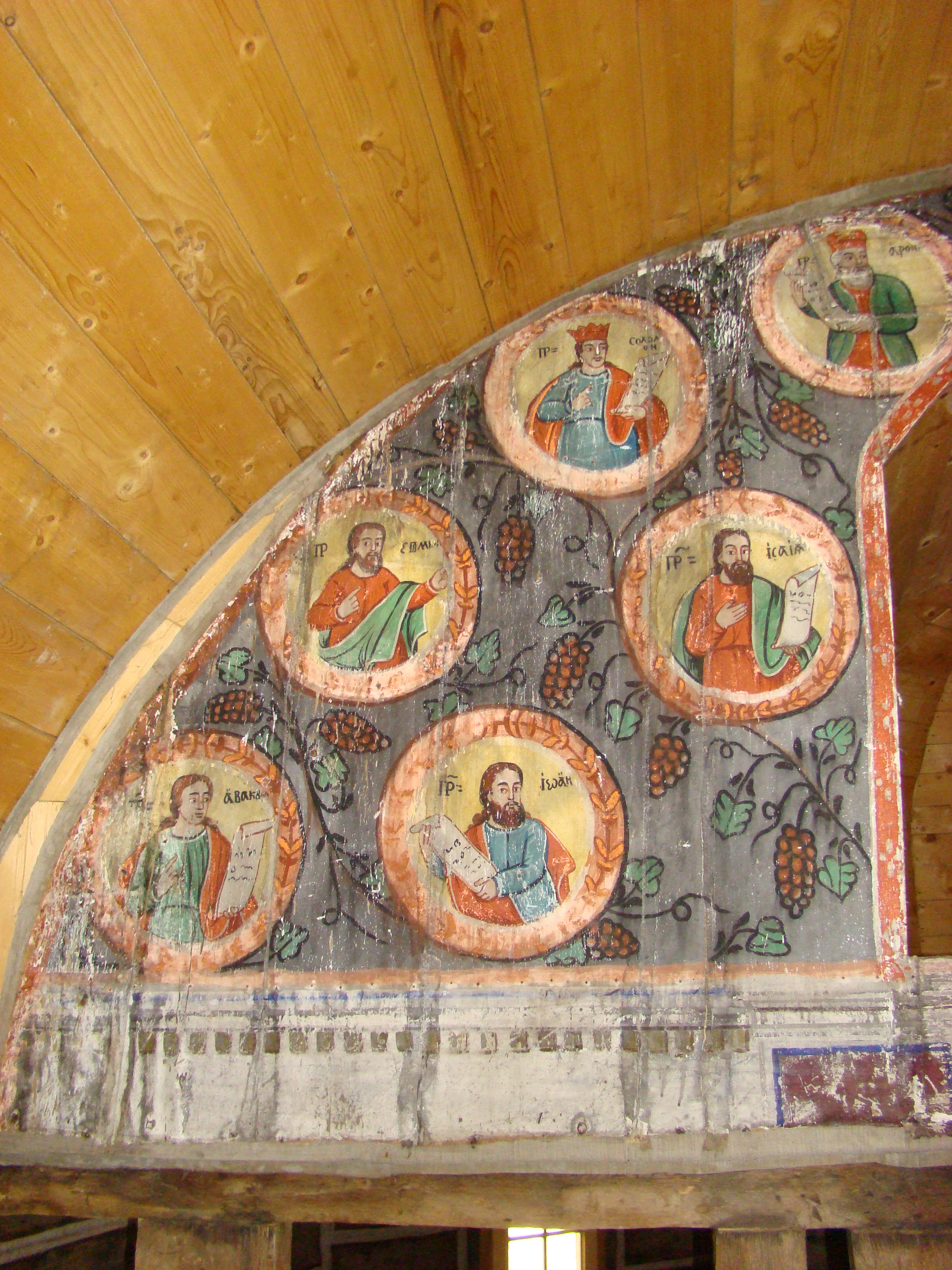
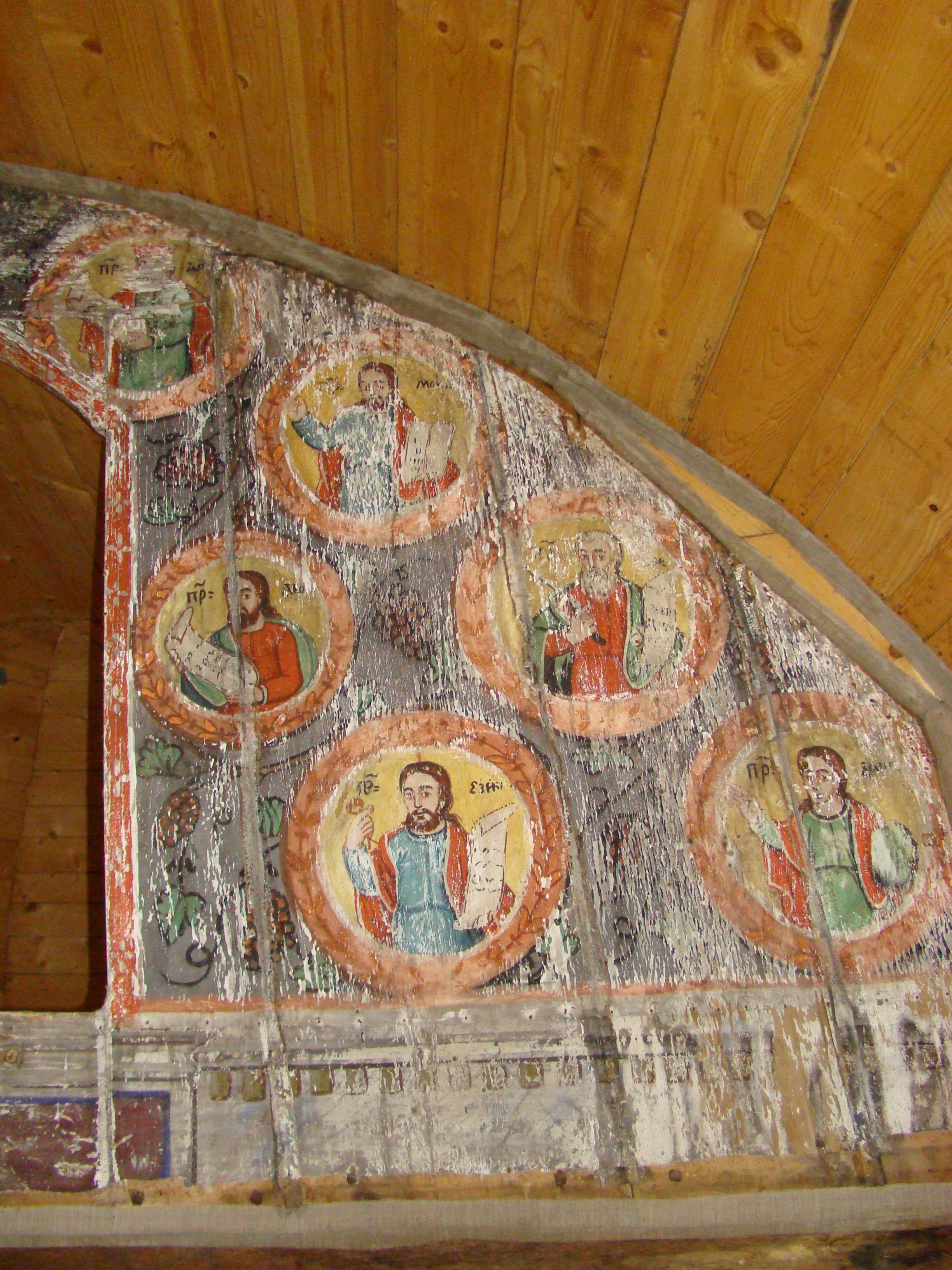
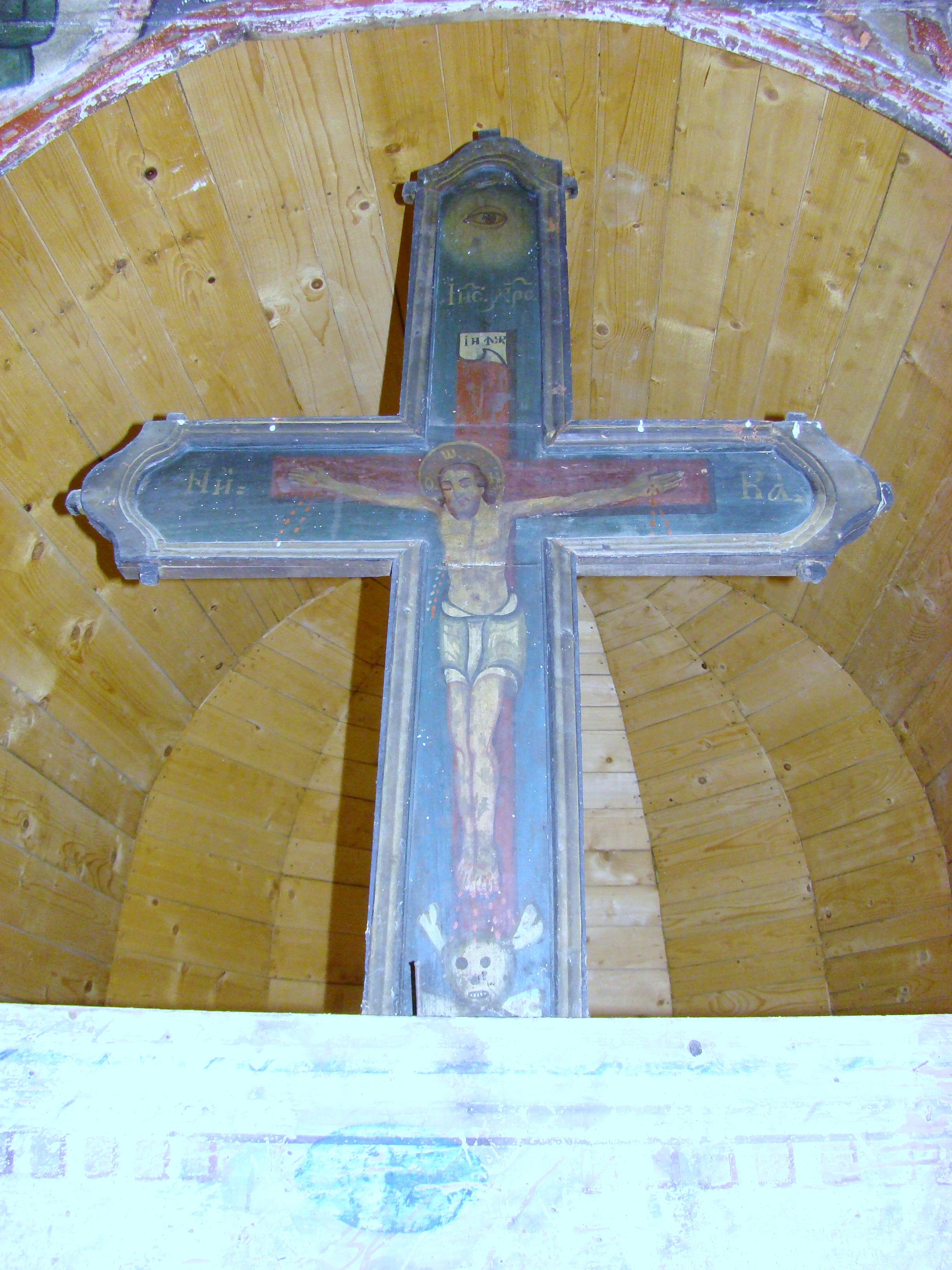
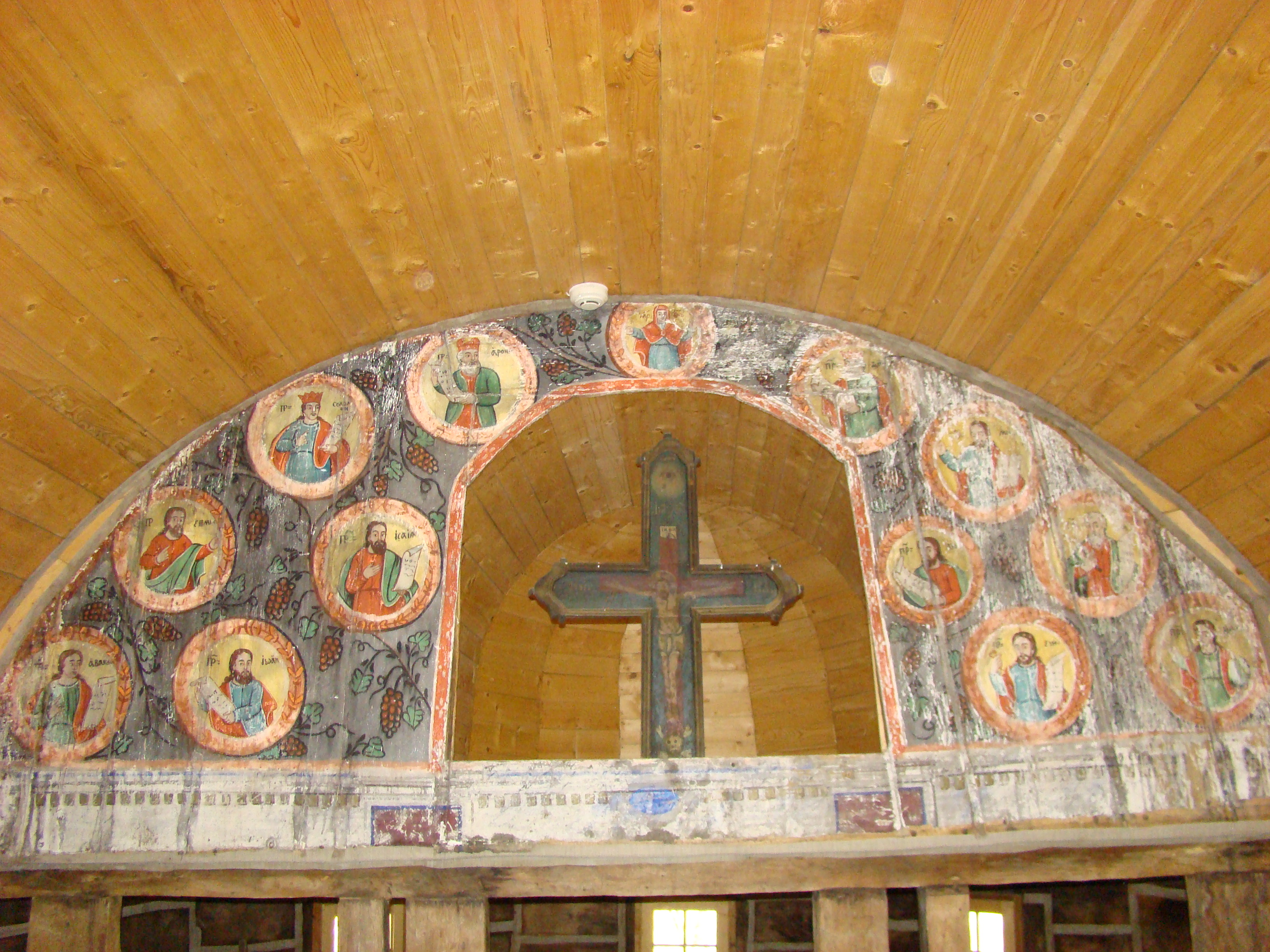
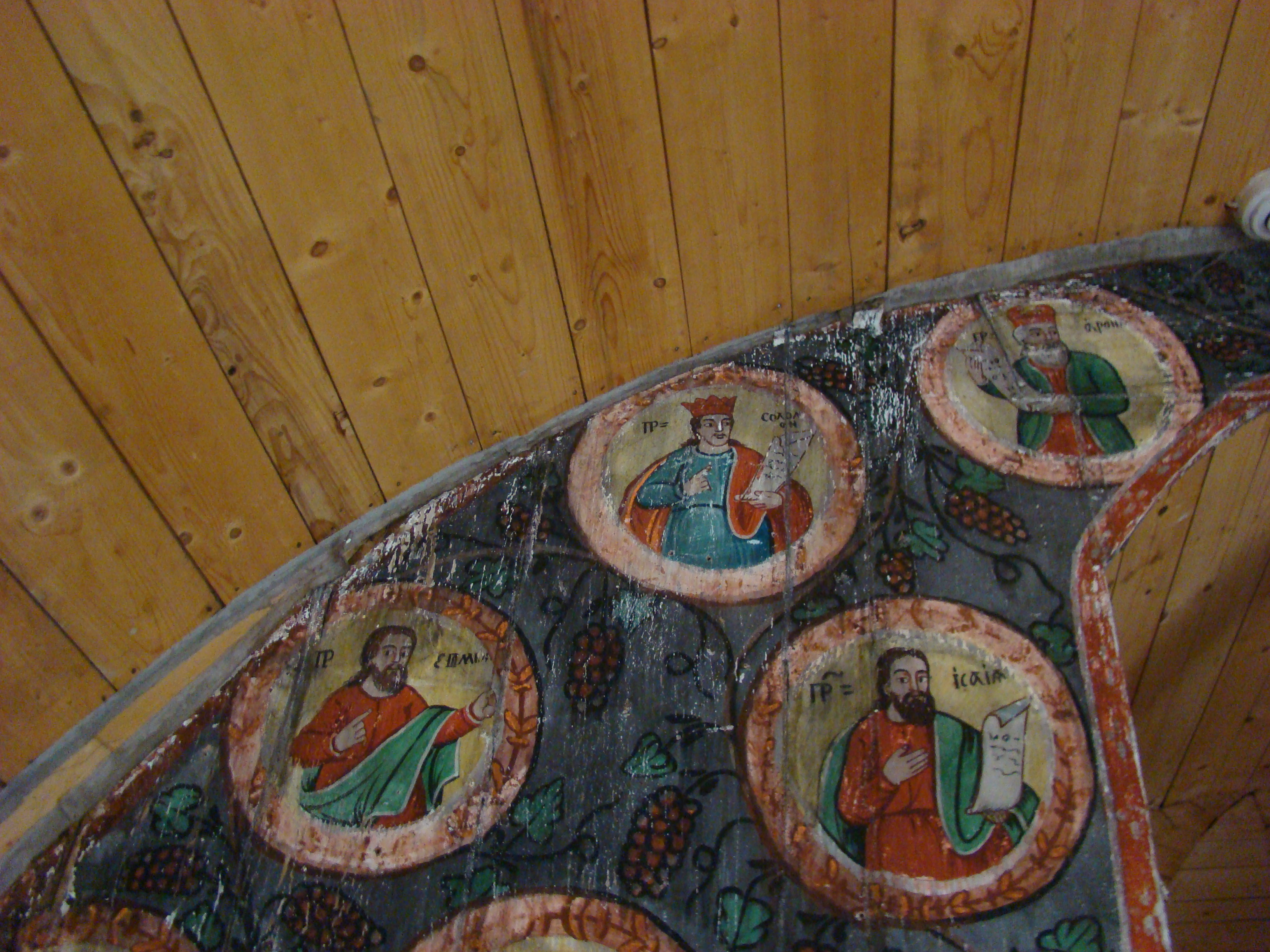
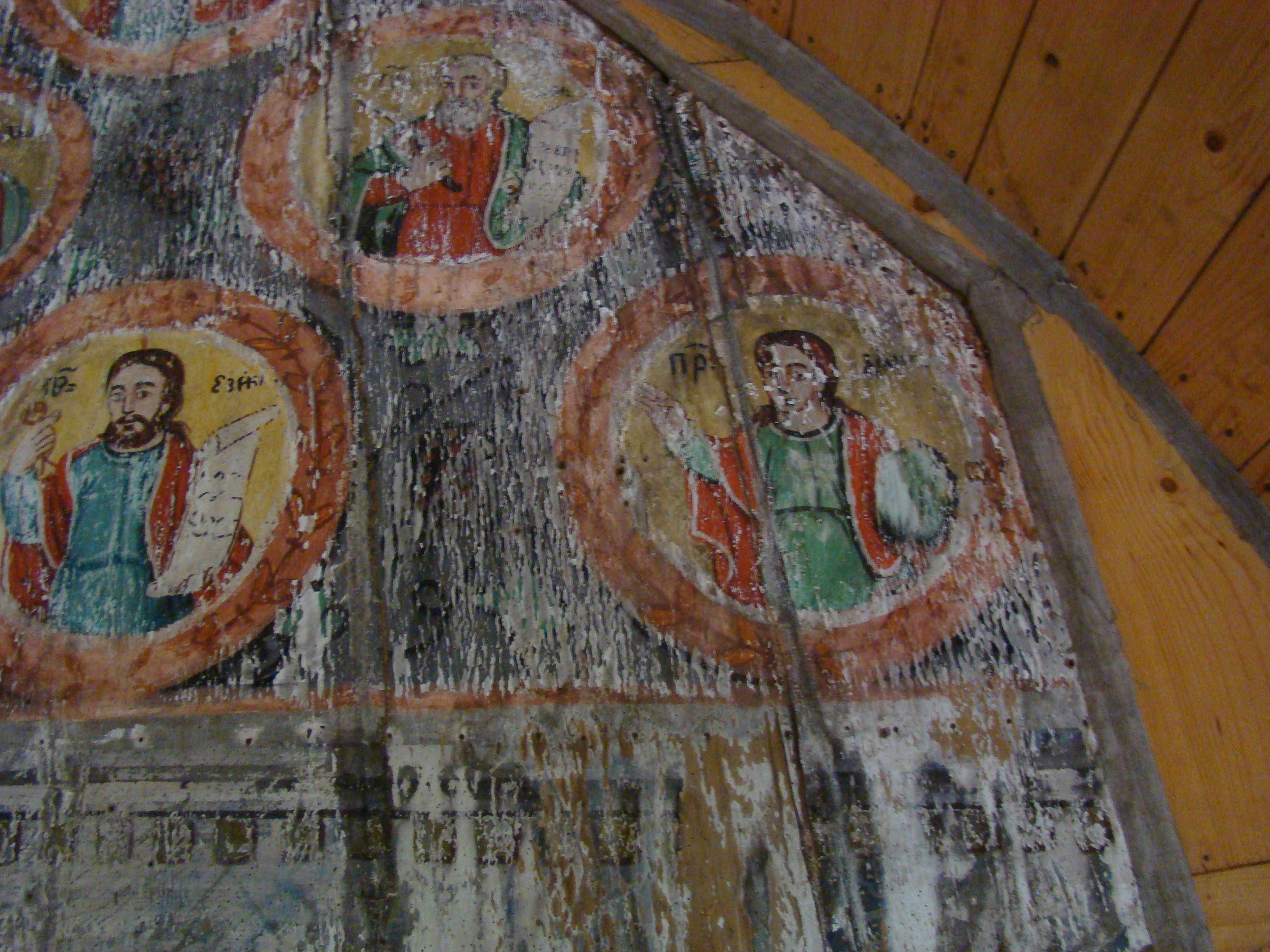